# Josep Maria Subirachs
Josep Maria Subirachs i Sitjar (Barcelona, 11 de marzo de 1927-Barcelona, 7 de abril de 2014) fue un escultor, pintor, grabador, escenógrafo y crítico de arte español. Fue uno de los escultores españoles contemporáneos con más prestigio internacional, como puede verse en sus múltiples galardones y reconocimientos recibidos, así como en la presencia de su obra en numerosos museos y lugares públicos de ciudades de todo el mundo, principalmente Barcelona. También participó en una gran cantidad de exposiciones tanto colectivas como individuales, en museos y galerías públicas y privadas.
Artista polifacético, Subirachs destacó especialmente en la escultura, pero también en otras técnicas como la pintura, el dibujo, el grabado, el cartel, el tapiz, la ilustración de libros, el diseño de joyas y la acuñación de medallas. También realizó numerosas escenografías para prestigiosos montajes de obras de teatro y ballet. Igualmente, ejerció de profesor de arte y, en el terreno teórico, como escritor y colaborador en revistas y periódicos, crítico de arte y conferenciante en universidades y academias de todo el mundo. En su larga trayectoria pasó por diversas fases —mediterránea, expresionista, abstracta, nueva figuración—, períodos casi siempre caracterizados por las formas geométricas, las líneas rectas y angulosas, y las texturas rugosas.
En su obra, Subirachs sintetizó la maestría técnica y la pureza de materiales y texturas con el afán por comunicar y expresar un lenguaje simbólico y trascendental, a través de la creación de un universo propio de referentes iconográficos que hacen de su producción un corpus personal y particular ampliamente reconocido en todo el mundo. Para el escultor barcelonés el arte es una forma de reivindicar la vida y la creación frente a la muerte y la destrucción, afirmando que:

El hecho decisivo que nos muestra la razón profunda del porqué existe el arte es la conciencia que los humanos tenemos de la muerte. El arte, por el carácter intemporal de la obra y por su valor metafísico, es el que verdaderamente se opone a la muerte. El ser humano, ante la trágica información de que la vida tiene un límite, se rebela e inventa el arte para defenderse de la desesperación, en un supremo esfuerzo por luchar con honor en una batalla perdida de antemano.

## Biografía

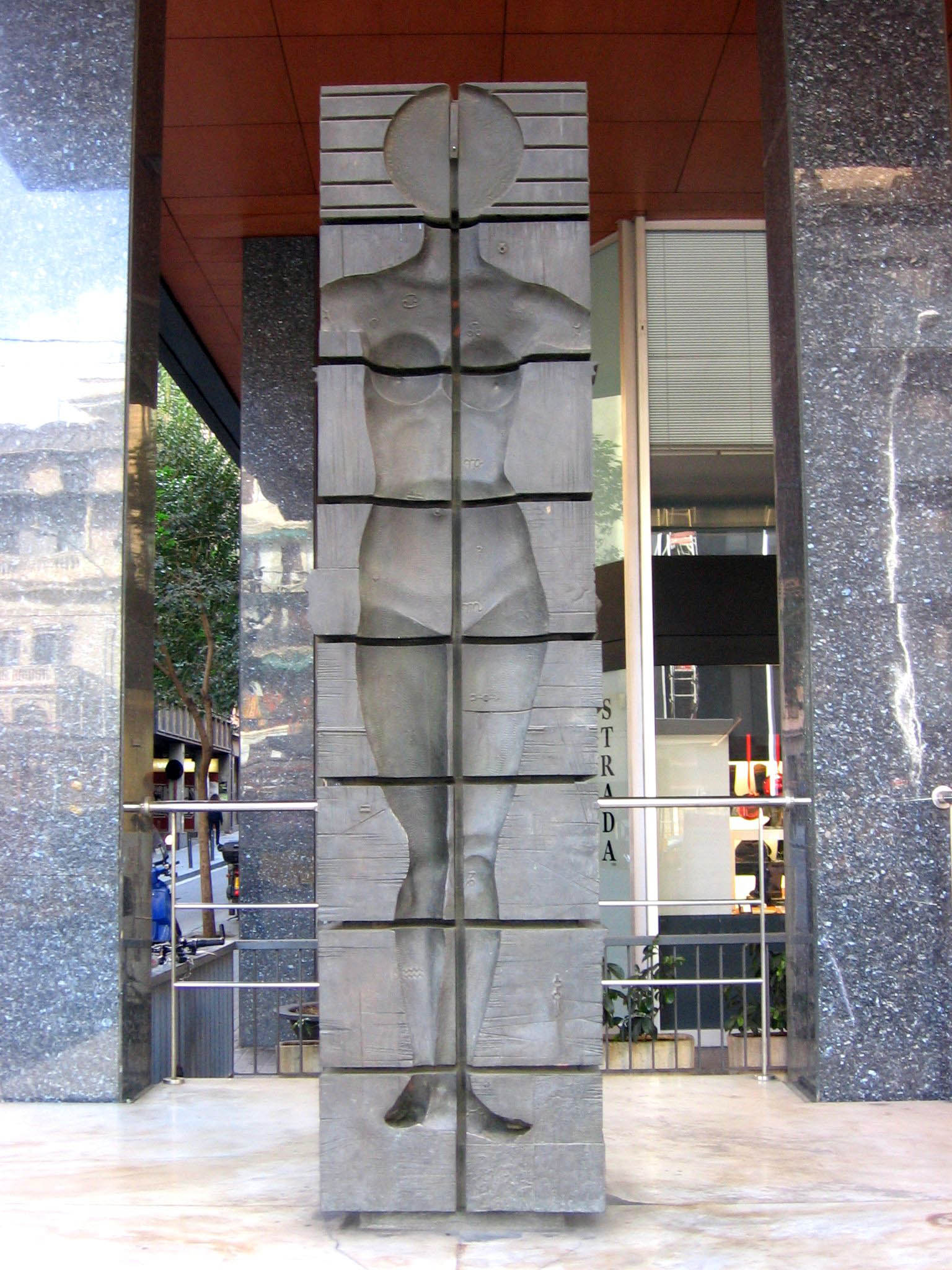
Medida del espacio-tiempo (1967), Edificio Mercuri de Barcelona.

Josep Maria Subirachs nació en el barrio barcelonés de Pueblo Nuevo, hijo de Josep Subirachs Casanovas, obrero en una fábrica de tintes, y de Josepa Sitjar Ferrer. De familia humilde, no dispuso de recursos para dedicarse a la arquitectura, su mayor vocación desde joven, aunque como escultor tuvo muy presente la conjugación de su obra dentro de edificios o espacios públicos. Sin embargo, su padre alentó su vena artística, animándole en sus dibujos a captar diversas perspectivas de la realidad, como las efectuadas en negativo o reverso, ejercicios que estimulan la imaginación y la creatividad.
A los catorce años entró como aprendiz en el taller de un dorador, donde tuvo su primer contacto con los procesos artesanales. Posteriormente realizó diversos trabajos, como aprendiz de decorador, retocador en un taller de imaginería, dependiente de anticuario, mecánico, fundidor de pies de lámpara y dibujante publicitario. Entre 1942 y 1947 fue discípulo del escultor Enric Monjo, al tiempo que asistía a clases nocturnas de dibujo en la Escuela Superior de Bellas Artes de Barcelona. En 1947 entró en el taller de Enric Casanovas, que pese a fallecer a los pocos meses influyó poderosamente en el joven escultor, al cual introdujo en el estilo novecentista de moda en aquel momento en la capital catalana.
En 1948 realizó su primera exposición individual en la Casa del Libro de Barcelona, presentando diez esculturas y seis dibujos. Al año siguiente participó en el II Salón de Octubre de Barcelona, donde expuso durante varios años seguidos, hasta 1957. En 1950, junto con los escultores Francesc Torres Monsó y Martí Sabé, y los pintores Esther Boix, Ricard Creus y Joaquim Datsira, fundó el grupo Postectura, que fue presentado con un manifiesto y una exposición en las Galeries Laietanes de Barcelona. Este grupo, de efímera duración, se manifestaba heredero del cubismo y el purismo y, según Subirachs, «simboliza la tendencia de humanización del arte actual teniendo como maestro o precursor el estilo elemental constructivo que caracteriza una de las corrientes artísticas de nuestra época derivada de Cézanne».
En 1951 obtuvo una beca del Cercle Maillol del Instituto Francés de Barcelona para estudiar en París, donde entró en contacto con la vanguardia europea y recibió la influencia del escultor inglés Henry Moore. En 1953 formó parte de la comisión organizadora de la Associació d'Artistes Actuals (AAA), junto a Enric Planasdurà, Antoni Tàpies, Joan-Josep Tharrats, Joan Fluvià y Alexandre Cirici i Pellicer. Invitado por el artista belga Luc Peire, se instaló un tiempo en Bélgica (1954-1956), donde comenzó su fama internacional, al recibir numerosos encargos del coleccionista Rémy Vanhoidsenhoven. Fue entonces cuando empezó a considerar el dedicarse profesionalmente a la escultura. En 1955 se casó en Bruselas con Cecília Burgaya Ibáñez, y al año siguiente nació su hijo Roger, que se dedicaría al cómic; en 1959 nació su hija Judit, y en 1965 su hijo Daniel.

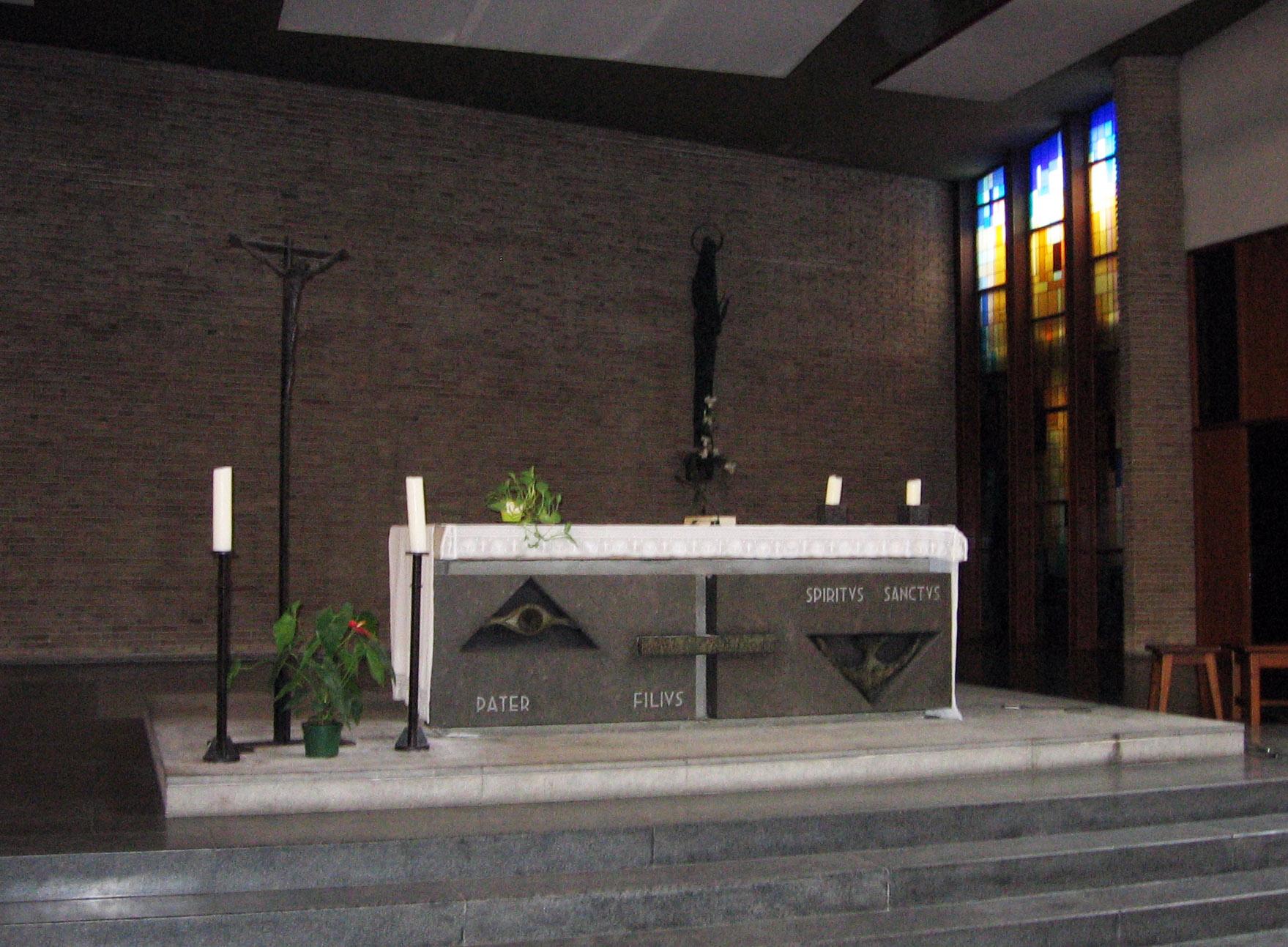
Conjunto de altar, crucifijo y escultura de Santa Cecilia (al fondo), de la iglesia de Santa Cecilia de Barcelona (1964).

En 1956 comenzó su colaboración en la agencia publicitaria Zen, fundada y dirigida por Francesca Granados y Alexandre Cirici i Pellicer, donde recibió numerosos encargos para empresas y entidades de toda Cataluña. Gran parte de la obra de Subirachs está colocada en espacios públicos, accesibles a todo el mundo, una preferencia personal del artista, que a menudo afirma que «el arte sin espectador no tiene razón de ser. El arte debe ser para todos y, por lo tanto, lo mejor es que esté emplazado en espacios públicos». En 1957 recibió su primer encargo para una obra pública, Forma 212, situada en los Hogares Mundet de Barcelona, que fue la primera obra abstracta colocada en la vía pública de Barcelona. A esta obra siguió tres años más tarde Evocación marinera, situada en el barrio de La Barceloneta, que en su día causó cierta polémica por sus formas abstractas —que no tuvo la obra anterior por hallarse en la periferia de la ciudad—. Posteriormente, entre 1959 y 1961, realizó la fachada del santuario de la Virgen del Camino en León, y desde entonces recibió numerosos encargos para lugares públicos de todo el mundo.
En 1961 comenzó a dar clases en la Escuela Elisava de Barcelona. Comprometido políticamente, en 1966 realizó la medalla conmemorativa del Sindicato Democrático de Estudiantes de la Universidad de Barcelona, cuya recaudación sirvió para pagar las multas impuestas a los participantes en el encierro en el convento de los Capuchinos de Sarrià, conocido como la Capuchinada.

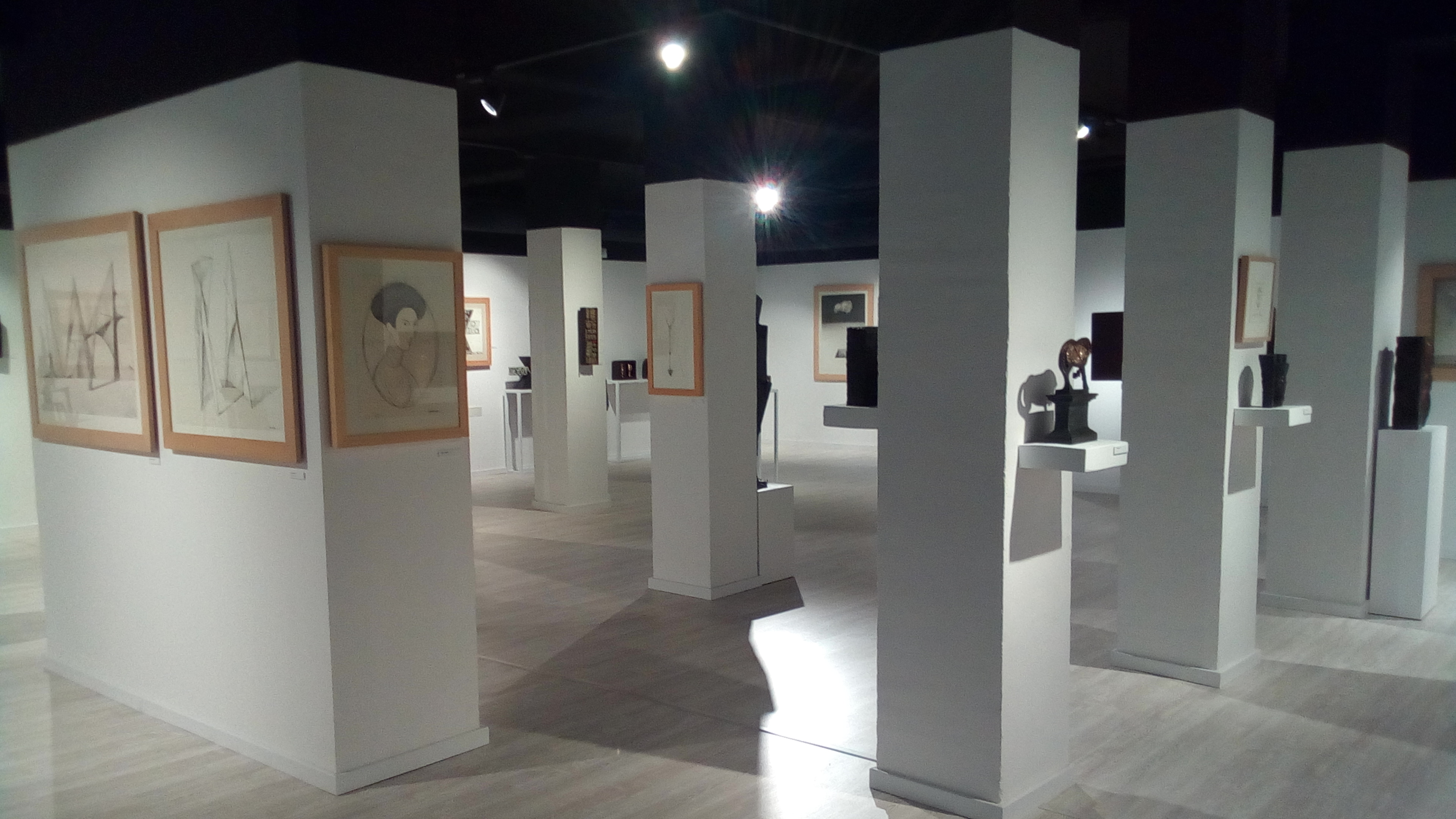
Espai Subirachs.

En 1980 fue elegido académico de la sección de escultura de la Real Academia Catalana de Bellas Artes de San Jorge. Desde entonces ha recibido innumerables distinciones, entre las que se cuenta la consideración de «Artista catalán vivo más importante del siglo XX», según una encuesta popular realizada en 1997 por el periódico La Vanguardia, Catalunya Ràdio y Enciclopèdia Catalana. También ha recibido, entre otras distinciones, la Medalla de Oro al Mérito en las Bellas Artes otorgada por el Ministerio de Educación y Cultura, la Creu de Sant Jordi de la Generalidad de Cataluña y la Medalla de Oro al Mérito Artístico del Ayuntamiento de Barcelona.
En 2001 Subirachs firmó un acuerdo con la Fundación Caixa Penedès para constituir un museo dedicado a la obra del escultor que debía llamarse Espai Subirachs (Espacio Subirachs), para el que donó 137 obras representativas de toda su trayectoria artística. Sin embargo, en 2011 esta entidad anunció que no podía hacer frente al coste de dicha inversión debido a la crisis económica. Finalmente, los hijos de Subirachs tomaron la iniciativa y alquilaron un local de 300 m² en el Pueblo Nuevo, el barrio natal del artista, con una exposición de esculturas, pinturas y dibujos, así como material documental y una videoproyección de su trayectoria. El Espai Subirachs abrió sus puertas el 27 de mayo de 2017.
Josep Maria Subirachs falleció en Barcelona el 7 de abril de 2014, a los 87 años. Afectado de Parkinson, había dejado de trabajar en 2010. Según el conseller de Cultura de la Generalidad de Cataluña, Ferran Mascarell, «Subirachs es uno de los grandes escultores que ha tenido Cataluña, muy reconocido internacionalmente, y representa una figura clave en la trayectoria artística catalana del siglo XX».

## Obra

### Escultura

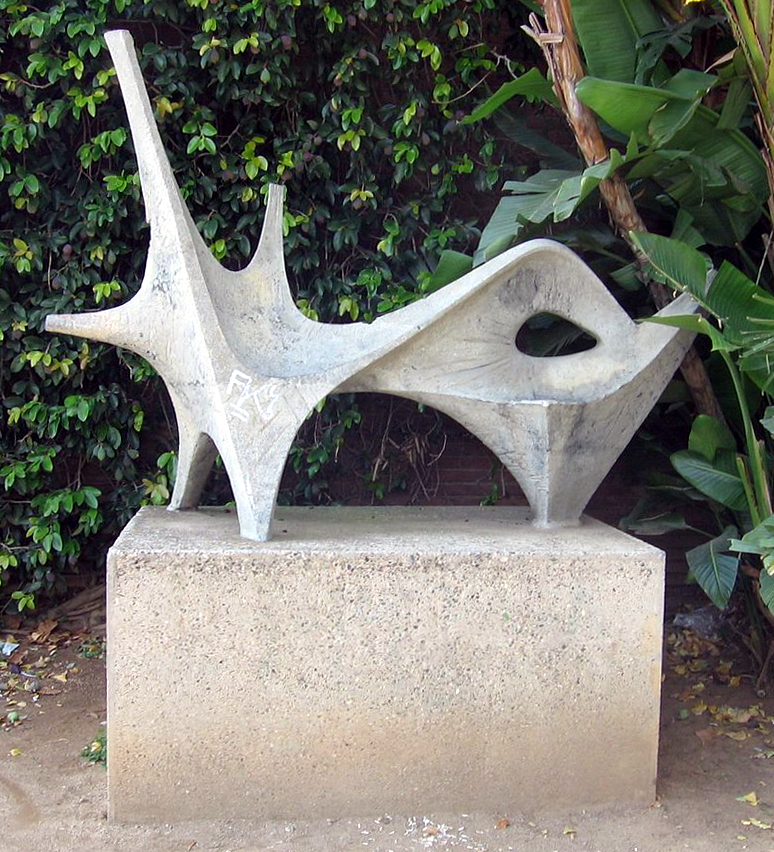
Forma 212 (1957), Hogares Mundet de Barcelona, primera obra abstracta colocada en la vía pública de Barcelona.

Subirachs fue iniciado en el novecentismo por sus maestros Monjo y Casanovas, un estilo clasicista que propugnaba el predominio en el arte de la armonía y el equilibrio, con gusto por la temática mediterránea y una predilección especial por la figura femenina, donde predominaba un gusto estético por la típica muchacha catalana procedente de La bien plantada de Eugenio d'Ors. Sus primeras obras denotan esta influencia, aunque con un estilo personal, más estilizado y expresivo que el realismo de sus maestros, lo que apuntaba ya al expresionismo en el que desembocaría posteriormente. Aun así, el gusto por el equilibrio y la sencillez, por el trabajo concienzudo, que adquiere en esta época le acompañará en todo lo largo de su trayectoria. Esta primera fase suele denominarse su «etapa mediterránea», representada por obras como Mujer y niño (1947), Cadaqués (1947), Aurora (1947), Soledad (1948), Deseo (1948), Diálogo (1949), Mujer mediterránea (1949), Voluptuosidad (1950) o Desnudo yacente (1950). En ellas predomina el equilibrio, la proporción, la serenidad, las formas curvas, y denotan la influencia —además de sus dos maestros— de escultores afines a ese sentimiento mediterranista, como Josep Clarà o Aristide Maillol.

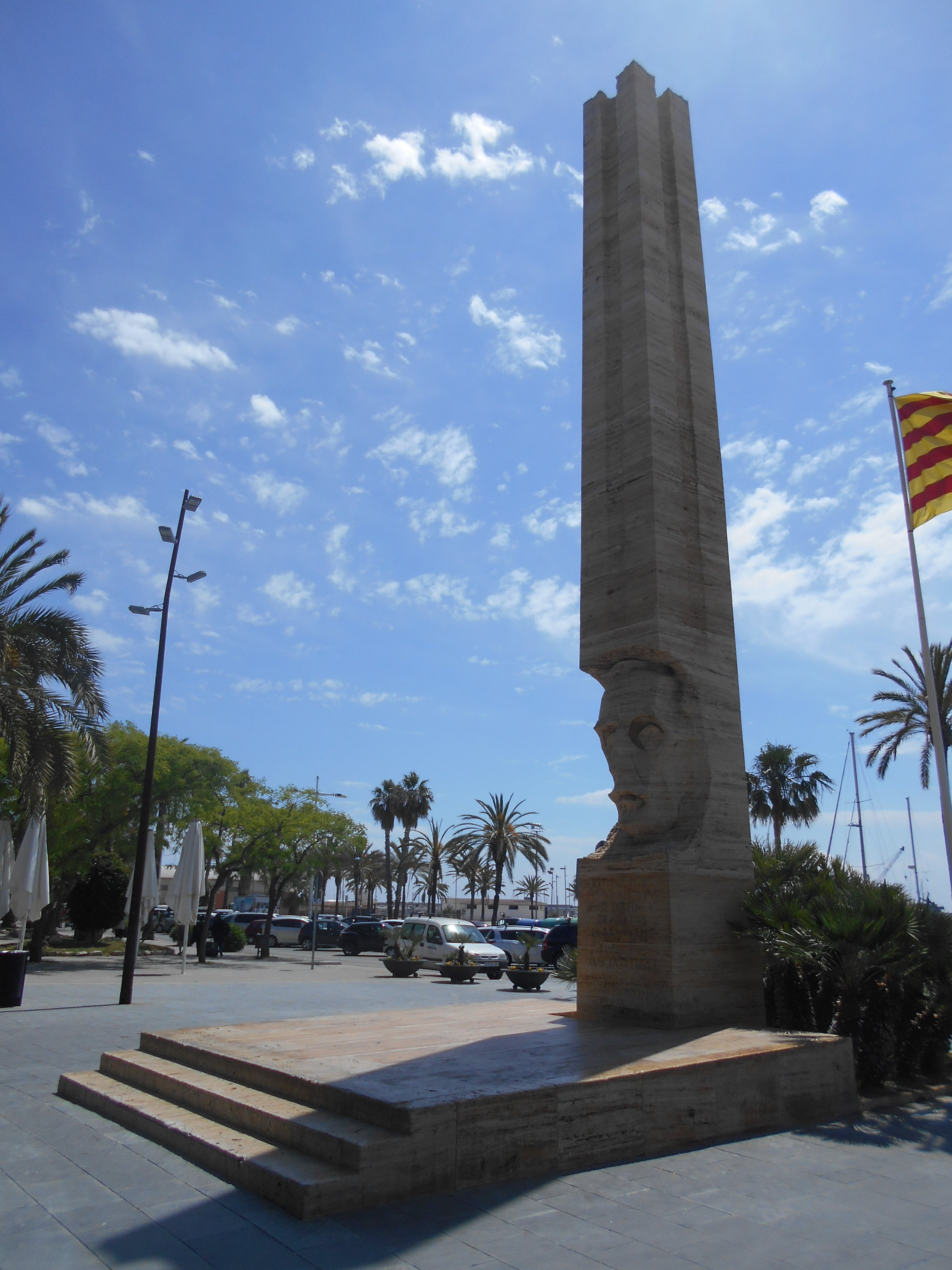
Monumento a Macià (1983), Villanueva y Geltrú.

Sus primeras obras fueron en barro cocido, debido a la precariedad de su situación económica, pero más adelante empleó preferentemente el hierro (generalmente soldado), el bronce (fundido a la cera perdida, y a menudo retocado posteriormente con oxidaciones, bruñidos o baños de ácido), el aluminio, el hormigón o la piedra, en diferentes variedades: granito, basalto, mármol, travertino, piedras calcáreas, etc. Subirachs siempre ha valorado la estabilidad, la durabilidad, la inmutabilidad de sus obras y su pervivencia en el tiempo. Para él una obra de arte ha de ser duradera, por lo que emplea materiales resistentes y busca formas estables, que sufran la lógica erosión del tiempo, pero no desaparezcan fácilmente; como él mismo dice: «que la obra se convierta en ruina, pero no en chatarra». Otra de las características de su obra es la frontalidad: le otorga más importancia a la parte delantera de su obra que al resto, casi como si fuese un cuadro, circunstancia curiosa en un escultor, pero que él prefiere para mantener un punto de vista único o privilegiado de cara al espectador, teniendo en cuenta que en numerosas ocasiones el carácter simbólico y el complejo programa iconográfico que desarrolla Subirachs en sus obras requiere una lectura en clave narrativa de la obra.

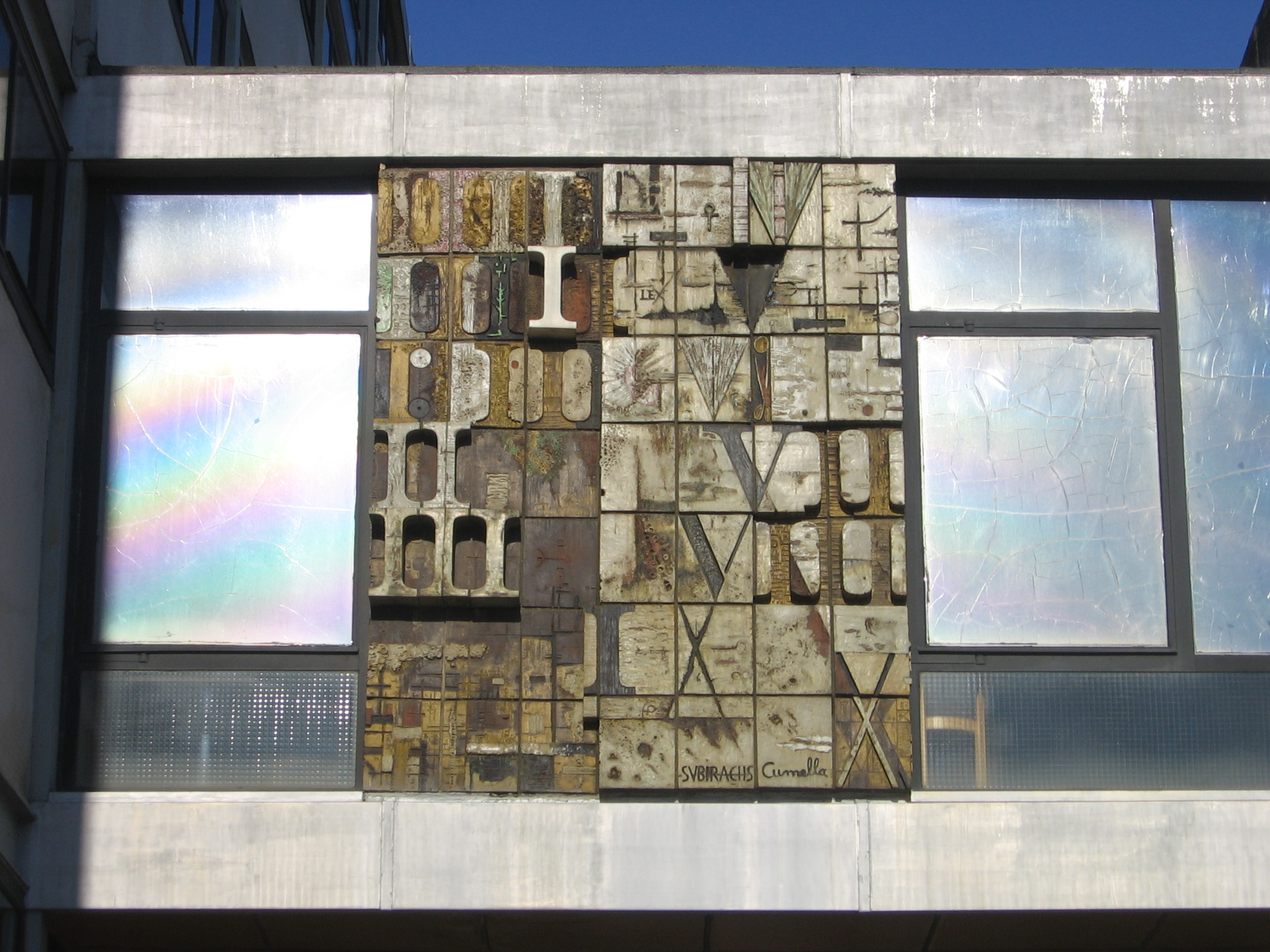
Las Tablas de la Ley (1959), Facultad de Derecho de Barcelona.

En los años 1950 evolucionó hacia el expresionismo, estilizando la forma a través de la distorsión de las proporciones y de la incorporación de superficies angulosas, además de un tratamiento inacabado de la materia, con superficies rugosas y ásperas, que dan una mayor sensación expresiva. Sus formas un tanto hieráticas recuerdan la estatuaria egipcia, mientras que el tratamiento dado a la figura femenina, donde destaca un abultado vientre, remite a las Venus esteatopígicas prehistóricas. Recibe en esta época la influencia de escultores como Leandre Cristòfol, Ángel Ferrant o Eudald Serra, que antes de la Guerra Civil se habían adentrado en el terreno del vanguardismo, proceso que se vio truncado con la contienda. También admira profundamente la obra de Antoni Gaudí, al que considera un gran renovador no solo de la arquitectura, sino de las artes plásticas en general, y cuya tendencia a las formas basadas en la geometría reglada influye en el escultor; así como a Orson Welles, cuyo cine le sugirió nuevas formas de expresión artística. Ejemplos de esta etapa serían Piedad (1951), Maternidad (1952), Europa (1953), Yerma (1953), La familia (1953), Mujer delante del mar (1953), Moisés (1953), Maniquí-ídolo (1954), Desesperación (1954) o Las parcas (1954). El final de esta etapa coincide con su estancia en Bélgica (1954-1956), donde la estilización de las figuras apunta ya a la abstracción: La mujer de Putifar (1954), Edipo y Antígona (1955), Ammón (1955), Ícaro (1955), Mujer en la playa (1956). En los años siguientes, la presencia de la figura humana se dará solo en obras religiosas, como Ecce Homo (1957), Virgen sentada (1958), Noé (1960), San Pablo (1960), el altar, crucifijo y ambones de la iglesia de los Hogares Mundet, y el magno encargo para el Santuario de la Virgen del Camino (1958-1961).

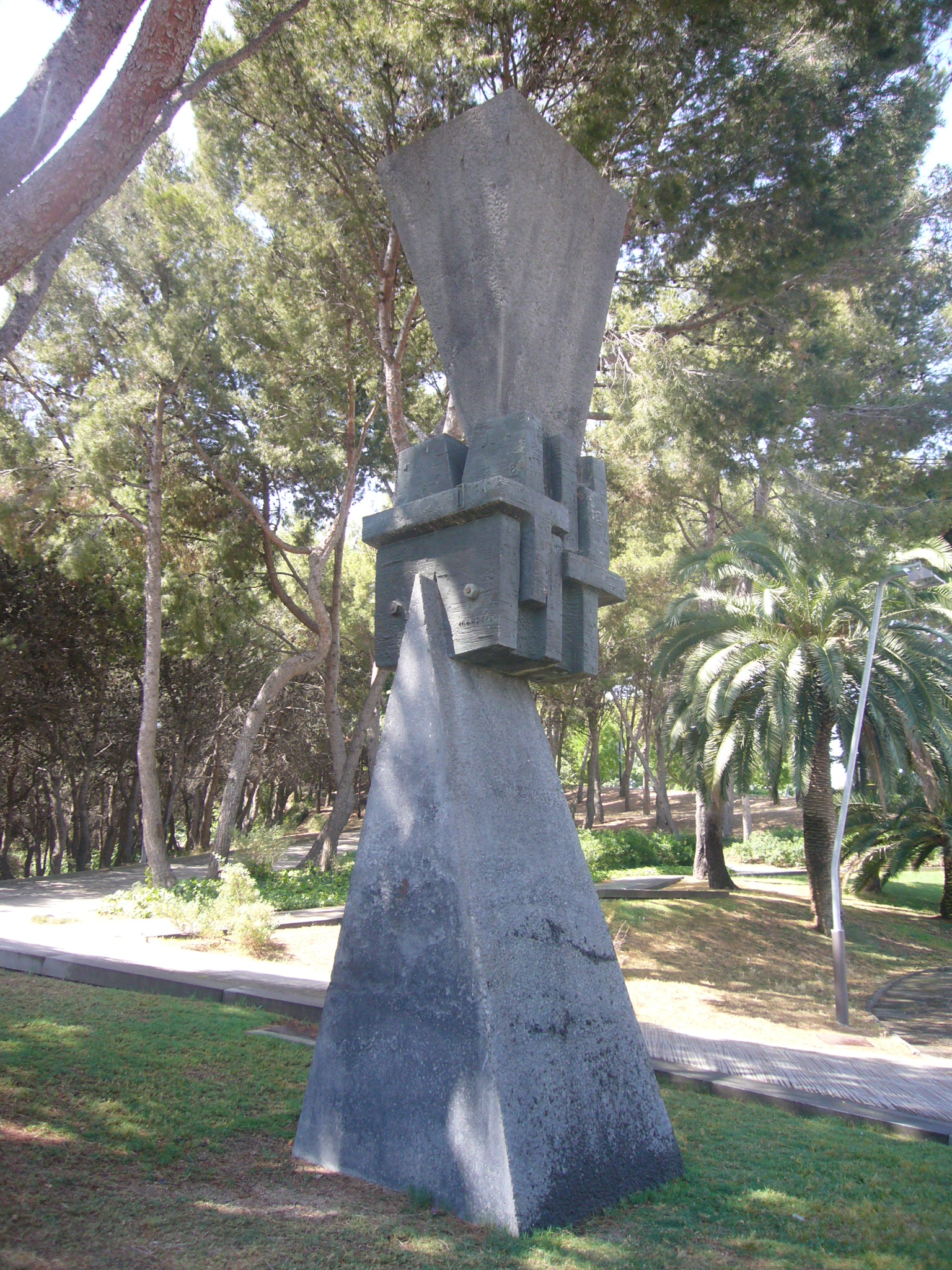
Homenaje a Barcelona (1968), Montjuic, Barcelona.

Entre 1957 y 1961 se adentró en la abstracción pura, al tiempo que experimentó más con las texturas, especialmente —en paralelo con la pintura matérica practicada en la época— con la técnica del grattage, que creaba unas superficies rugosas e inacabadas. En ese momento recibió la influencia de escultores vanguardistas como Julio González o Pablo Gargallo. Utilizó entonces preferentemente el hierro, que trabajaba con técnicas industriales como la soldadura, en piezas que solían incluir elementos como tornillos, barras y platinas, o bien vigas, planchas y elementos de desecho industriales, pero también utilizó otros materiales, como la madera, la terracota, el gres, la cerámica, el bronce o el hormigón, en los que muestra el mismo interés por las texturas. En cuanto a formas, empleaba asiduamente la recta y el plano, la oposición horizontal-vertical, como en Catedral (1958), por la que recibió el Premio Sant Jordi de la Diputación de Barcelona. Otra importante obra de esta etapa es Las Tablas de la Ley (1959, en colaboración con Antoni Cumella), en la Facultad de Derecho de la Universidad de Barcelona, un relieve trabajado en oposición positivo-negativo —que será recurrente en su obra—, y donde introdujo por primera vez signos de comunicación (en este caso unas cifras romanas que representan los números que encabezan el texto jurídico de Moisés), otra de las constantes en su obra. Otras obras de esta época son: Forma 212 (1957), La sirena (1957), Homenaje a Gaudí (1957), Tekel (1958), Homenaje al cine (1958), Intimidad de la forma (1958), Vertical (1959), Evocación marinera (1960), Doble forma (1961), Cera perdida vertical (1962), Bigornia (1964) o La plomada (1964).

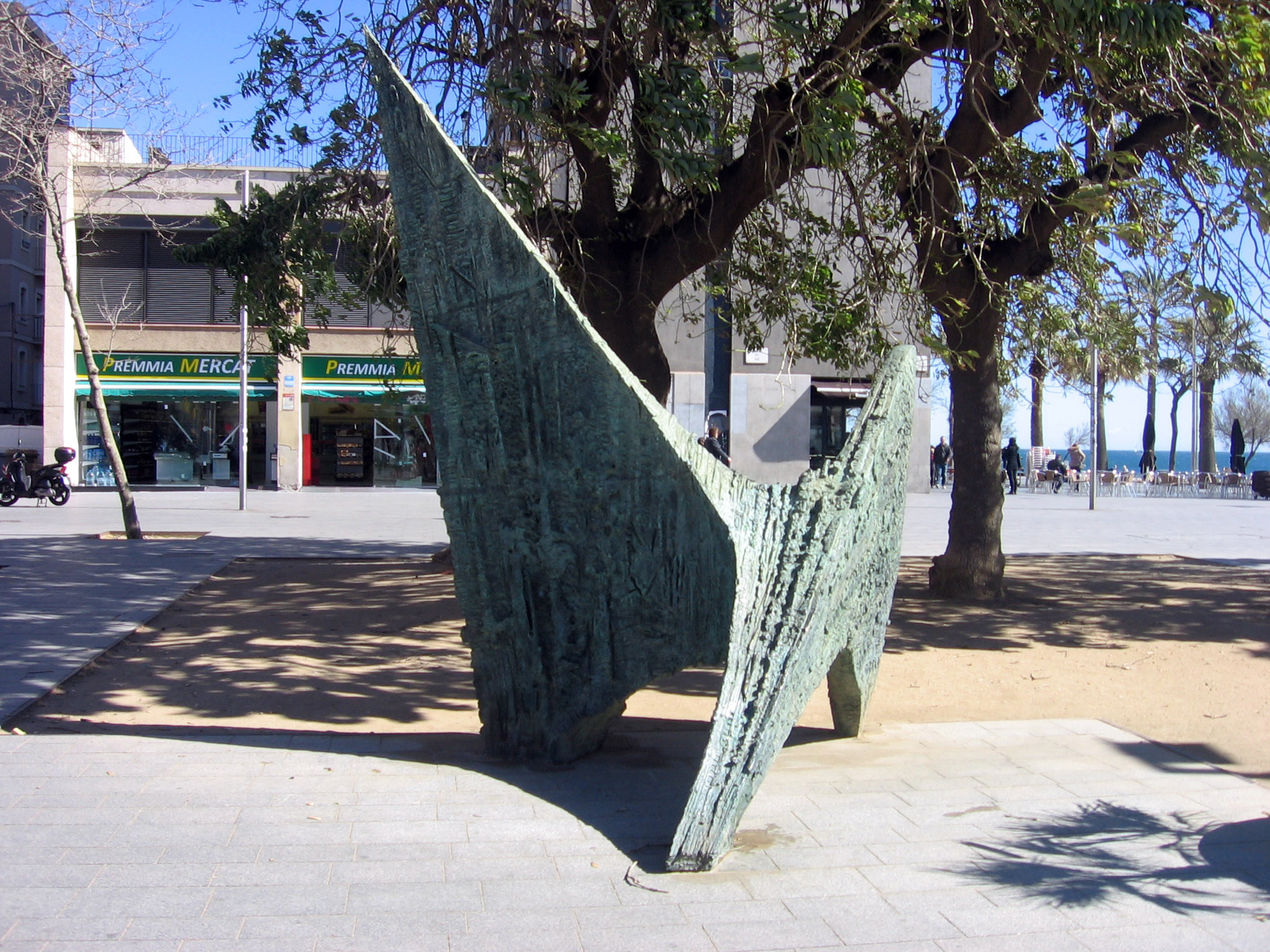
Evocación marinera (1960), paseo de Juan de Borbón, Barcelona.

Posteriormente, en los primeros años 1960 desarrolló la etapa llamada «de las penetraciones y las tensiones» —según denominación de José Corredor Matheos—, caracterizada por el empleo de cuñas encajadas con tornillos y tirantes de hierro, o de piezas tensadas con cables o cuerdas, en ensamblajes que jugaban con la materia y el espacio, con elementos opuestos como materia y forma, gravitación y contrapeso, vacío y lleno, horizontal y vertical. Ejemplos de esta etapa son: Introversión (1960), Monumento transportable (1961), Colmenar (1961), la Cruz de San Miguel en Montserrat (1962), Gravitación (1962), Pirámides (1962), el Monumento a las víctimas de las inundaciones del Vallés (1963), Polimateria (1964), Estabilidad (1964), Polifemo (1964), el Monumento a Pompeu Fabra en Planolas (1965) o el Homenaje a Barcelona en la montaña de Montjuïc (1968). Una de sus últimas obras en ese sentido fue el Monumento a las Olimpiadas de México (1968), situado en la llamada Ruta de la Amistad realizada para las Olimpiadas Culturales que se desarrollaron en paralelo a las deportivas; se trata de dos pirámides en forma de cuñas enfrentadas y unidas por un travesaño en la parte central, obra de hormigón de 950 x 1070 x 410 cm y 160 t de peso, con un simbolismo relativo a la historia de México: la pirámide inferior representa el México precolombino, mientras que la superior alude a la cultura hispanoamericana y en la parte central se conjugan los anillos olímpicos con las letras que forman la palabra México.
Hacia 1965 Subirachs retornó a la figuración debido a las mayores posibilidades expresivas y comunicativas de esta, aunque nunca sería una figuración realista, sino estilizada y de corte expresionista, remarcando especialmente el componente simbólico de la forma y pretendiendo trascender la realidad, no imitarla. Según el artista, «creía que la abstracción era el lenguaje más útil para el artista, más de nuestro siglo, pero después me di cuenta que por aquel camino no podía llegar a todo el mundo. La abstracción es un lenguaje demasiado críptico, demasiado elitista, y lo que yo quería era facilitar el diálogo, por este motivo me decanté por una nueva figuración, que no tenía nada que ver con la de la primera etapa». Esta nueva etapa, denominada por Corredor Matheos de la «Nueva Realidad Figurada», arranca con dos exposiciones de gran relevancia: la celebrada en el Ateneo de Madrid (1966) y en la Sala Gaspar de Barcelona (1967).

Las imágenes de los artistas de la nueva figuración son empleadas de la misma manera que los artistas abstractos utilizan las formas: transformadas en signos; por esto el arte abstracto no representa nada pero significa. Así pues, también la nueva figuración no representa nada pero sí significa, y por esto me place denominarla figuración significativa.
Subirachs, L'artista de la segona meitat del segle XX, en Qüestions d'Art, n.º 1, Barcelona, 1967.

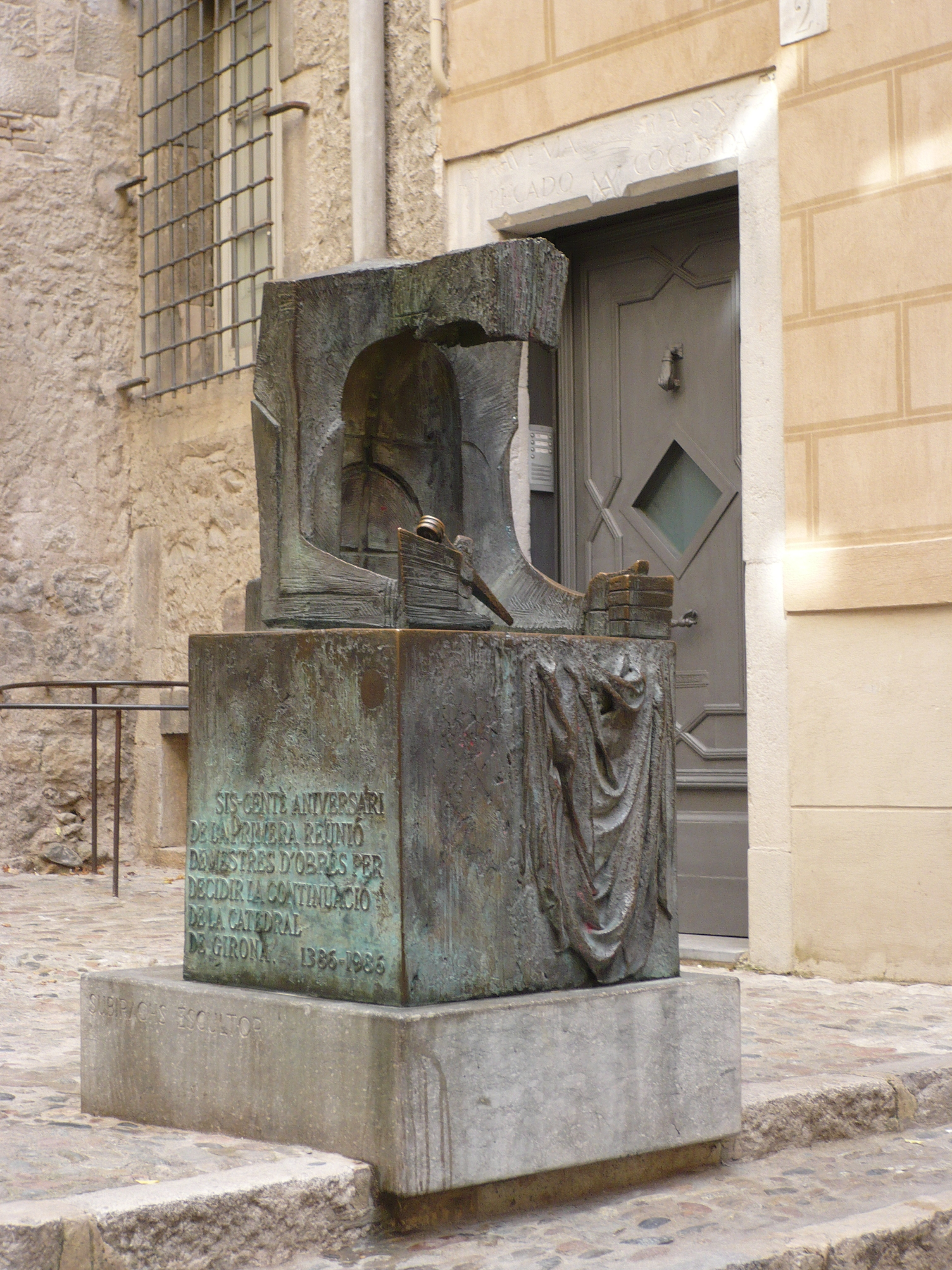
El arquitecto (Monumento a los constructores de la catedral de Gerona) (1986), en la judería de esa ciudad.

En esta nueva etapa surgen algunos de los principales elementos iconográficos que caracterizan la obra de Subirachs y que serían constantes en toda su posterior producción, como el laberinto, la escalera, la pirámide, la calavera, la torre de Babel, el obelisco fálico, el árbol púbico, la cinta de Möbius, etc. Otra de sus principales características sería la confrontación de dualidades, la oposición de elementos que se contraponen, pero se complementan: horizontal-vertical, lleno-vacío, positivo-negativo, cóncavo-convexo, masculino-femenino, espacio-tiempo, materia-forma, vida-muerte, noche-día, alfa-omega, etc. Al tiempo, incorpora elementos del lenguaje arquitectónico, como molduras y vaciados, o bien con la inclusión de referencias mitológicas o elementos clásicos como capiteles, cariátides, hornacinas, balaustradas (que considera un símbolo andrógino), drapeados, etc. En ocasiones tiene tendencia a desplazar una figura en forma de moldura en líneas corridas hacia un lateral, que se interrumpe bruscamente por descantillado de la piedra. También recupera formatos como el díptico o el tríptico, generalmente unidos por bisagras, como en su Autorretrato de 1966. En cuanto a formas, tiene preferencia por formas geométricas simples, como círculos, cuadrados, triángulos, esferas, etc. La figura humana está tratada de una forma arquitectónica, integrada en el espacio que la envuelve, generalmente en relieve, no en bulto redondo, en vaciados o en juegos positivo-negativo, siendo figuras impersonales, sin facciones remarcables, mostrando en ocasiones los órganos sexuales. También se interesa con más intensidad por el color, dando a sus obras un aspecto más policromo, así como por el tiempo, con superficies trabajadas como si por ellas hubiese transcurrido ya un prolongado período de tiempo. A mediados de los años 1970 introdujo igualmente un nuevo repertorio iconográfico procedente del Renacimiento y el Barroco, a través de homenajes o alusiones a artistas como Miguel Ángel, Leonardo, Rafael, Durero, Bernini o Rembrandt.

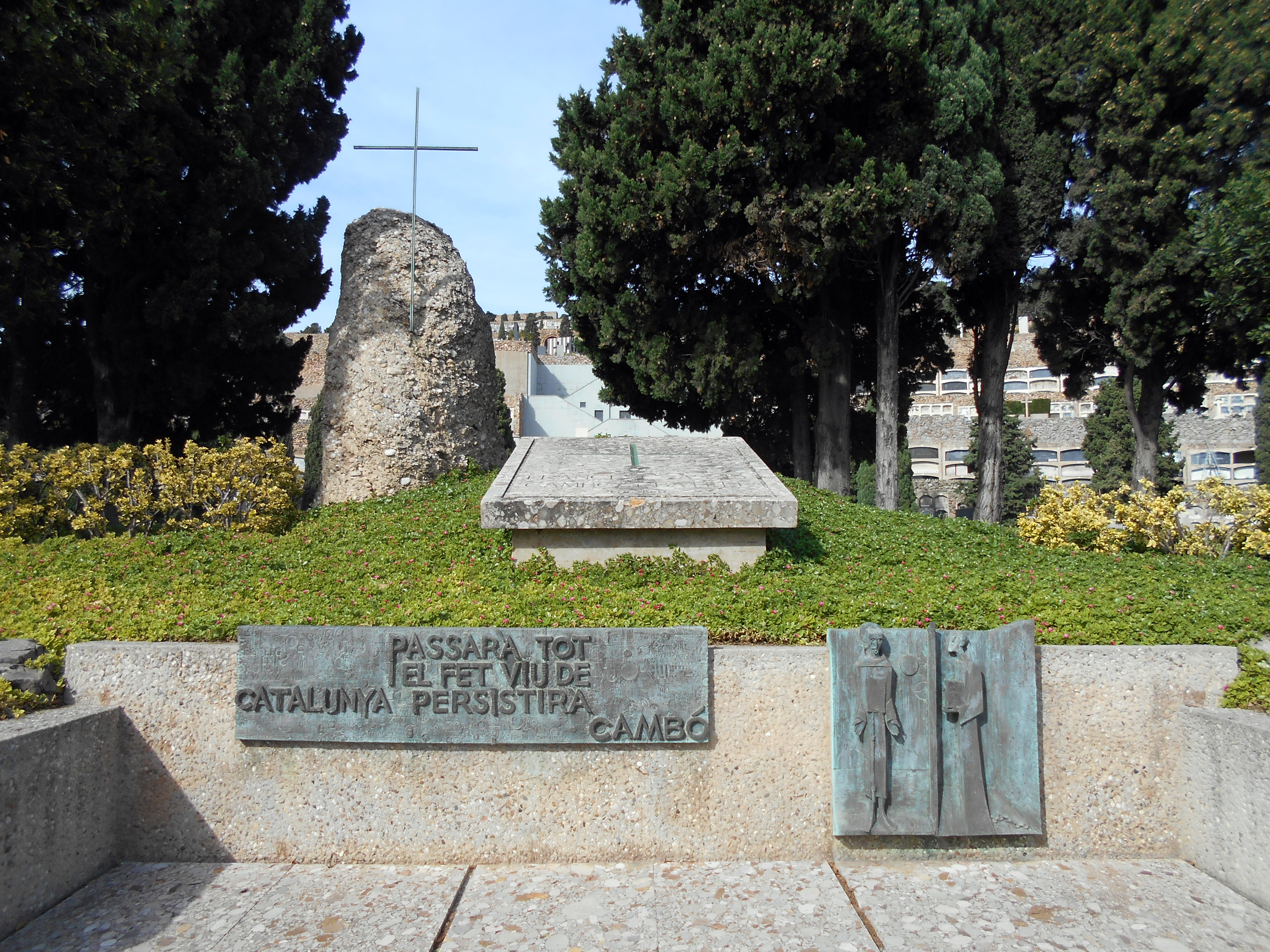
San Francisco y Bernat Metge, panteón de Francesc Cambó, cementerio de Montjuic (1977).

Una de las primeras obras en ese sentido fue el Monumento a Narciso Monturiol (1963), donde incorpora una réplica del Ictíneo (a escala 1:7), el submarino creado por el inventor catalán. En 1966 recibió el encargo de unos relieves para la fachada del nuevo edificio del Ayuntamiento de Barcelona, donde desarrolló un programa relativo a la historia de la ciudad. Otras obras en este estilo serían: La medida del espacio-tiempo (1967), Venus de Peñíscola (1967), Homenaje a Leonardo (1968-1972), Figura metafísica (1968), La esfinge (1969), Santa Ágata (1969), Hombre y mujer (1969), Diosa (1971), Génesis (1972), Introversión (1973), A la Barcelona romana (1975), Gala Placidia (1975), la Puerta de San Jorge en el Palau del Lloctinent (1975), el relieve de San Jorge-Teseo en el Palacio de la Generalidad de Cataluña (1976), Babel (1977), la Capilla del Santísimo en Montserrat (1977), Galatea (1978), Comunicación (1983), Materia-Forma (1984), el San Jorge de Montserrat (1986), El arquitecto (Monumento a los constructores de la Catedral de Gerona) (1986), etc. Un detalle curioso fue su intervención en el diseño de las instalaciones de tigres y leones en el Parque zoológico de Madrid (1970). Cabe destacar que desde 1966 inició una fructífera relación con la entidad General Óptica, para la que realizó diversas obras —entre esculturas, relieves, grafismo y murales— en 21 establecimientos de esta cadena en ciudades de toda España, donde desarrolló una gran variedad de contenidos temáticos, desde el anagrama GO presente en todos los tiradores de puerta de las tiendas, pasando por su habitual repertorio iconográfico —incluyendo ojos, como no podía ser menos en ese tipo de establecimientos— hasta temáticas específicas según la localización, como Ramon Llull en Palma de Mallorca, un Homenaje a Goya en Zaragoza, Las Meninas en Madrid, una alusión a la ciudad romana de Tarraco en Tarragona, un toro en Pamplona, etc.
En ocasiones, realiza obras en que conjuga la escultura y la pintura, combinando paneles que suelen ser de bronce y de madera pintada, generalmente al óleo, con un tipo de pintura lisa, de colores suaves y aspecto casi renacentista, donde tiene especial relevancia el dibujo, de contornos bien marcados (Loundun, 1971; Mona Lisa 820, 1976; Moebius, 1977; Leda, 1977; El árbol, 1978; Núria-Fedra, 1979). En algunos casos la pintura se realiza directamente sobre el bronce —los denominados «cuadros de bronce»—, efectuados principalmente entre 1982 y 1983, y que denotan una cierta inspiración surrealista, ya que recuerdan obras de Magritte o De Chirico (Dos figuras, 1982; Del Giocondo, 1982; Agnès Sorel, 1983; La bañera, 1983). Uno de sus temas preferidos en esta etapa sigue siendo la figura femenina, cuya fisonomía responde por lo general a un canon algo manierista (Maternidad, 1979; La esfinge, 1980; Dafne 81, 1981; Europa, 1984). También retoma géneros tradicionales como el retrato, el bodegón, o incluso la escultura ecuestre, siempre reinterpretados bajo su prisma personal: así, el bodegón —que trata preferentemente entre 1985 y 1987— no contiene como en el género tradicional caza, frutas o flores, sino diversos objetos tomados de su peculiar iconografía, dispuestos sobre pedestales a modo de mesa (El pedestal, 1985; Naturaleza muerta 1025, 1985; A Giorgio Morandi, 1985; Rincón de taller, 1986; Pirámides, 1986).

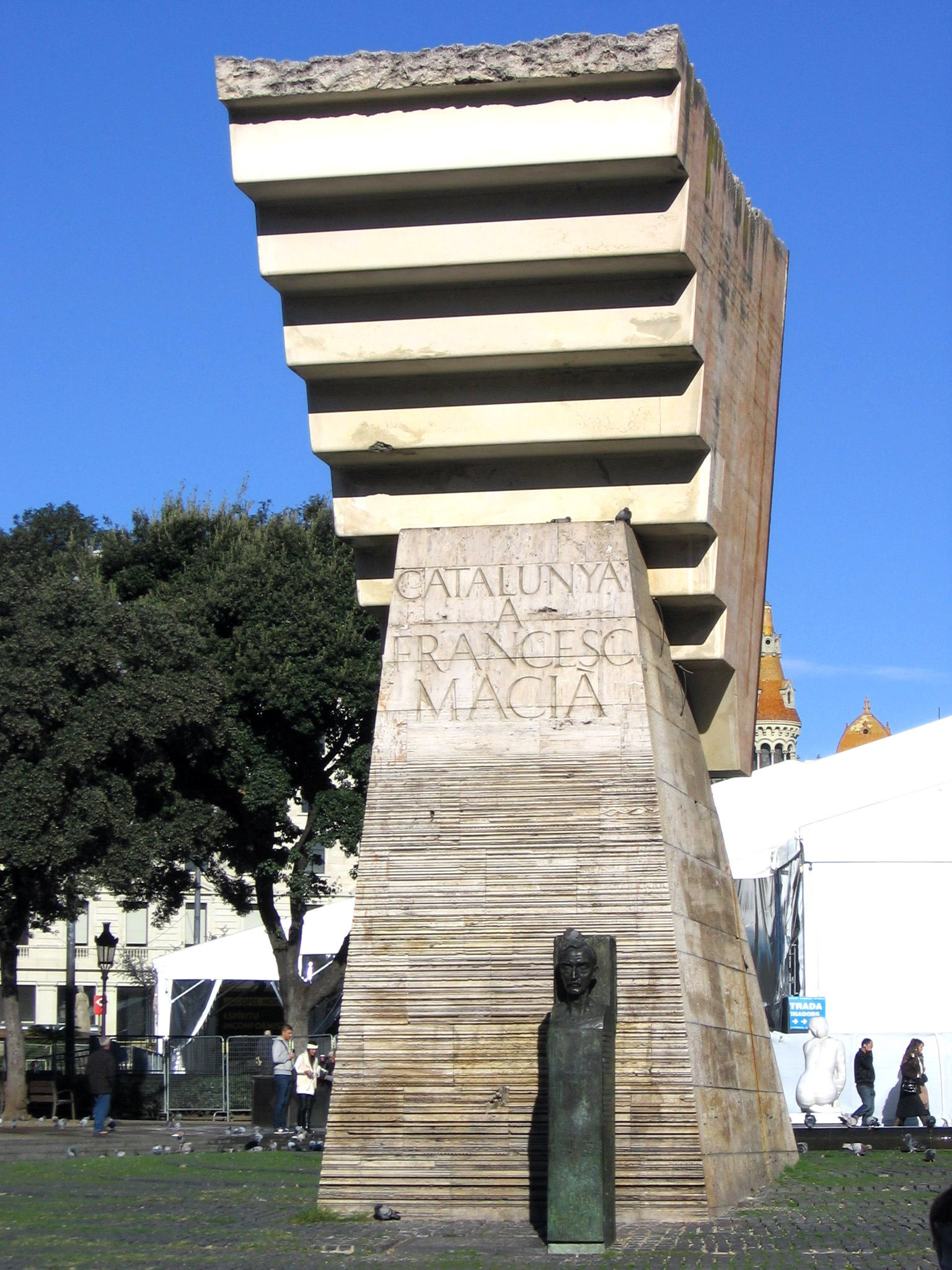
Monumento a Francesc Macià (1991), plaza de Cataluña de Barcelona. El pedestal representa la historia de Cataluña, mientras que la escalera invertida e inacabada simboliza el futuro del país, que se va construyendo día a día, peldaño a peldaño.

En 1986, al recibir el encargo de la Fachada de la Pasión del Templo Expiatorio de la Sagrada Familia, inicia una nueva etapa en que recupera dos de los estilos anteriormente practicados, el expresionismo y la abstracción metafísica, manifestando que «la característica más destacada de este nuevo camino, que acaba de empezar, es que constituye una síntesis de mis etapas anteriores, lo que acentúa una de las particularidades de mi escultura y la constatación de un cierto eclecticismo». El primero lo desarrolla en el ciclo pasional del templo gaudiniano, ya que es más conveniente para enfatizar el patetismo del tema, mientras que el segundo lo desarrolla de forma paralela a su trabajo en el templo, en obras donde predomina la forma geométrica y un lenguaje de referencias arquitectónicas, en obras como: A Imhotep (1989), El muro (1991), Champollion (1993), Pináculo (1994), Fundamentos (1994), A Djeser (1999) o Arco de Triunfo (2000).
Otra de las características en la obra de Subirachs ha sido la reivindicación identitaria, la evocación de la historia y cultura de Cataluña, que ha recreado constantemente en su obra, ya que según declaraciones suyas «me gustaría ser un artista que ayudase a crear los símbolos de identidad de mi país». Así, en su obra abundan los monumentos de carácter nacionalista, como el Homenaje a la Resistencia Catalana (1981), el Monumento al restablecimiento de la Generalidad de Cataluña (1982), el Monumento al milenario de Cataluña (1990), los realizados en homenaje a diversas poblaciones catalanas (Barcelona, Manresa, Hospitalet de Llobregat), o a personajes catalanes: Pompeu Fabra, Ramon Llull, Borrell II, Pau Casals, Salvador Espriu, Francesc Macià, Lluís Companys, Josep Irla, Josep Tarradellas, etc. En ese sentido se sitúa igualmente la figura de San Jorge, patrón de Cataluña, al que el artista ha representado en numerosas ocasiones, desde las figuras individuales situadas en la sede de la Caixa d'Estalvis de Catalunya en Barcelona, en el monasterio de Montserrat o el templo de la Sagrada Familia, hasta su presencia en escenas y relieves de más diversa temática, como en el San Jorge-Teseo de la loggia del palacio de la Generalidad, la puerta de la sacristía de la capilla de San Jorge en el mismo palacio, la puerta de San Jorge en el Palacio del Lloctinent de Barcelona, o el friso de la capilla del Santísimo en Montserrat.
Asimismo, otra de las constantes en la obra del escultor es la presencia de letras y números, como símbolo de la comunicación y del progreso intelectual. A lo largo de su obra ha empleado diversas tipografías, y en numerosas ocasiones ha dado forma geométrica a las letras, como cubos o esferas, o bien las ha representado como pirámides o escaleras. En otras ocasiones ha elaborado anagramas, como el creado para Parkings de Barcelona (1967), que alterna la P y la B de forma sencilla, pero original, o los pasamanos con forma de G y O para General Óptica (1966). Obras donde aparecen letras o números son: Las Tablas de la Ley (1959), Tele-eXprés (1966), Comunicación y Computación (1971), el friso de la fachada de la Estación de Sants (1979), A los socios y a las peñas del Barça (1999), Hotel (2002), Estela (2003), y las puertas de bronce del templo de la Sagrada Familia (1987-2010).

### Otras facetas

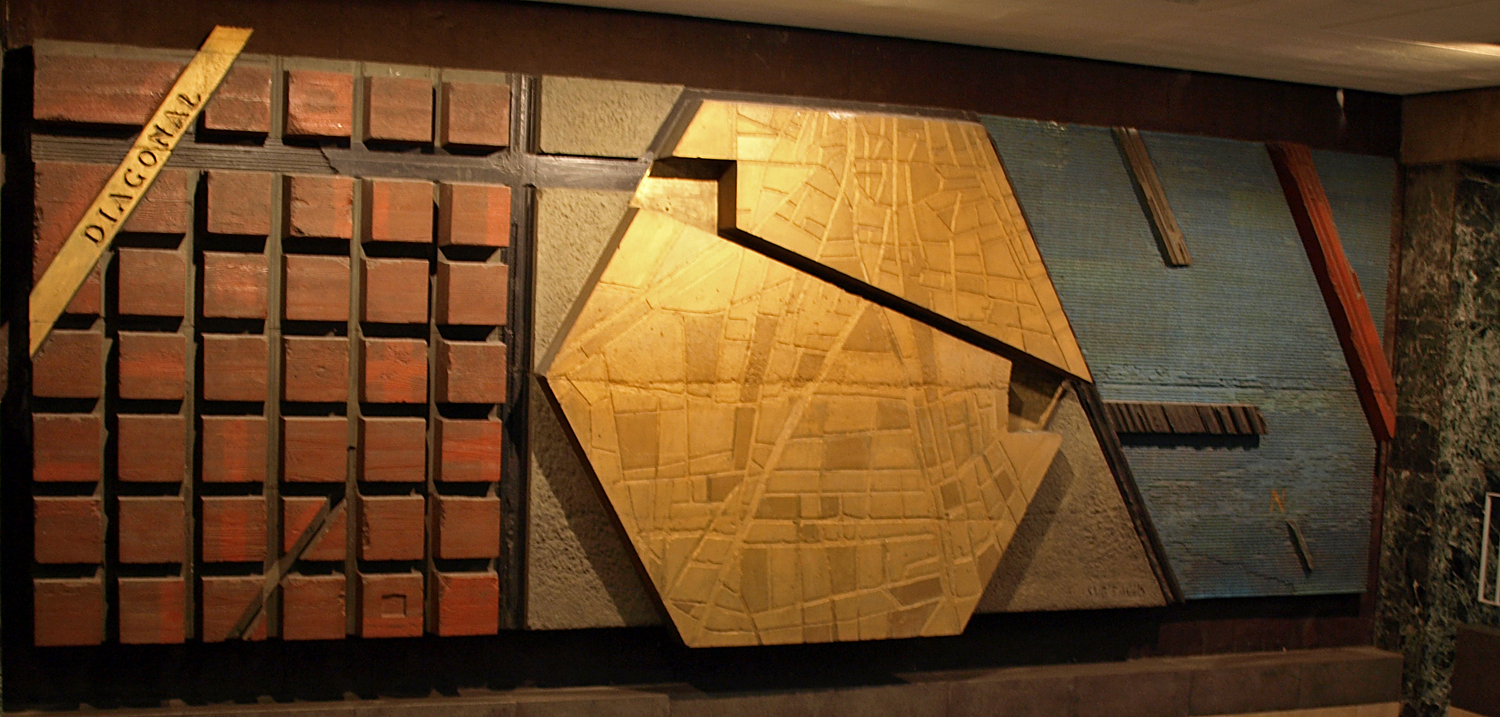
Diagonal (1969), mural para la estación homónima del Metro de Barcelona.

Además de la escultura, Subirachs cultivó esporádicamente la pintura, por lo general en la misma línea de un realismo mágico que practicó con su escultura neofigurativa, donde abundan elementos iconográficos como laberintos, torres de Babel, referencias clásicas y mitológicas y, como no podía ser de otra manera, la figura humana, con preferencia por la femenina, generalmente con connotaciones sexuales. Sus primeras obras en este sentido fueron en los años 1970, realizadas generalmente en óleo sobre lienzo, destacando la calidad del dibujo y la pulcritud de la pincelada: Torso (1973), El árbol (1974), El obelisco (1974), La cúpula (1974). En los años 1980 y 1990 continuó en la misma línea: El laberinto (1988), Disfrutar Gaudí (1988), Cerebral (1997), Dánae (1998), Clásica (1998). Desde 2004 se dedicó más preferentemente a la pintura, variando la técnica, que suele ser pintura acrílica: Dédalo (2004), Tercer milenio (2004), Imhotep (2005), Melancolía (2005), Memoria del 66 (2006), Ocho escalones II (2007), La guerra de los mundos (2008), Las glorias (2009).
También fue extensa su labor como grabador —primero esporádicamente, y de forma regular desde 1970—, faceta donde utilizó preferentemente técnicas como el aguafuerte, la punta seca, la serigrafía y la litografía, con diseños que por lo general transcriben a las artes gráficas su peculiar mundo iconográfico: Viceversa (1970), Fragmento de infinito II (1972), El rapto de Europa (1974), Adán, Homenaje a Miguel Ángel (1975), Homenaje a Damià Campeny (1977), A Fortuny y a Gaudí (1979), La lluvia (1980), Barcelona II (1985), Sagrada Familia (1987), Dánae (1988), Barcelona'92 (1989), La escalera de Ramon Llull (1990), Paulina Borghese (1992), El caballo de Troya (1996), Montserrat (2001), San Jorge y la princesa (2005), Tirant lo Blanc (2007), etc.
Igualmente abundante fue su producción como dibujante, generalmente en bocetos preparatorios de sus esculturas, pero también dibujos individuales y con diseño propio, con especial relevancia en el terreno de la ilustración de libros —donde compaginaba el dibujo y el grabado—, como: Aproximació a tres escultures de Subirachs de Salvador Espriu (1960), Poemes de Kavafis de Carles Riba (1962), Obra poética de Salvador Espriu (1963), La pneumologia a Catalunya i els seus homes de Josep M. Cornudella (1975), Néixer de nou, cada dia de Robert Saladrigas (1979), D'una vella i encerclada terra de Salvador Espriu (1980), Álbum de taller de Camilo José Cela (1981), Poemes. Dibuixos de Salvador Espriu y Subirachs (1984), Les flors del mal de Charles Baudelaire (1985), Narcís de Paul Valéry (1986), Epinicis de Píndaro (1987), Punica Barcino de Francesco Giunta (1988), La Torre de Babel i altres textos de Subirachs (1989), El ingenioso hidalgo Don Quijote de la Mancha de Miguel de Cervantes (1990), XXV odas a Horacio de Enrique Badosa (1992), La sima de las penúltimas inocencias de Camilo José Cela (1993), etc.
Otra faceta ampliamente desarrollada por el artista fue el diseño de medallas, generalmente en cobre, bronce, oro o plata, en colaboración con diversas empresas de acuñación de medallas: de 1956 a 1966 trabajó con Isidre Cistaré, en medallas como las realizadas para los Hogares Mundet (1957), el medallón en terracota para la Associació d'Artistes Actuals (1957, primera medalla realizada en arte abstracto en Barcelona), la de la Pasión de Cervera (1958) o la placa del Premio FAD de Arquitectura e Interiorismo (1958); de 1966 a 1970 colaboró con Manuel Parellada, fundidor de Llissá de Munt con el que colaboró habitualmente en sus esculturas de bronce, destacando la medalla conmemorativa del Sindicato Democrático de Estudiantes de la Universidad de Barcelona (1966) y la del Edificio Mercuri (1967); de 1970 a 1984 acuñó medallas en los Talleres Vallmitjana (Instituto de Investigación Textil de Tarrasa, 1971; Seda de Barcelona, 1975; Cincuentenario de Miguel Ángel, 1975; Centro Excursionista de Cataluña, 1976; Jaime I, 1976; Homenaje a Salvador Espriu, 1978; Medalla de Honor de la Universidad Autónoma de Barcelona, 1979; A Kavafis, 1983); y desde 1984 colabora con Miquel Pelegrín, con ejemplos como el Premio Olympia de Filatelia (1984), Homenaje a Xavier Benguerel (1985), Centenario de Narciso Monturiol (1985), II Congrés Internacional de la Llengua Catalana (1986), Gaudí (1987), Milenario de Cataluña (1988), Centenario de las Bases de Manresa (1992), San Longino y Criptograma (1994), VI Bienal Internacional Esportistes en l'Art (1996), Guifré I el Pilós (1997), Unió de Federacions Esportives de Catalunya (1999), Hacia el infinito (2004), Centenario del Instituto de Estudios Catalanes (2007), etc.

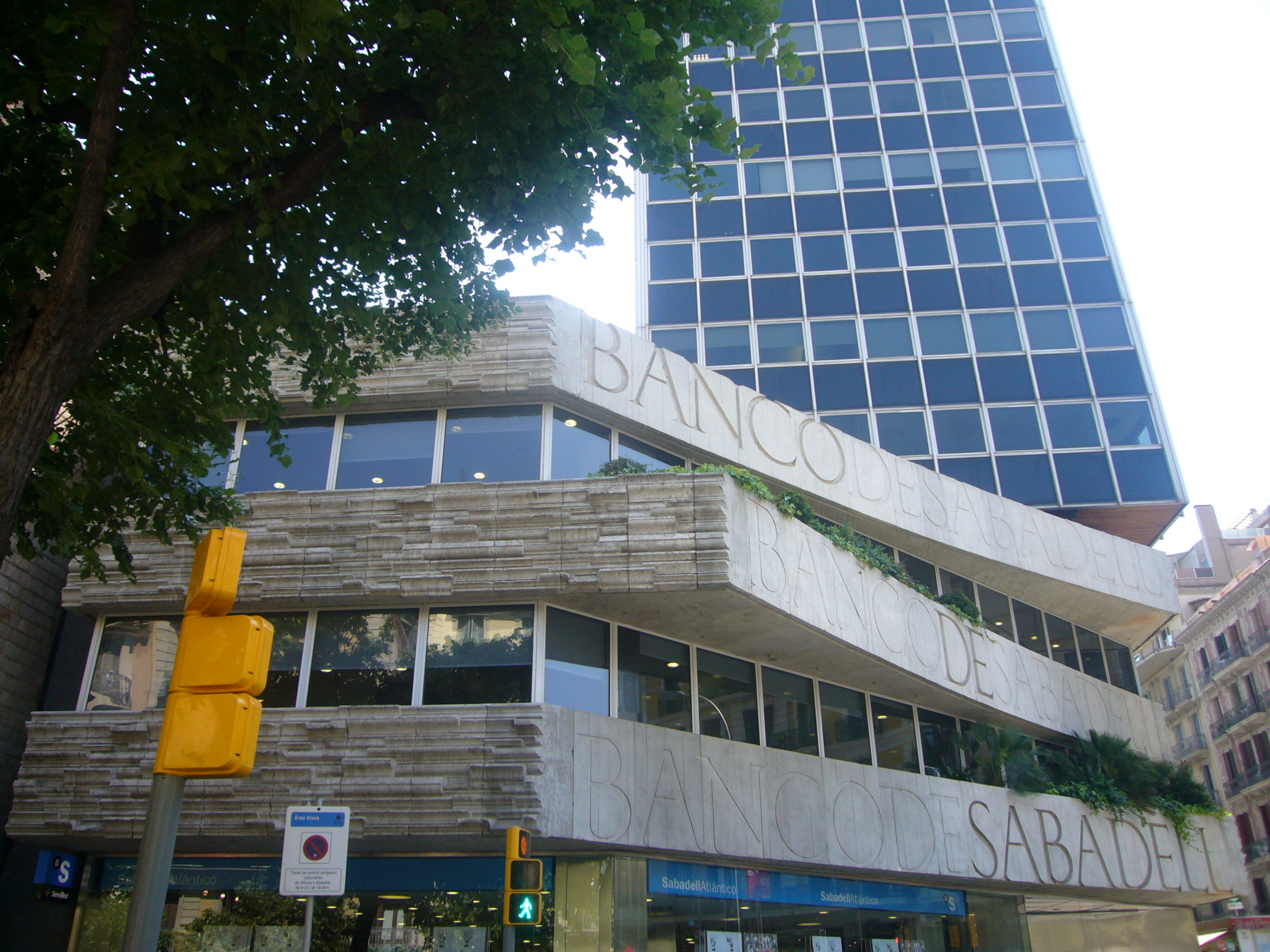
Relieves del Banco de Sabadell (1971), Barcelona.

Subirachs también cultivó otros géneros como el tapiz y el cartel, el primero diseñando cartones para la confección de estas telas, realizadas generalmente en Tapices Aymat, la casa dirigida por Josep Grau-Garriga, el gran renovador del tapiz contemporáneo: Barcelona (1961), Cataluña y Baleares (1962), Cabeza, corazón, carne (1965), Punto central (1965), Del punto (1967), La creación (1987), Éboli (1988); y el segundo en carteles para exposiciones o bien para diversos eventos, congresos o conferencias: Œuvres de Subirachs (1954), Subirachs (1962), Subirachs. Schetsen + Sculpturen (1974), Subirachs, obra gràfica (1975), Record del Saló d'Octubre (1975), Subirachs esculturas, dibujos y obra gráfica (1981), 5ª Semana del cava (1986), 135a Feria de la Candelera (1986), XIe Congrès Internationel des Néo-Hellénistes Francophones (1987), Fifth Conference of the European Society for Engineering and Medicine (1998), XVIII Semana del Cava (1999), Vuelta ciclista España 2000 (2000), XVII Congrés d'Història de la Corona d'Aragó. El món urbà del 1137 als decrets de Nova Planta (2000).
En cuanto a escenografía, entre sus trabajos destacan: La pell de brau, de Salvador Espriu, representada en la Cúpula del Coliseum, sede del efímero Museu d'Art Contemporani creado por Alexandre Cirici Pellicer (1960); Primera Història d'Esther, de Salvador Espriu, dirigida por Ricard Salvat en el Teatro Romea de Barcelona (1962) y en el Teatro Banderas de Bilbao (1968); Èdip rei, de Sófocles, representada en el Teatre Grec de Barcelona por la Companyia de Teatre La Roda (1977); Esperando a Godot, de Samuel Beckett, dirigida por Vicente Sáinz de la Peña, Compañía María Paz Ballesteros de Madrid (1978); Les Bacants, de Eurípides, dirigida por Ricard Salvat (1980); el ballet Phèdre, acte II, scène 5, con coreografía de Alain Marty, Opéra Comique de París (1981); Cavalls de mar, de Josep Lluís y Rodolf Sirera, dirigida por Josep Maria Flotats e Ignasi Camprodon, Teatro Poliorama de Barcelona (1992).
Por último, como crítico y teórico del arte Subirachs desarrolló una teoría del arte (principalmente en L'art, per què?, 1985) que se basa en cuatro factores fundamentales: su cualidad expresiva y comunicativa («todo mi trabajo tiende a la comunicación con los demás, ser a la vez una consecuencia de una sociedad en que vivo y dirigirse a ella»), su historicidad («sin la presencia del tiempo, el arte no tendría ninguna razón de ser»), su oposición a la naturaleza («el hombre hace jardines en lugar de selvas, estatuas en lugar de piedras y pirámides en lugar de montañas») y su conversión de los instintos en erotismo («el arte es el erotismo de la historia»). También ha destacado siempre tres cualidades fundamentales que debe tener todo artista: contemporaneidad, intencionalidad y creatividad. Además, ha escrito diversos ensayos (Quadern de taller 1954-1987, 1987; La torre de Babel i altres textos, 1989; El arte, esta inutilidad imprescindible, 1992; La perdurabilidad de la forma, 2002), textos para catálogos (El que estàs fent, fes-ho de pressa, para la exposición Dibuixos per a la Sagrada Família, 1991), conferencias (Seis pensamientos sobre la escultura, discurso de ingreso en la Real Academia de Bellas Artes de Sant Jordi, 1982; Arte y deporte, 1989; Gaudí, Welles, Steinberg, discurso de ingreso en la Real Academia de Bellas Artes de San Fernando, 1990) y artículos para publicaciones como Templo, El Correo Catalán, Avui, La Vanguardia, Serra d'Or, Made in Catalunya, El Observador, etc.

### Santuario de la Virgen del Camino

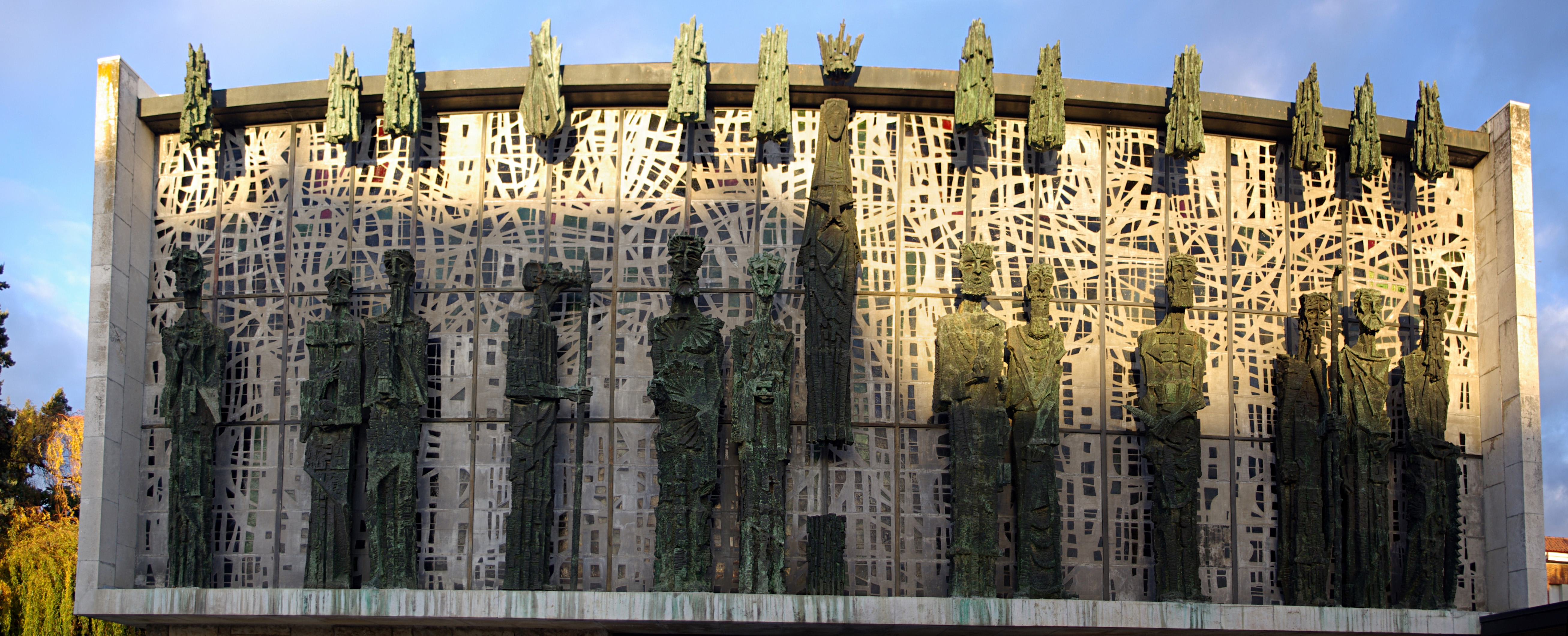
Fachada del santuario de la Virgen del Camino.

En 1957 ganó por concurso el encargo de la decoración escultórica del santuario de la Virgen del Camino en León, que culminó en 1961. Fue una de sus mayores obras de juventud, e inició el camino de una larga serie de encargos públicos para numerosas ciudades españolas y del resto del mundo. Para este templo realizó la monumental fachada con las figuras de los Apóstoles, así como cuatro puertas, un altar en la explanada exterior y diversos elementos del interior, como el sagrario, crucifijos, candelabros, ambones, lámparas y la pila bautismal. Esta obra marcó la culminación de la etapa expresionista del escultor, que posteriormente se enmarcó en una más pura abstracción.
En la fachada se encuentra un gran friso con trece figuras (la Virgen y los doce Apóstoles), de seis metros de altura y realizadas en bronce. De izquierda a derecha figuran: san Matías —que sustituye como apóstol a Judas Iscariote—, con una piedra en las manos, ya que fue lapidado, y una cicatriz en el cuello, aludiendo a su decapitación; san Felipe, con una cruz —símbolo de su martirio— en el pecho, y unos peces en la mano izquierda, en alusión al milagro de la multiplicación; san Mateo, que como evangelista muestra un libro en sus manos; santo Tomás, el apóstol incrédulo, está mirando al cielo, mientras que en la mano sostiene una lanza, símbolo de su fe corroborada tras tocar las llagas de Cristo; Santiago el Mayor aparece lleno de conchas, símbolo de la peregrinación, y con su mano derecha señala el Camino de Santiago; san Juan custodia el cáliz de la Última Cena; en el centro, María se muestra después de su Asunción y Coronación; san Pedro ofrece con sus manos la bendición papal, y figura con las llaves del cielo, la gran cruz invertida en que fue crucificado y la oreja que cortó a Malco en el huerto de Getsemaní; san Andrés adopta con sus brazos la forma de una cruz en aspa, ejemplificando su martirio; san Bartolomé presenta en sus manos un cuchillo, ya que fue desollado; Santiago el Menor, que fue obispo de Jerusalén, muestra los atributos de su dignidad: mitra, báculo y anillo; san Judas Tadeo muestra en su mano derecha el hacha de su decapitación y en la izquierda una carta canónica; por último, san Simón aparece apoyado sobre una sierra, instrumento de su martirio. Sobre estas figuras aparecen unas lenguas de fuego, que simbolizan el Pentecostés, mientras que los vitrales del fondo son obra de Albert Ràfols Casamada.
Otro elemento destacado en la obra subiraquiana en León son las puertas, realizadas en bronce: la principal mide tres metros de alto por cinco de ancho, y en ella se representan los misterios de Gozo de la Virgen (Anunciación, Visitación, Nacimiento de Jesús, Presentación en el Templo y Jesús ante los Doctores de la Ley), junto a referencias al Antiguo y Nuevo Testamento y la frase Ora pro nobis grabada insistentemente en toda la superficie de la puerta; la puerta de San Froilán (fachada sur) está dedicada al patrono de la diócesis de León, y contiene escenas de su vida, junto con la planta de la catedral de León; la puerta del Pastor está situada en el lateral derecho, dando acceso al Camarín de la Virgen, y en ella se representa la aparición de la Virgen del Camino al pastor Alvar Simón Fernández, así como una inscripción que relata la leyenda; y la puerta de San Pablo, situada en la parte norte, está dedicada al apóstol que predicó a los gentiles, en un guiño al mecenas del santuario, Pablo Díez, con la efigie del santo, que sostiene una espada y un libro, y una cita de la Primera epístola a los corintios (1Co, 13:1).

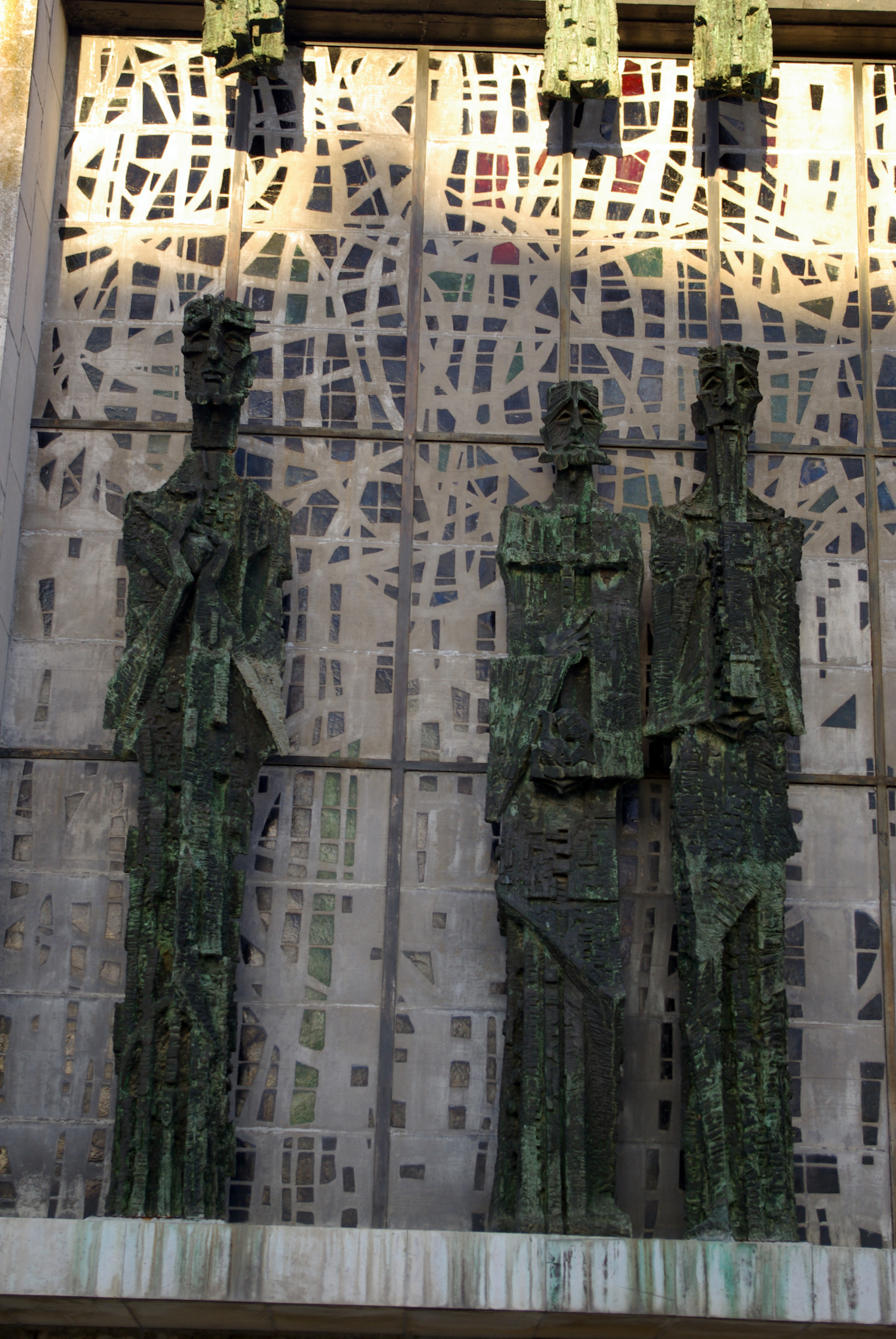
Los apóstoles Matías, Felipe y Mateo.
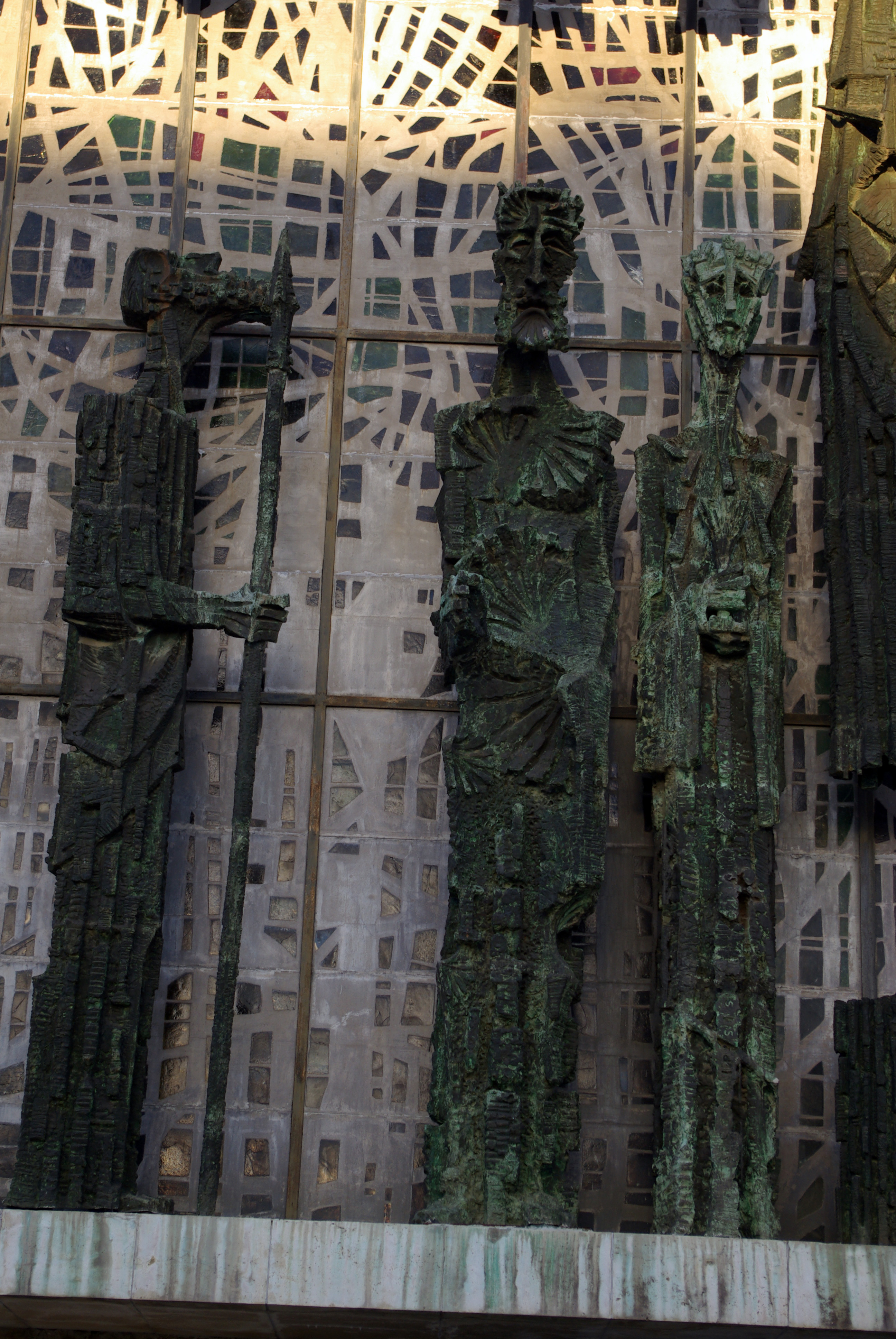
Tomás, Santiago el Mayor y Juan.
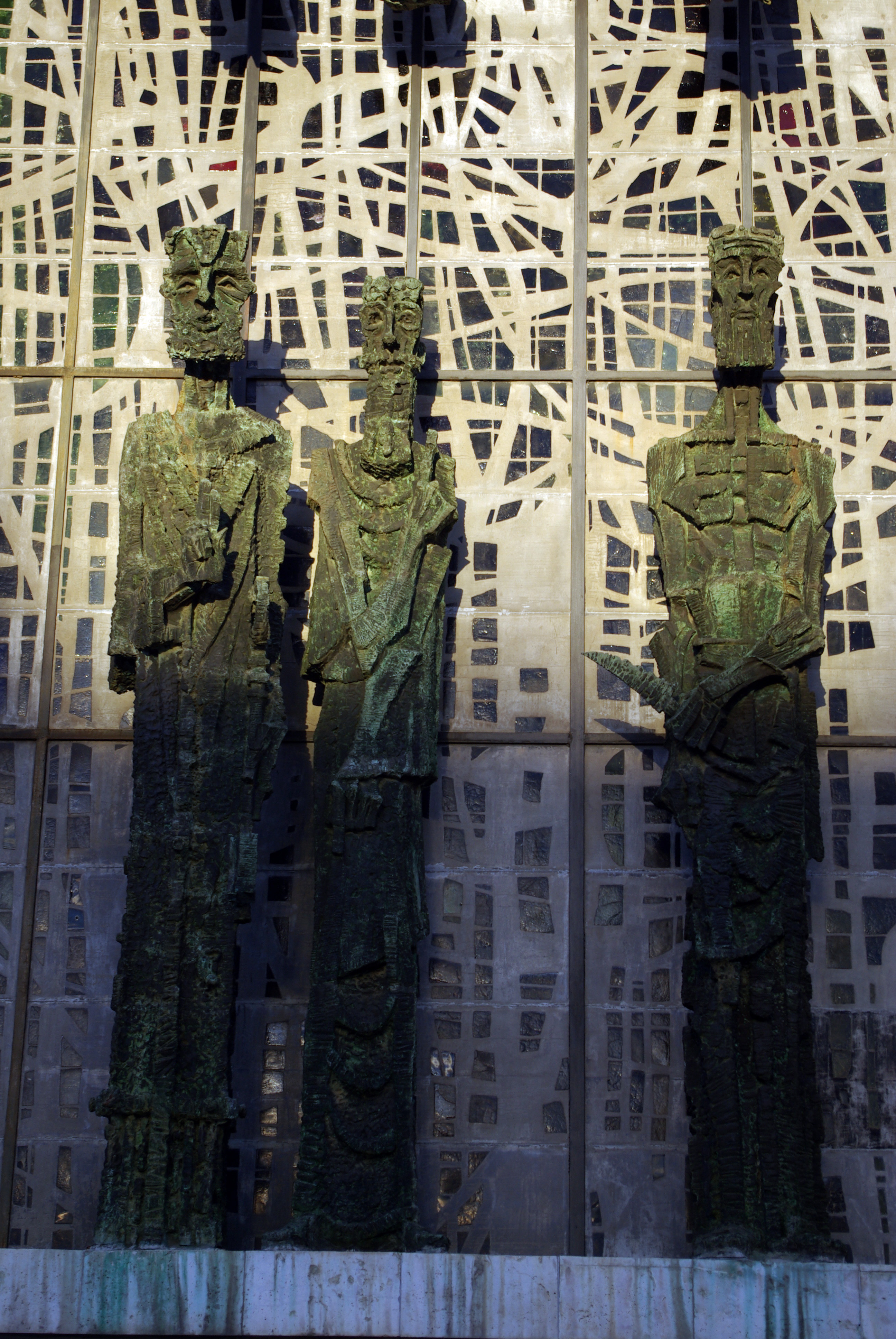
Pedro, Andrés y Bartolomé.
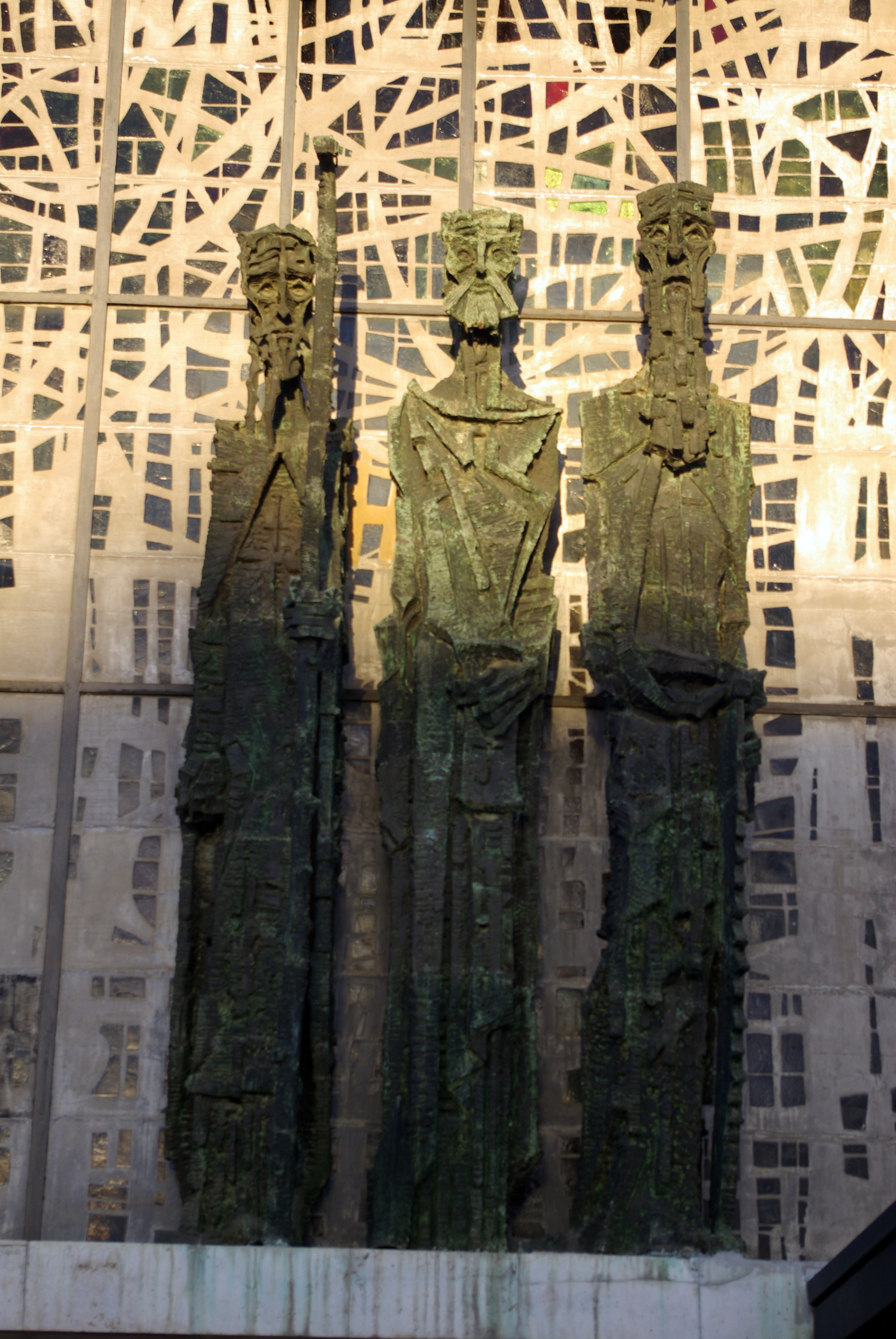
Santiago el Menor, Judas Tadeo y Simón.

### Monasterio de Montserrat

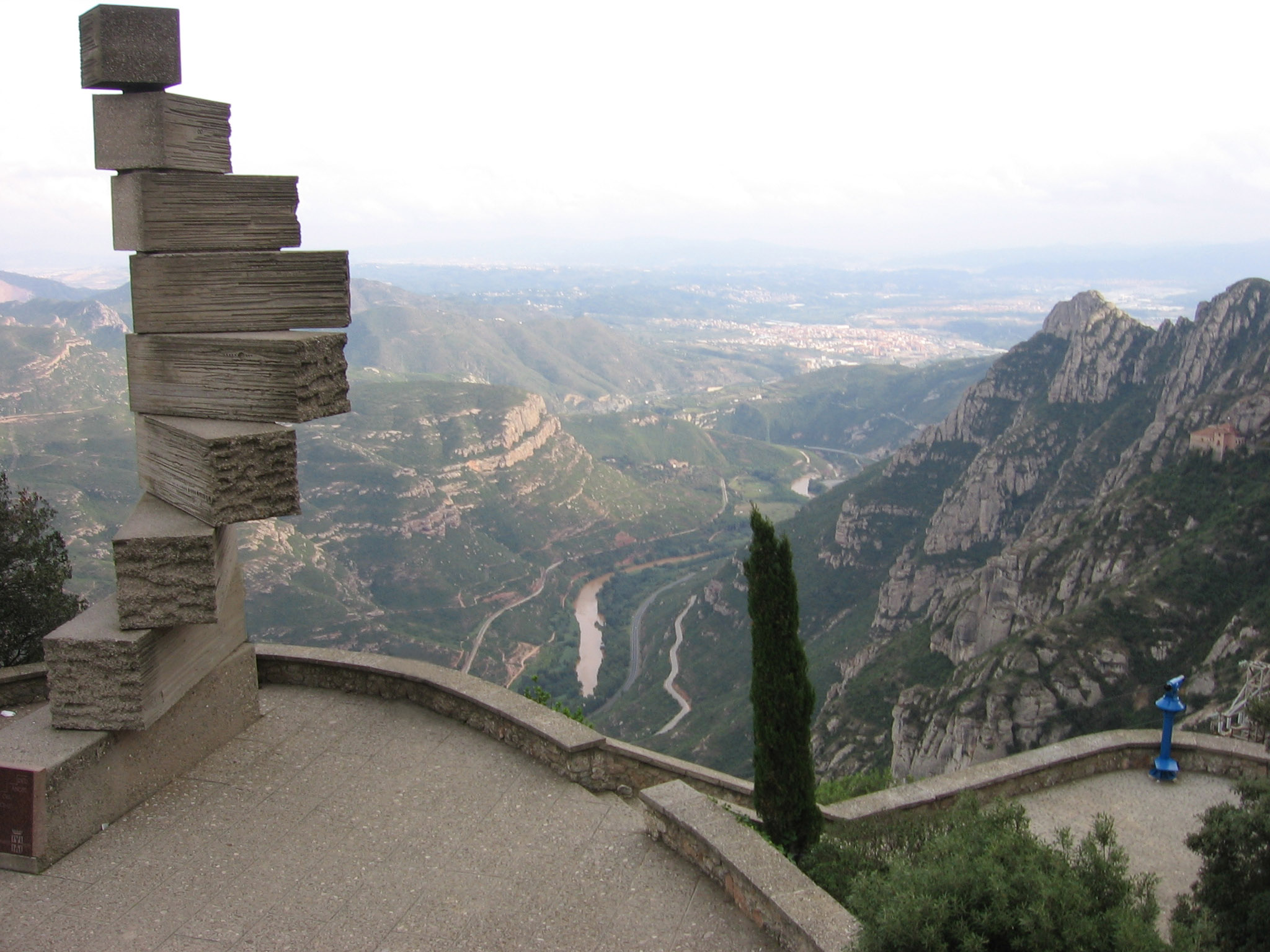
Monumento a Ramon Llull (1976).

A lo largo de los años Subirachs realizó diversas obras para el Monasterio de Montserrat, situadas en diversos lugares emblemáticos de su recinto eclesiástico: la primera fue la Cruz de San Miguel (1962), situada en la plaza de la Santa Cruz, junto a la estación del tren cremallera; está realizada en bronce, travertino y piedra de Sant Vicenç (530 cm de altura), y pertenece a su etapa «de las penetraciones y las tensiones», por lo que confecciona una cruz a través de una cuña insertada en la piedra que conforma el monolito. En la base aparece la inscripción Sant Miquel, junto a la frase «quien como Dios» escrita en varios idiomas.
La siguió la efigie de Santo Domingo de Guzmán (1970), en el camino a la Santa Cueva. Está confeccionada en travertino, de 3 metros de altura, realizado en ocho bloques que adquieren la forma de un monolito de aspecto totémico, en el que al santo solo se le ven el rostro y las manos, además de las cuentas y la cruz de un rosario en el costado. En la base figura la inscripción «Domingo de Guzmán, 1170-1970».
En 1976 elaboró el Monumento a Ramon Llull, situado en una explanada bajo la plaza de los Apóstoles, en un lugar abierto a un amplio e impresionante panorama. Es de hormigón, de 870 cm de altura, y está realizado en nueve piezas paralelepipédicas en forma de peldaños ascendientes, que se van abriendo como un abanico, y que representan la Escalera del entendimiento ideada por el beato mallorquín: piedra, llama, planta, bestia, hombre, cielo, ángel, Dios; todos los peldaños son de formas irregulares excepto el último, que es un cubo perfecto, ya que representa a Dios.
Al año siguiente recibió el encargo para decorar una de las capillas interiores de la basílica montserratina, la Capilla del Santísimo, situada en un espacio austero e intimista que invita a la reflexión. La intervención de Subirachs se centró en un conjunto de altar, sagrario y retablo realizado en hormigón, sobrio y adusto, donde solo aparecen un fémur (símbolo de la muerte) en el frontal del altar y la figura en negativo de Cristo en el retablo, del que solo se perciben el rostro, las manos y los pies, así como las llagas que recibió en el Calvario, que son unas simples incisiones en el hormigón; esta figura está iluminada con un potente foco de luz que contrasta con la tiniebla circundante, creando un potente efecto expresivo. En las puertas de la capilla confeccionó asimismo dos frisos que sirven de pasamanos, realizados en bronce, con unas medidas de 40 x 430 x 12 cm: en el de la izquierda aparece la escalera del entendimiento tal como la realizó en el Monumento a Ramon Llull, junto al perfil de la montaña de Montserrat, un arco iris como unión entre lo humano y lo divino, San Jorge venciendo al dragón y la princesa; en el de la derecha se aprecia un laberinto (la Tierra), el sol poniéndose (la libertad en declive), una calavera (la muerte) y la torre de Babel (caos e incomunicación). Así, los elementos del bien se oponen a los del mal, la vida a la muerte, consiguiéndose un equilibrio acentuado por la confección del friso en alto y bajorrelieve, en positivo y negativo. En la parte central, ocupando el último plafón de la izquierda y el primero de la derecha, aparece un texto de Salvador Espriu, la Oración al Señor San Jorge: «Señor San Jorge, patrón, caballero sin miedo, guárdanos siempre del crimen de la Guerra Civil, libéranos de nuestros pecados de avaricia y envidia, del dragón, de la ira y del odio entre hermanos, de cualquier otro mal, ayúdanos a merecer la paz, y salva el habla del pueblo catalán, amén».
Posteriormente realizó la estatua de San Jorge (1986), en travertino, de 2 m de altura, situado en una hornacina en la Cuesta de Nuestra Señora que antecede a la plaza central delante del monasterio. Aparece de cuerpo entero con un escudo en el lado izquierdo, con un juego de volúmenes que alternan alto y bajorrelieve: la cabeza y el torso figuran en negativo, mientras que los brazos, las piernas y el escudo aparecen en positivo. Uno de los rasgos más distintivos de esta figura son los ojos, que parecen seguirte con la mirada a medida que te desplazas delante de esta estatua.
En 2001 efectuó la imagen de Nuestra Señora de Montserrat, conservada en el Museo del monasterio, realizada en madera policromada (70 x 25 x 25 cm). Se trata de una versión de la famosa talla medieval de la Virgen de Montserrat reinterpretada desde una perspectiva moderna, con ciertas reminiscencias cubistas.
Por último, en 2013 se colocó en un muro del paseo de la Escolanía, al pie de la torre abacial, el relieve Ariadna y Hermes, original de 1985, confeccionado para el Banco de Sabadell y ubicado originalmente en la sede de esta institución en el paseo de Gracia barcelonés. En 2013 el banco donó la obra al monasterio. El conjunto presenta dos relieves, realizados en travertino y con unas medidas de 2,25 x 2,10 metros. El primero está dedicado a Ariadna, como personificación de la vida, el amor y el arte; figuran una efigie de la heroína mitológica junto a un laberinto, el Sol como símbolo de libertad y unas arquitecturas que señalan el devenir histórico. El segundo está protagonizado por Hermes, como símbolo de la unión entre las ciencias divina y humana, y está representado por una figura femenina modulada como expresión de la armonía y la proporción, una torre de las aguas —la del Pueblo Nuevo, barrio natal del artista— como símbolo del dominio de la naturaleza mediante el ingenio humano, un arco iris y dos serpientes entrelazadas, como vía de comunicación entre los hombres y los dioses.

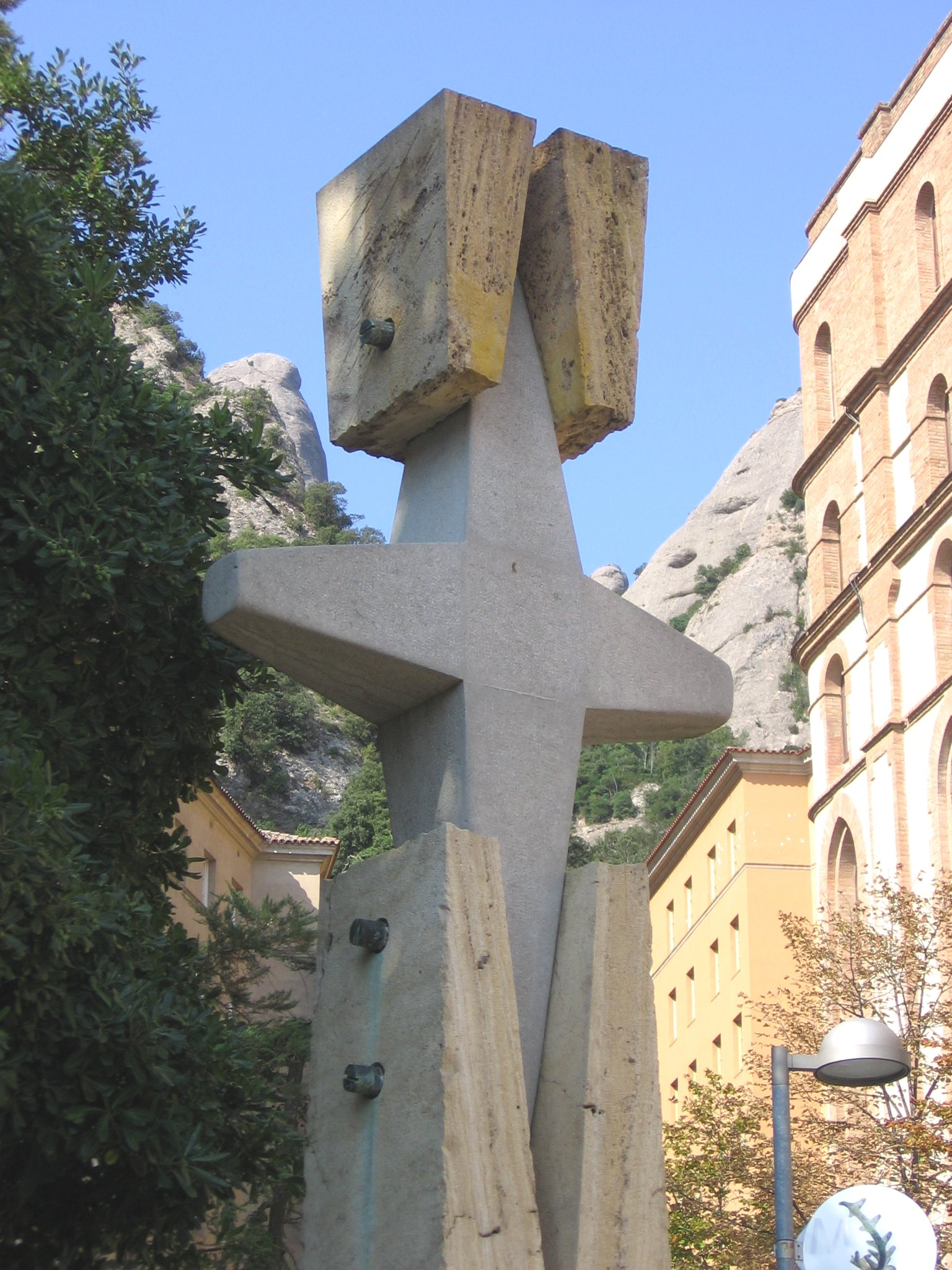
Cruz de San Miguel (1962).
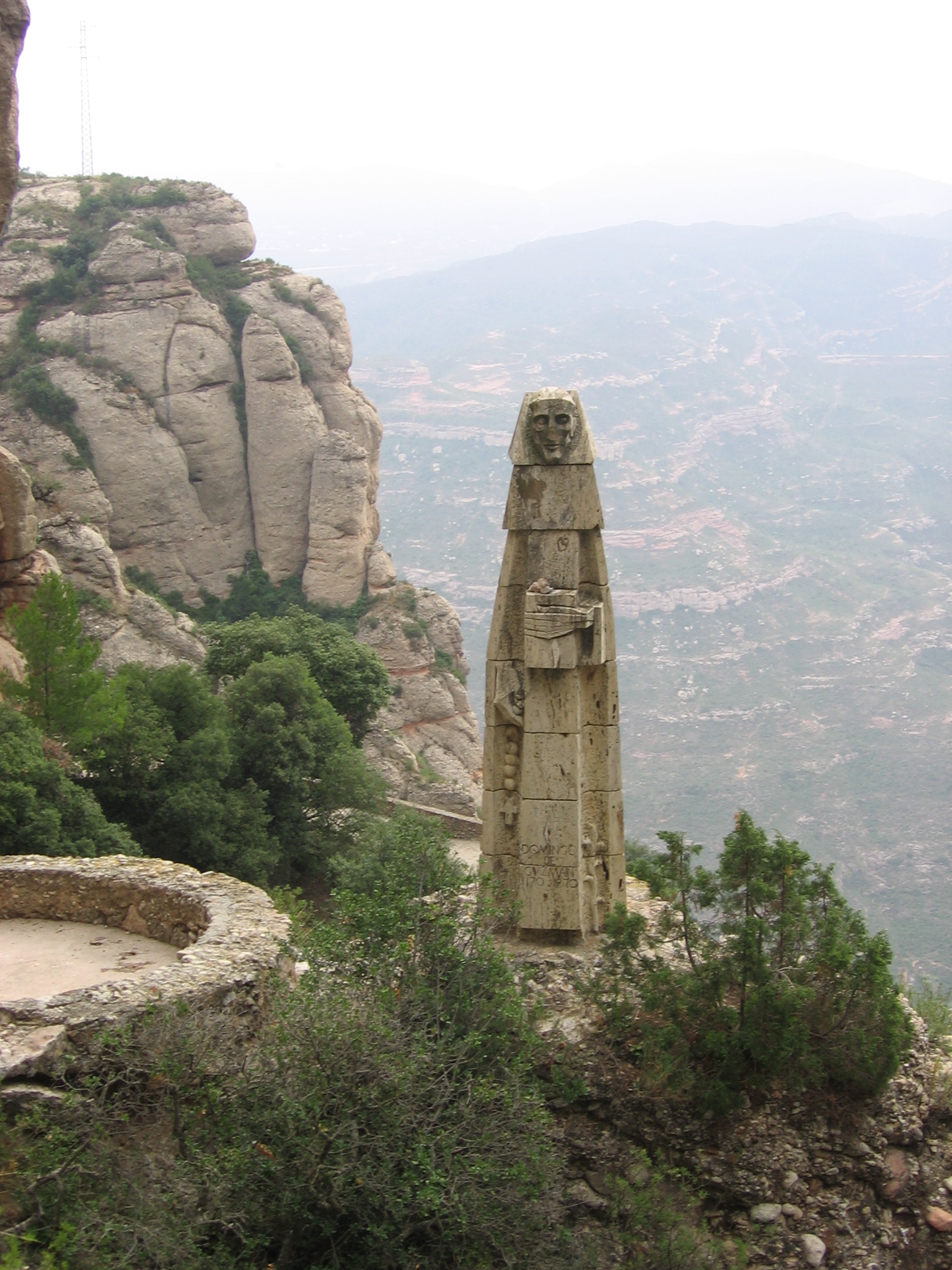
Santo Domingo (1970).
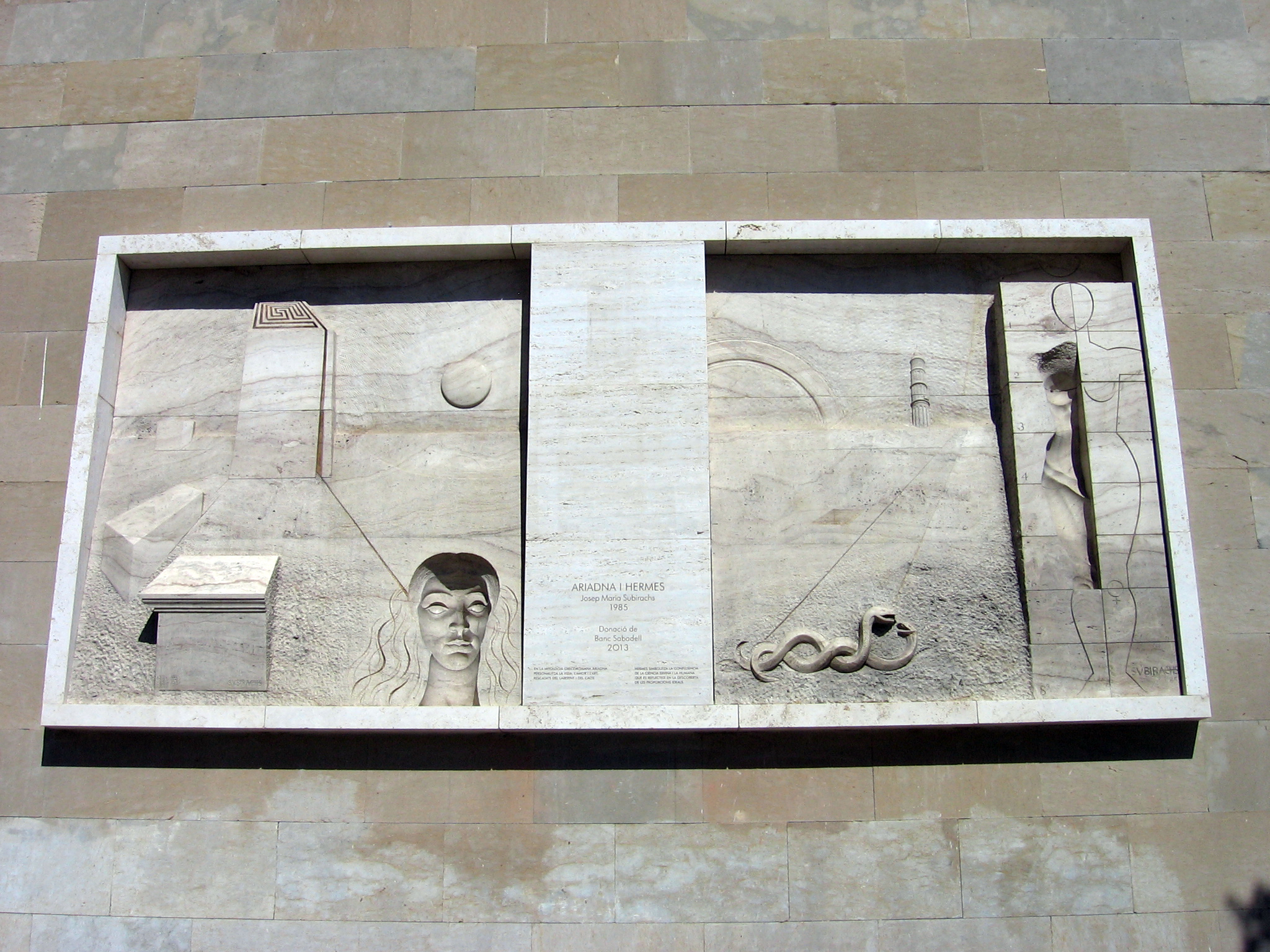
Ariadna y Hermes (1985).
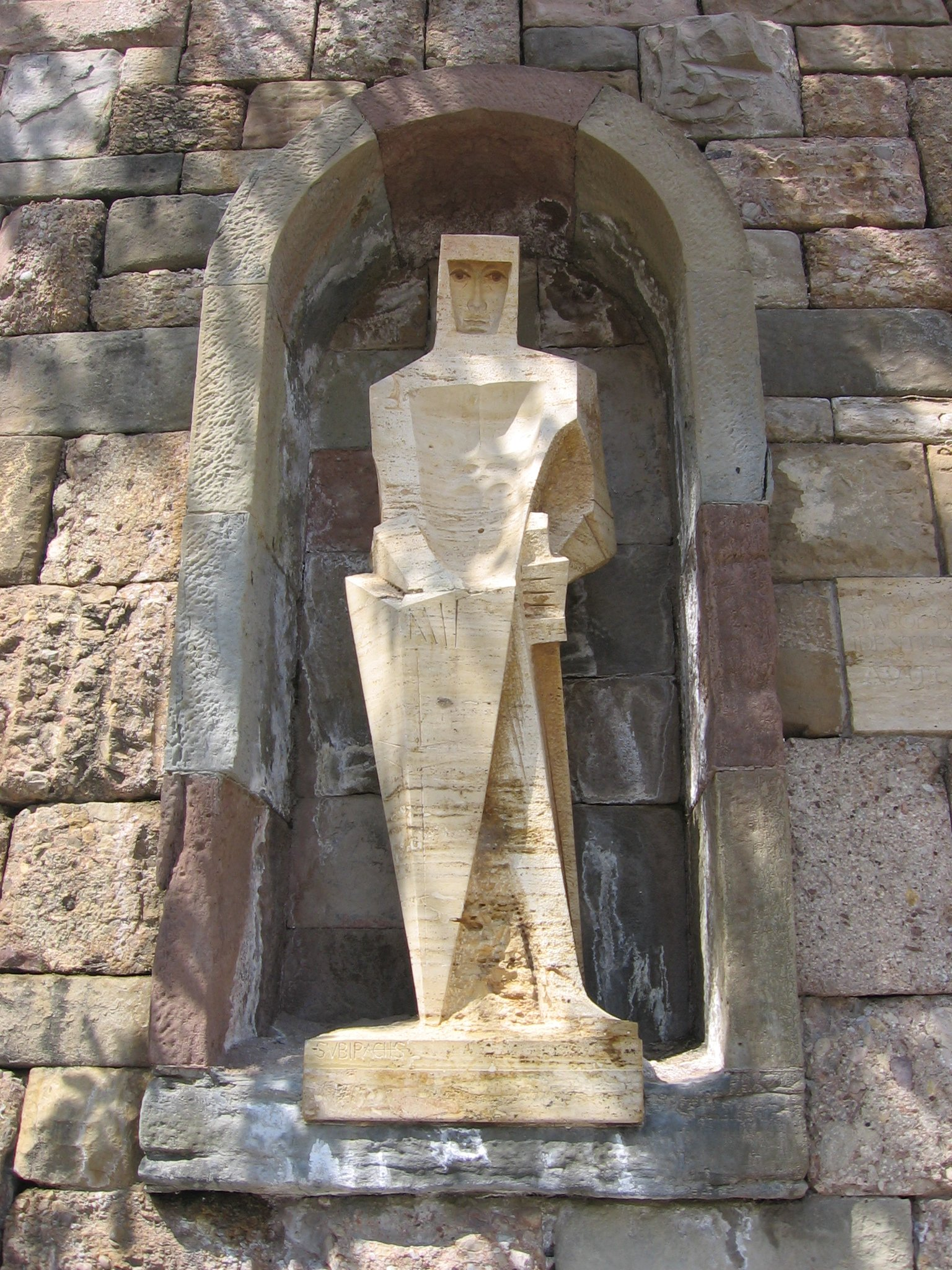
San Jorge (1986).

### Ayuntamiento de Barcelona

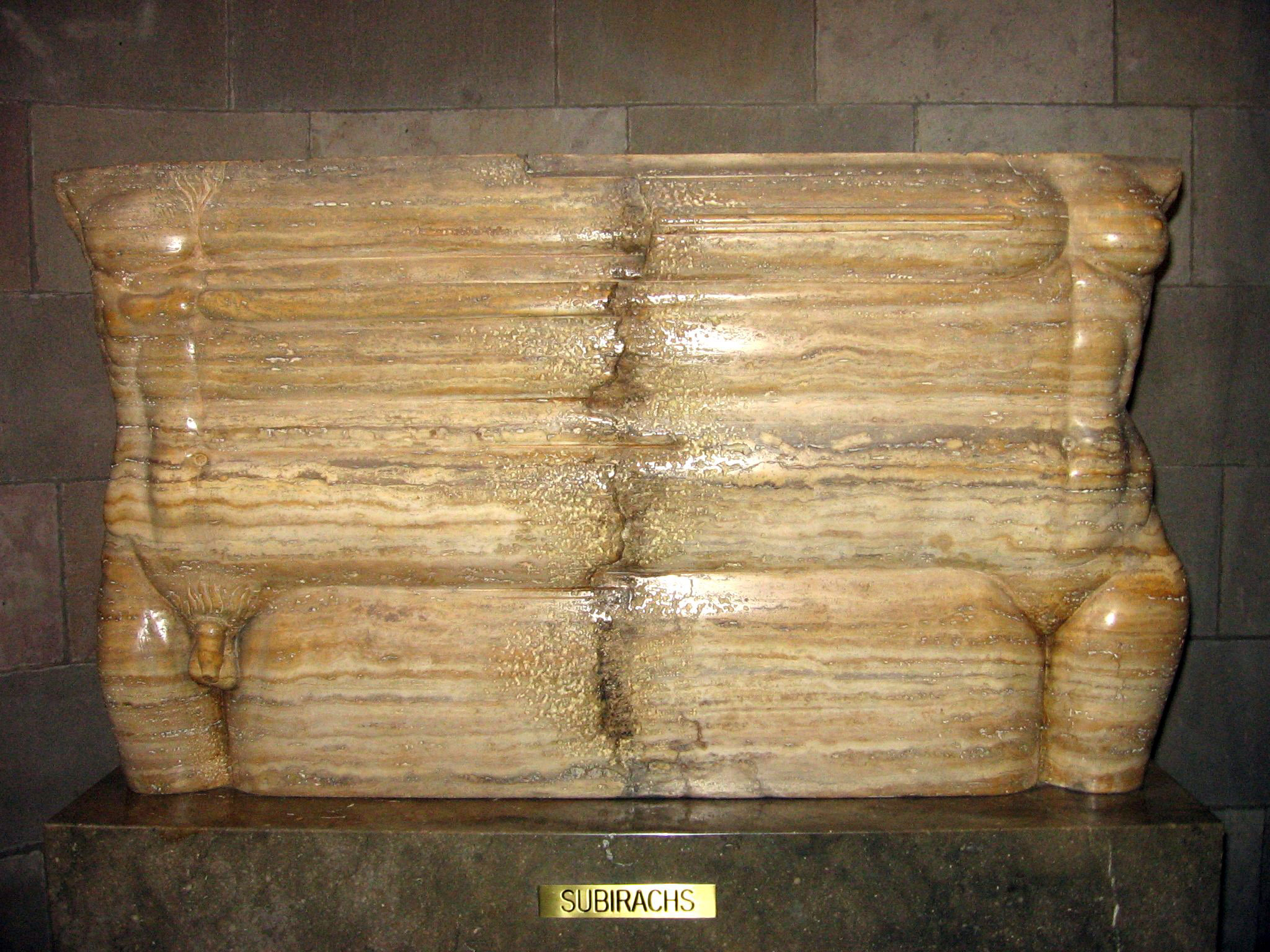
Materia-Forma (1982-1984).

En 1966 Subirachs recibió el encargo de unos relieves para la nueva fachada del Ayuntamiento de Barcelona (edificio Novísimo) en la plaza de Sant Miquel. Para el edificio principal diseñó unos plafones con el escudo de Barcelona en doce diseños diferentes, realizados en aluminio, con unas medidas de 185 x 124 cm cada escudo. En 2001 algunos de estos plafones fueron retirados para derruir las últimas cuatro plantas del edificio, a causa de una nueva normativa sobre altura de edificios en el distrito del Barrio Gótico, los cuales fueron subastados y la recaudación destinada a la urbanización del Fossar de les Moreres.
Por otro lado, en el piso de planta baja del edificio situó un friso denominado Friso Barcelona, de 256 x 4500 cm y elaborado en hormigón. Es de estilo abstracto geométrico, con varias inscripciones y elementos figurativos y simbólicos, como es habitual en la obra del escultor, y con una temática que puede leerse de izquierda a derecha, como en la Columna Trajana en la que se inspiró el artista: el inicio es la teoría hilemorfista de Aristóteles (materia y forma); a continuación figura una alusión a Gala Placidia, que representa la Barcelona romana y visigoda, al tiempo que simboliza la política; posteriormente figuran las Tablas de la Ley, que prefiguran la Barcelona judía y el derecho; la posterior representación es la del Condado de Barcelona, con las armas de la ciudad y el origen de la lengua catalana, seguida de san Miguel, por la plaza donde se ubica el edificio Novísimo; luego viene santa Eulalia, patrona de Barcelona; aparecen a continuación varios elementos que simbolizan las letras (la Oda a Barcelona de Jacinto Verdaguer), las artes (una figura femenina), las ciencias y la filosofía (medallón de Ramon Llull), el comercio (una moneda) y la industria (una rueda dentada), junto a la palabra Barcelona; en la parte central se sitúa el sol (que es un reloj) y varias fases de la luna, y finaliza el friso con un plano del Ensanche barcelonés y otras partes de la ciudad, como el casco antiguo, el puerto o la montaña de Montjuic, mientras que una aguja señala al norte como símbolo de la vocación europeísta de la ciudad.
En el patio interior de la Casa de la Ciudad se encuentra igualmente la escultura Materia-Forma (1982-1984), realizada en travertino sobre base de piedra caliza, con unas dimensiones de 1,67 x 1,20 x 0,30 m. Representa a Adán y Eva, de los que solo aparece medio torso en cada lado de la obra, unidos por un friso corrido, y se enmarca en la frecuente contraposición de binomios enfrentados (hombre-mujer, espacio-tiempo, vida-muerte) constante en la obra del artista, conceptos que se oponen, pero también se complementan, que no existirían el uno sin el otro.

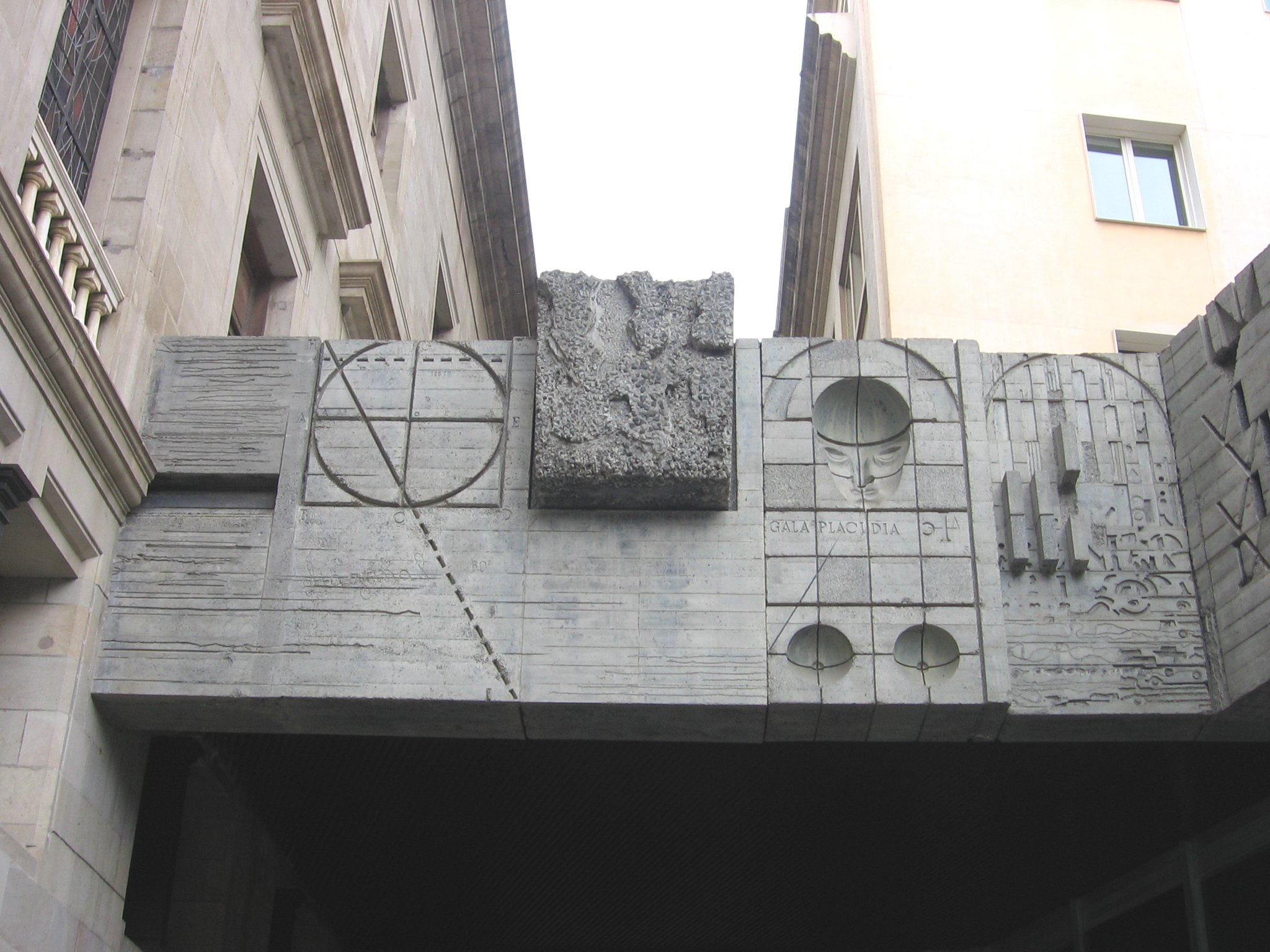
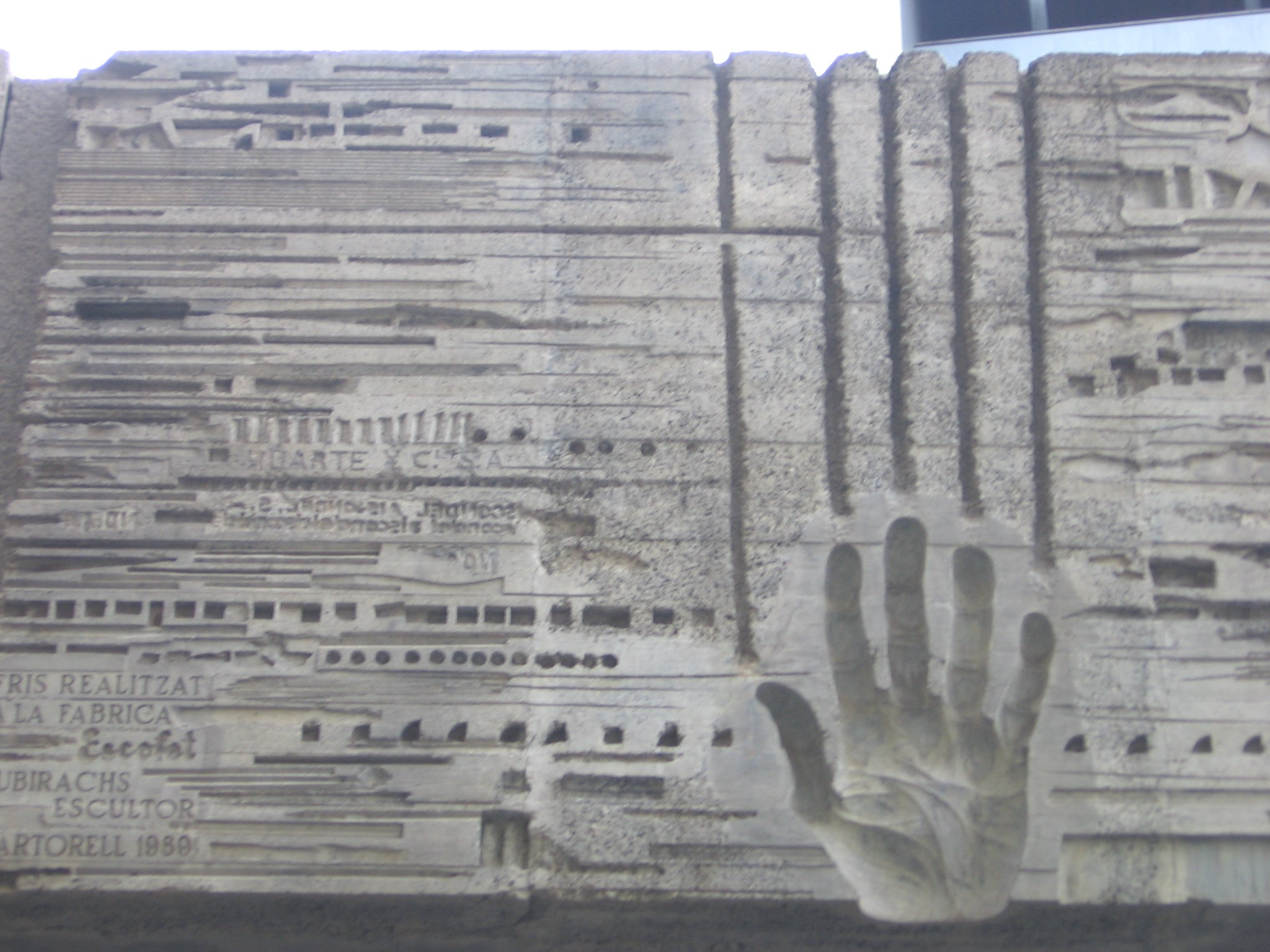
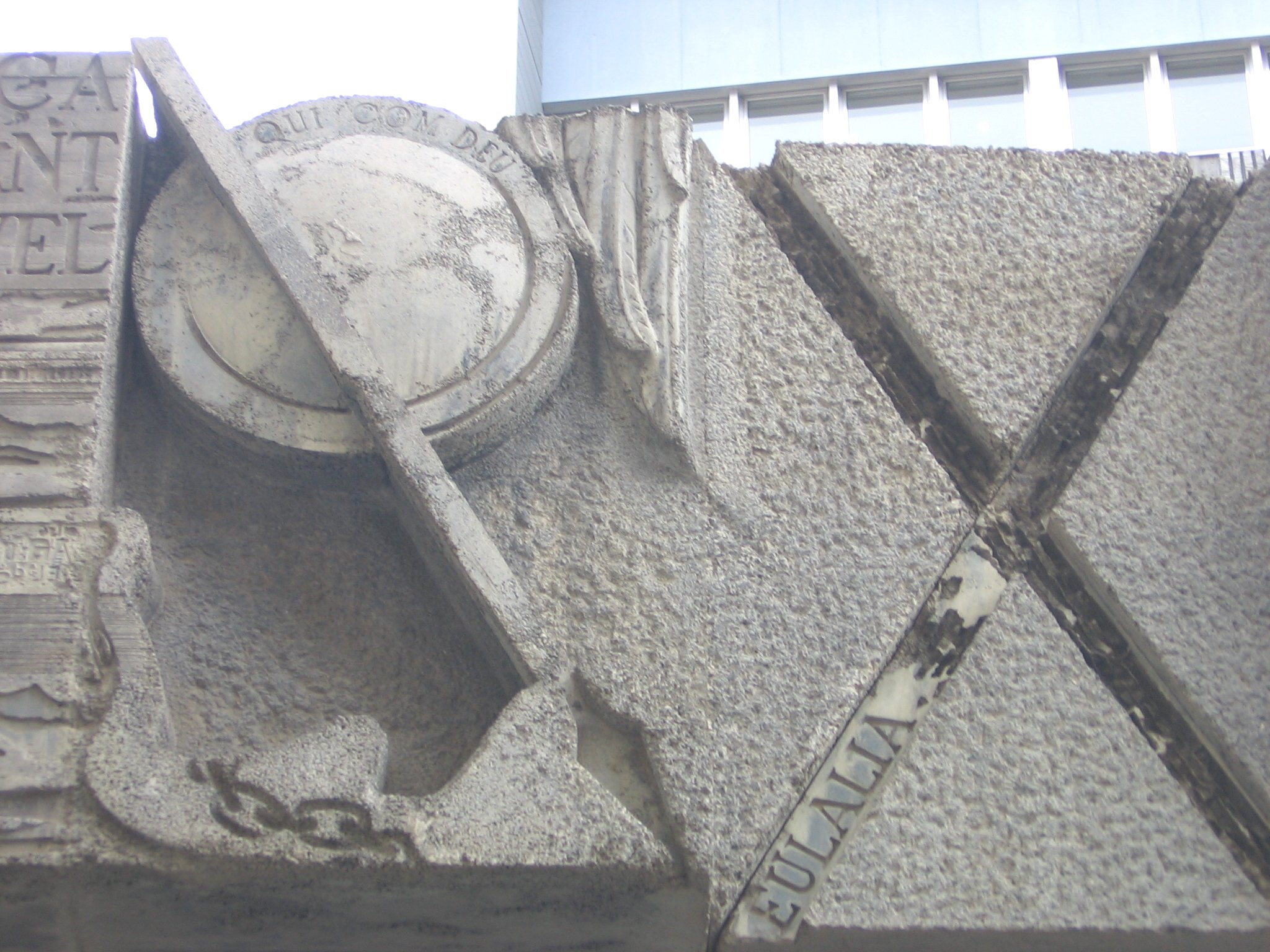
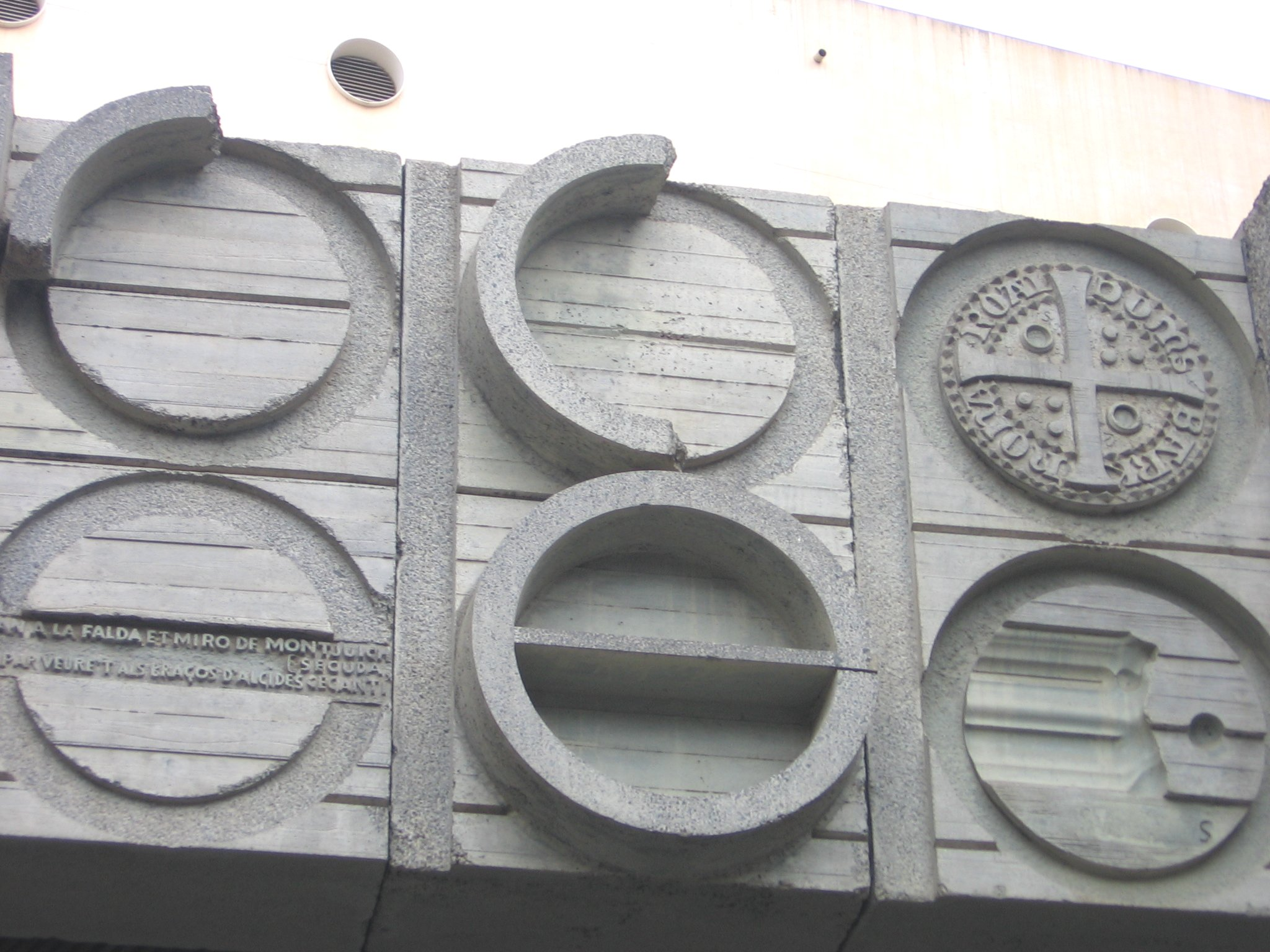
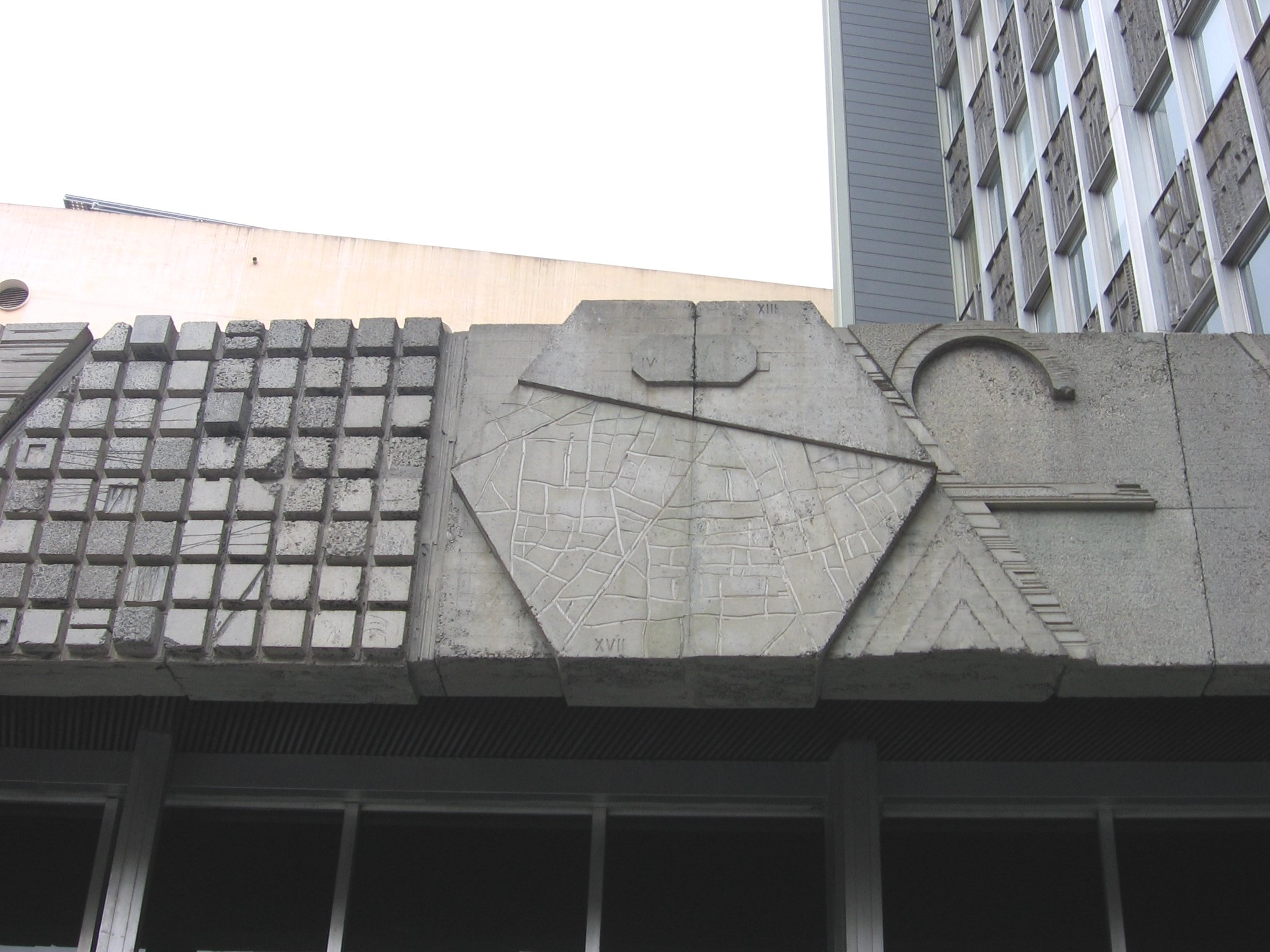

| Friso Barcelona |
| \| \| \| \|     |
|                 |
|                 |

### Palau del Lloctinent

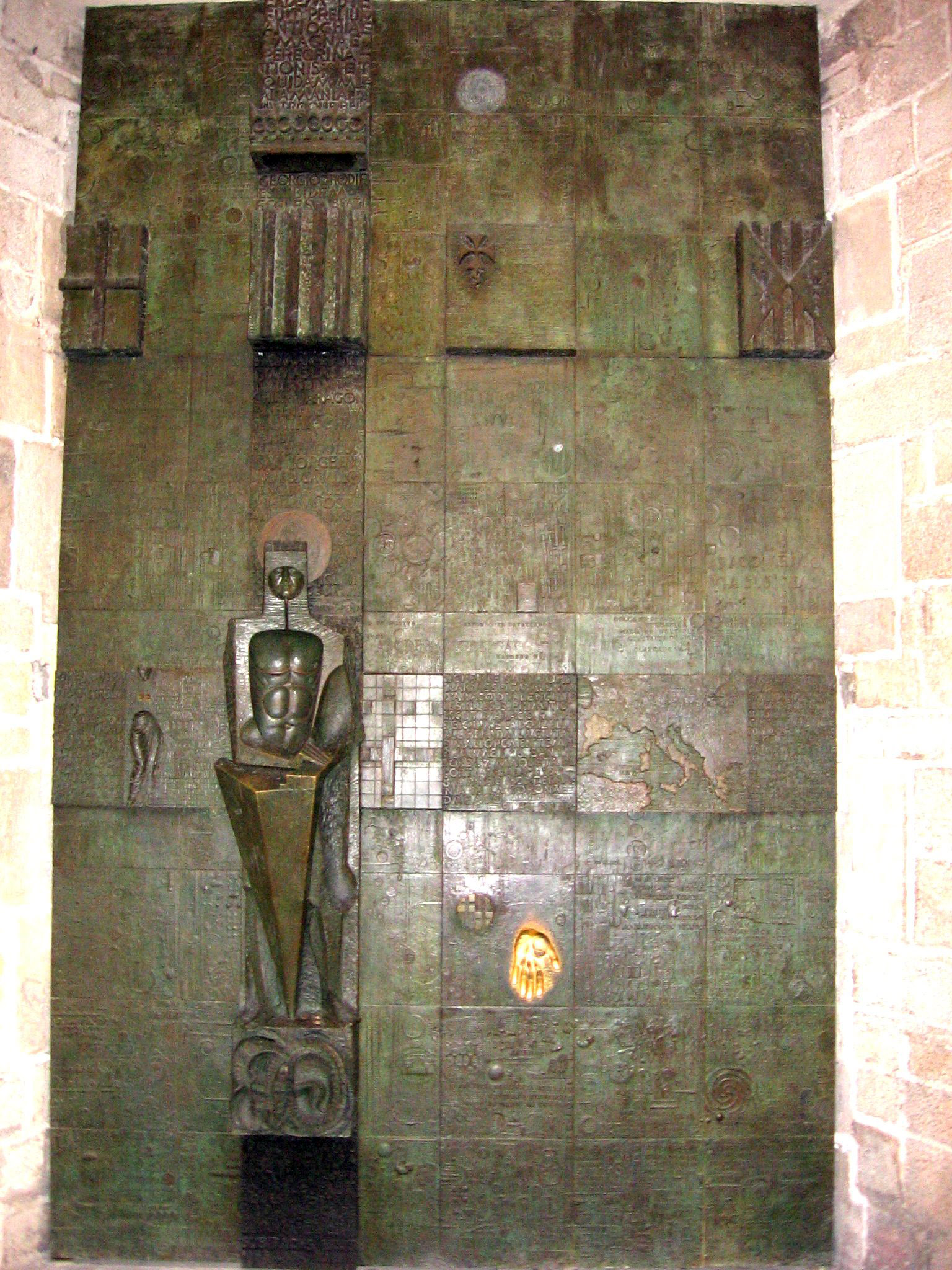
Puerta de San Jorge (1975).

En 1975 realizó la Puerta de San Jorge para el Palau del Lloctinent (sede del Archivo de la Corona de Aragón), que conecta este palacio con el Salón del Tinell del Palacio Real Mayor de Barcelona. Se trata de una puerta de bronce de dos batientes, de 345 x 210 cm, presidida por la figura del santo patrón de Cataluña que vence al dragón situado a sus pies, mientras que a su lado aparece la princesa a la que salva. El santo aparece en la confluencia de una línea de plafones vertical y otra horizontal, formando una cruz que, sin embargo, no es uniforme ni se encuentra en el centro de la puerta, sino que está desplazada hacia la parte inferior izquierda. El resto de la representación muestra una serie de símbolos relacionados con la historia de la Corona de Aragón, como los escudos de armas de Cataluña, Aragón, Valencia, Baleares y Sicilia, el escudo primitivo de Aragón, la cruz de San Jorge, una imagen de la ciudad de Palma de Mallorca en tiempos de Jaime I y un mapa del Mediterráneo que alude a la expansión territorial de este reino durante la Edad Media. Además de estas imágenes, aparecen escritas diversas frases en latín, catalán y aragonés, procedentes del Llibre dels feits (una crónica sobre Jaime I), de la crónica de San Juan de la Peña sobre San Jorge, y de una carta de Jaime II al papa Clemente V en respuesta a una petición del pontífice para iniciar una cruzada en Tierra Santa. También aparecen nombres de personajes históricos catalanes, así como los de los autores (escultor y fundidor, en este caso Manuel Parellada) y la fecha de su inauguración. Por otro lado, el artista dejó su propia huella en dorado, junto al pomo de la puerta que representa el escudo de Barcelona. Por último, uno de los plafones es un plano a escala de la misma puerta, un curioso detalle de autorrepresentación.

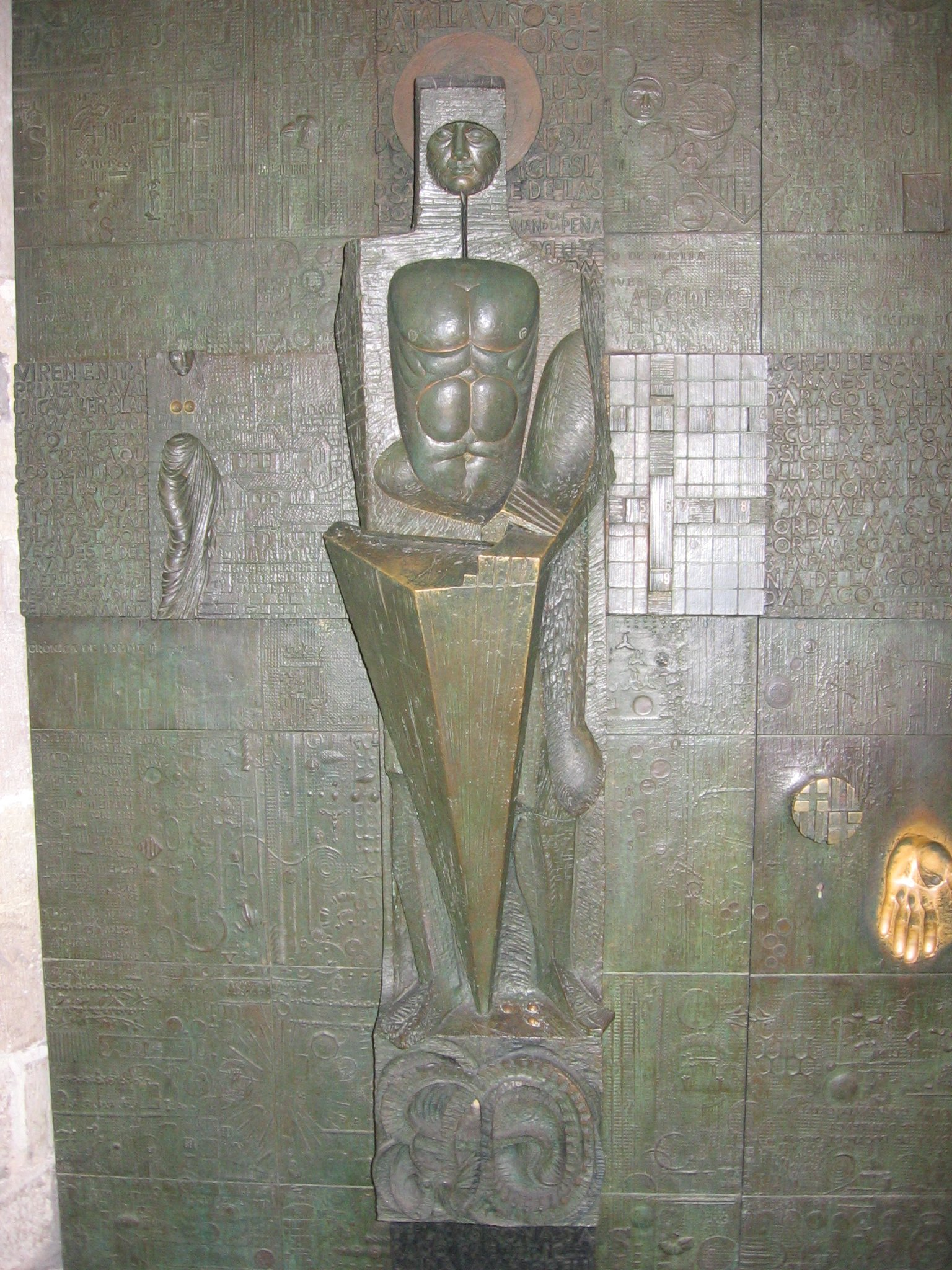
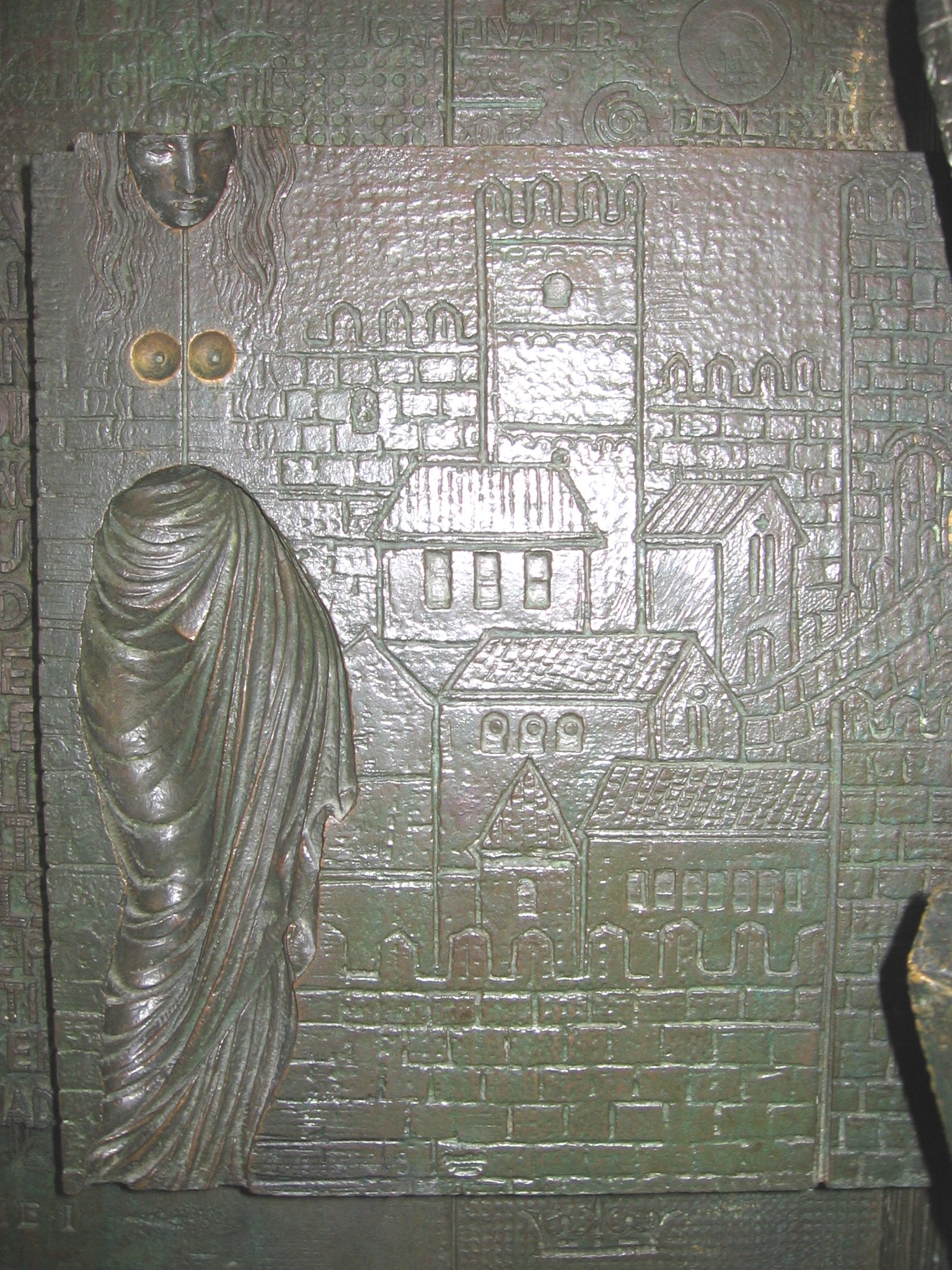
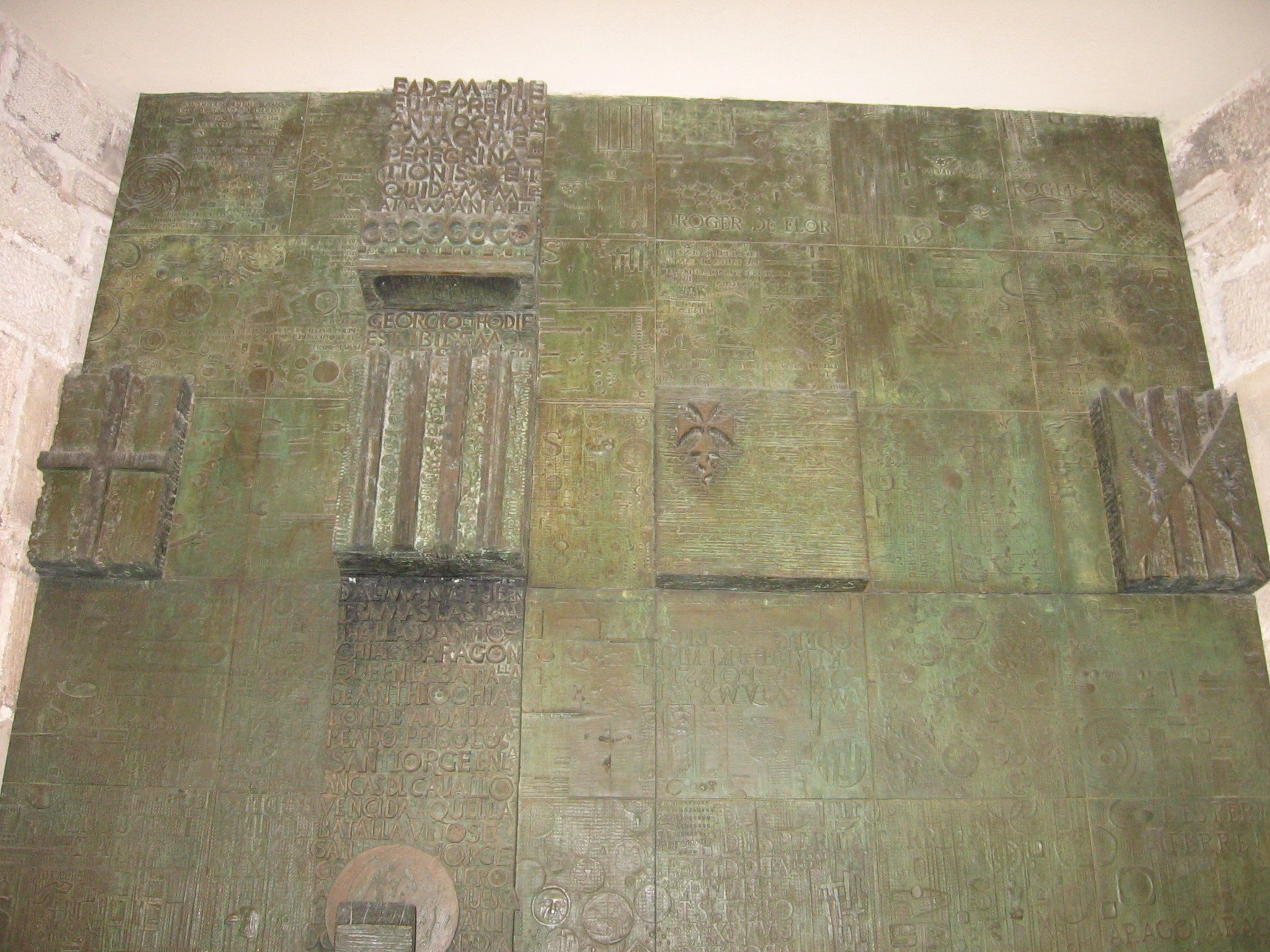
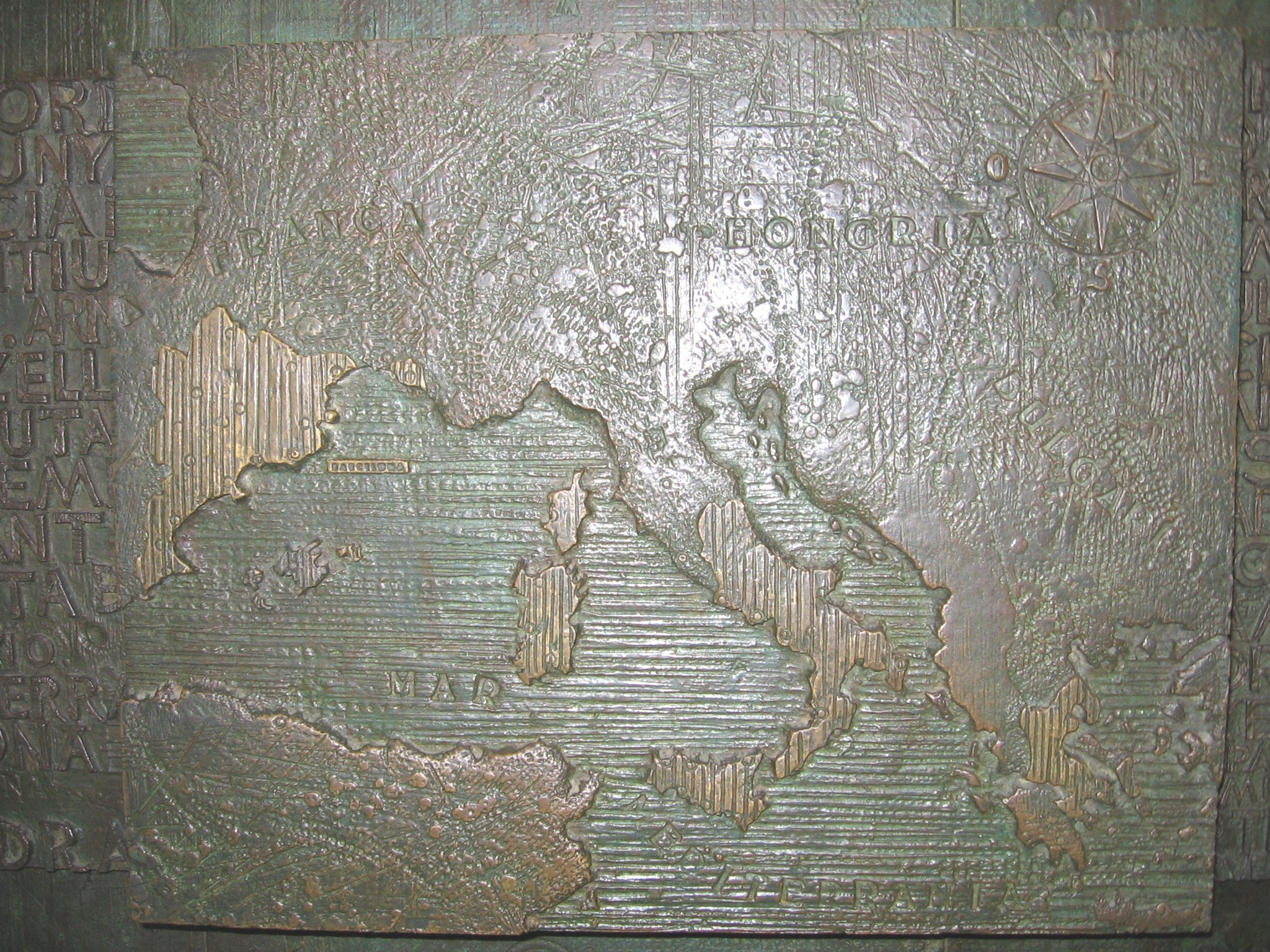
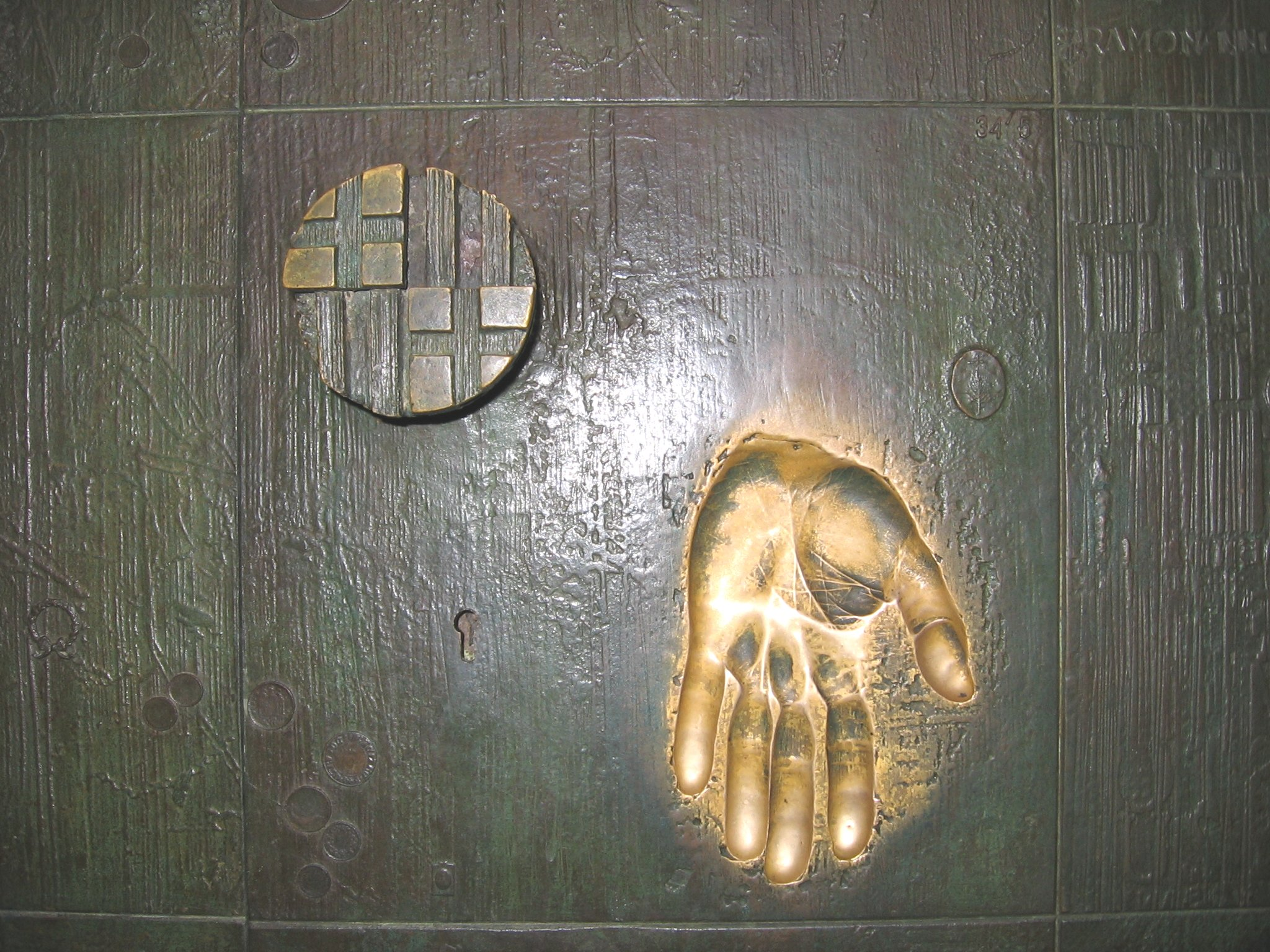

### Palacio de la Generalidad

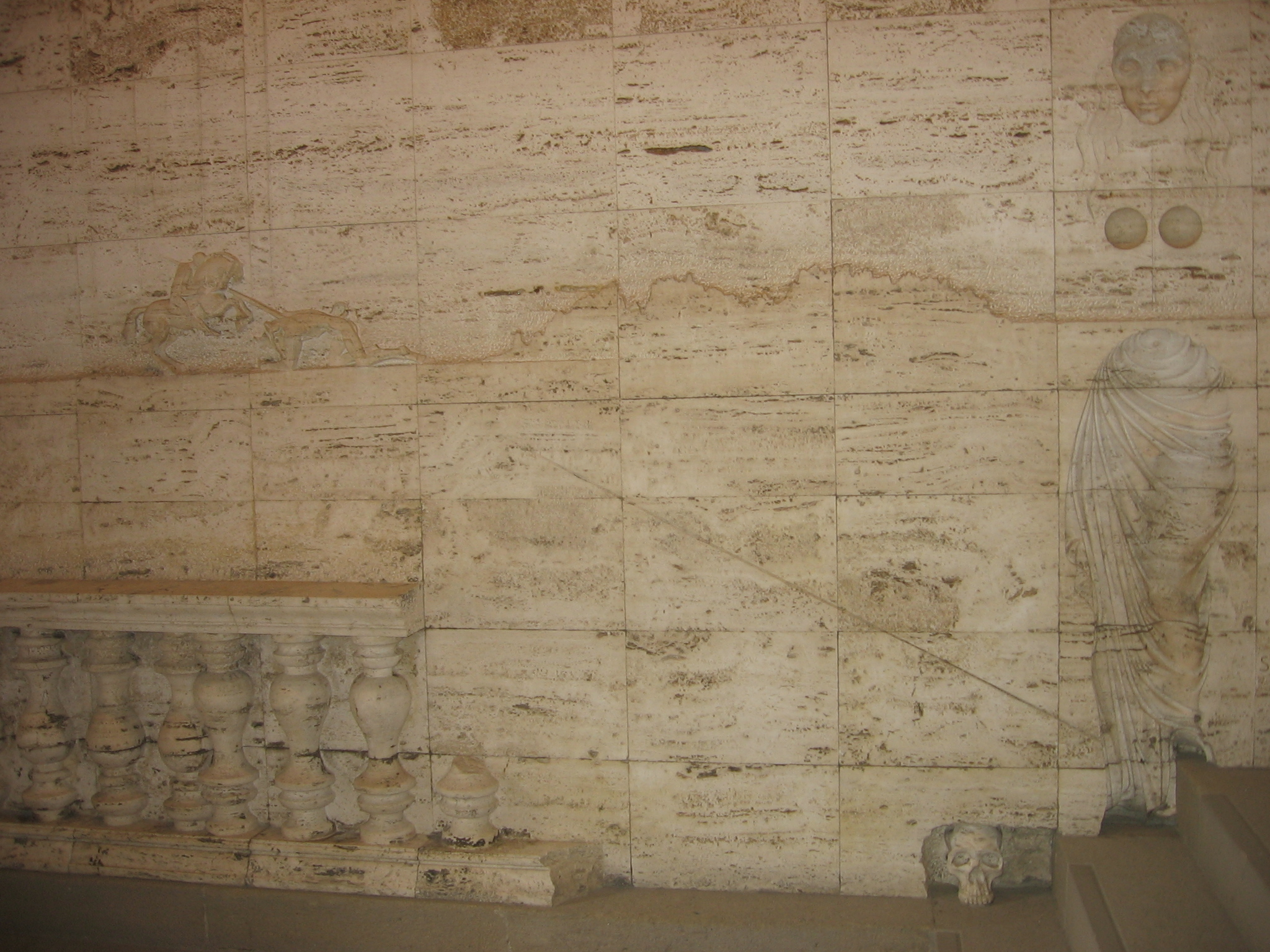
Relieve de San Jorge-Teseo (1976).

En la sede del gobierno autonómico catalán Subirachs realizó diversas obras: en 1976 diseñó la puerta para la sacristía de la capilla de San Jorge, así como el Relieve de San Jorge-Teseo en la galería que une el Palacio de la Generalidad con la Casa de los Canónigos. La puerta de la sacristía está confeccionada en bronce, con unas medidas de 233 x 101 x 12 cm. Consta de la cruz de San Jorge, junto a las cuatro barras del escudo de Cataluña, además de la planta de la catedral de Barcelona y unas cadenas que simbolizan la esclavitud. El Relieve de San Jorge-Teseo consta de dos plafones de piedra travertino, con una medida total de 380 x 480 x 30 cm. Aquí el artista desarrolló un programa iconográfico que equiparaba la leyenda cristiana del santo capadocio con el mito griego del Laberinto de Creta, donde San Jorge se equipara a Teseo, el dragón al Minotauro, y la princesa a Ariadna. Además, situó diversos elementos de su repertorio figurativo, puestos en oposición como es habitual en su obra: el sol como símbolo de la libertad, opuesto a la luna —con forma de laberinto—, que representa la soledad; una balaustrada, como materialización del arte, contrapuesta a una calavera, clara alusión a la muerte. Por último, al fondo de estas escenas se vislumbra el perfil de la montaña de Montserrat. Por otro lado, en la puerta que comunica con la Casa de los Canónigos realizó un tirador de bronce de 21 x 22 x 4 cm con la huella de una mano y la inscripción «Jaime I, 1276-1976».
Para la Generalidad elaboró también cuatro bustos con los retratos de los presidentes de esta institución desde la Segunda República hasta la restauración democrática, situados en el patio de los Naranjos del palacio de la Generalidad: Francesc Macià (1984, bronce, 60 x 27 x 32 cm), Lluís Companys (1990, bronce, 58 x 24 x 30 cm), Josep Irla (2001, bronce, 54 x 24 x 27 cm) y Josep Tarradellas (1999, bronce, 57 x 26 x 30 cm).

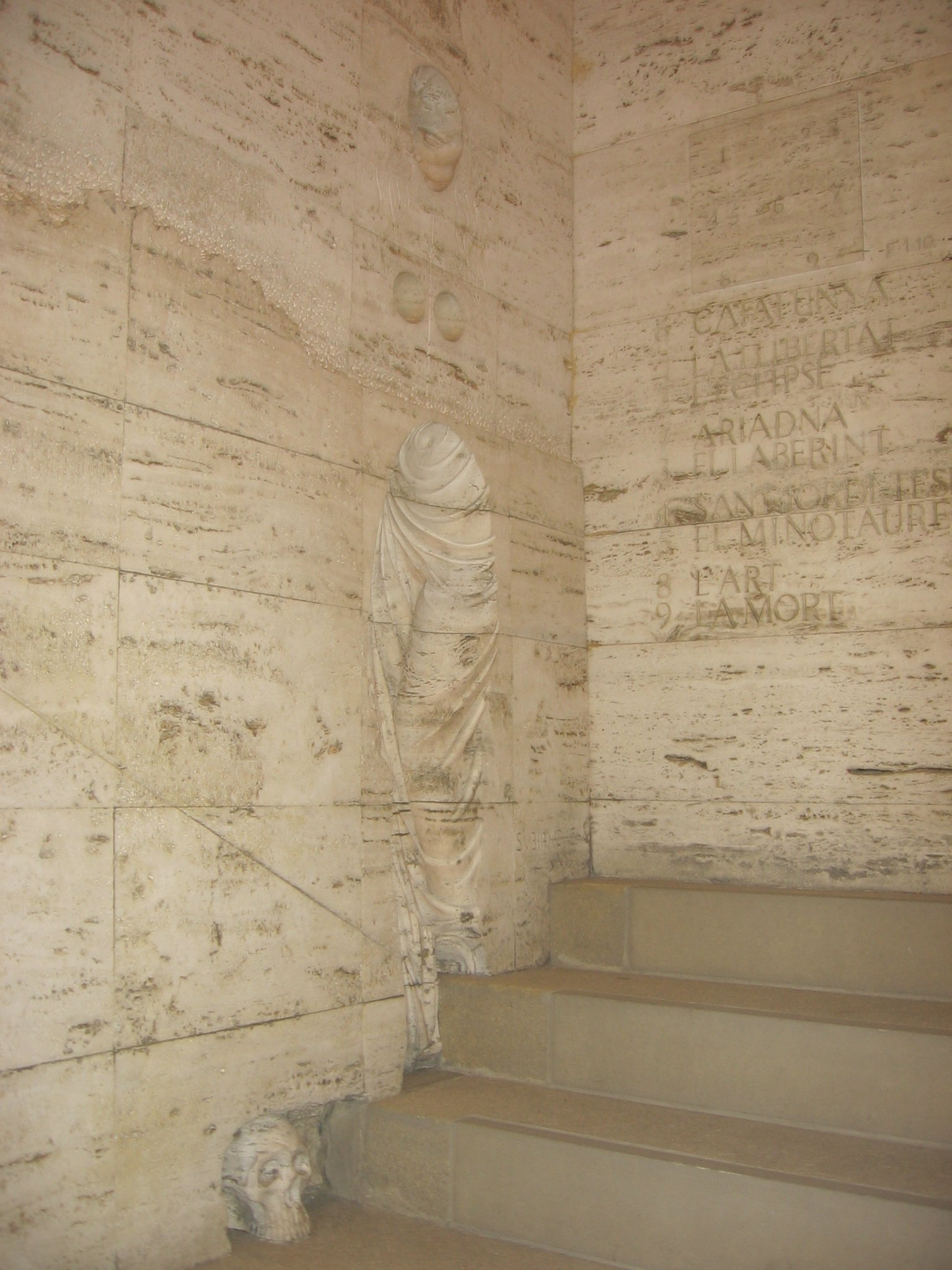
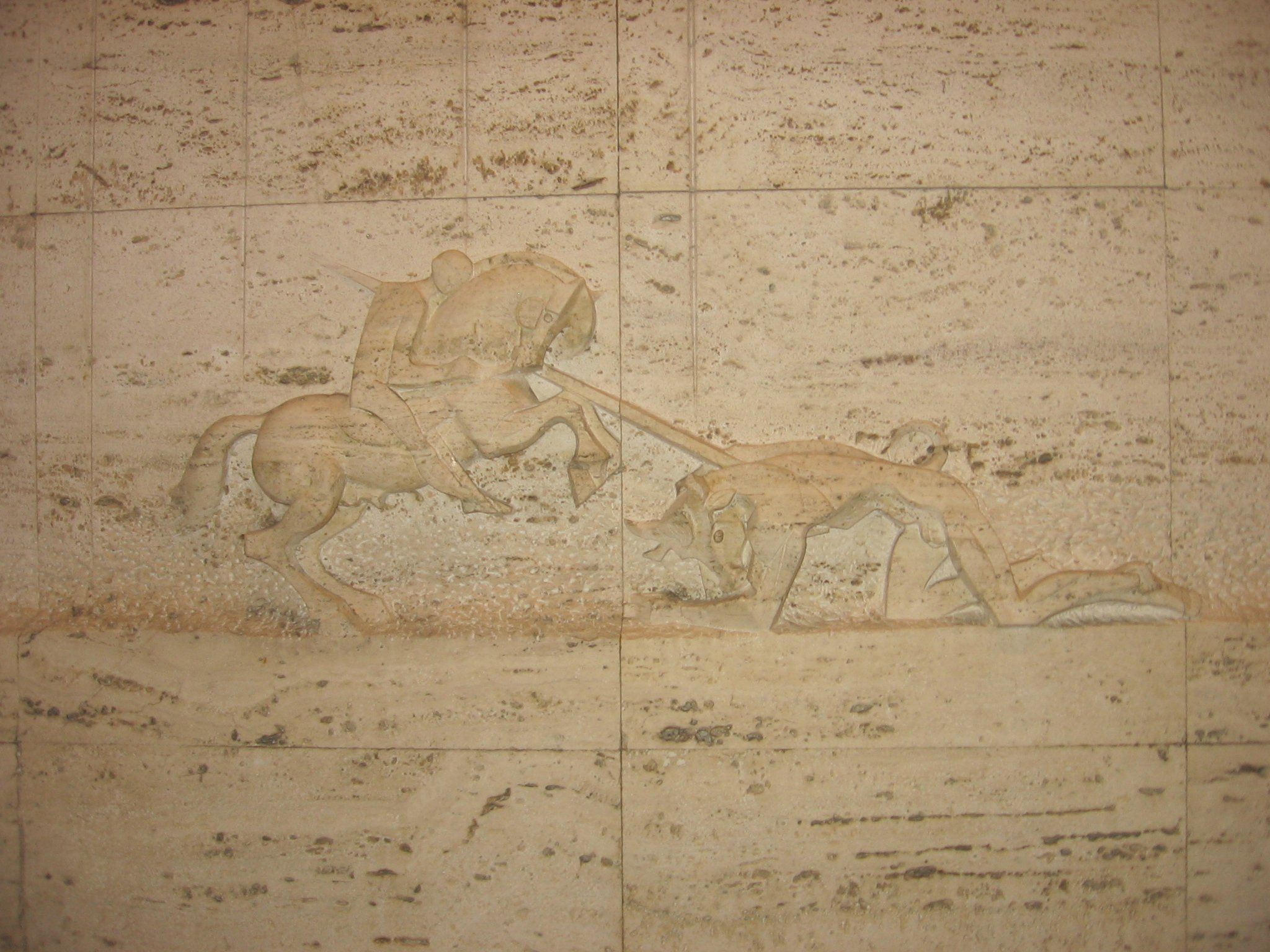
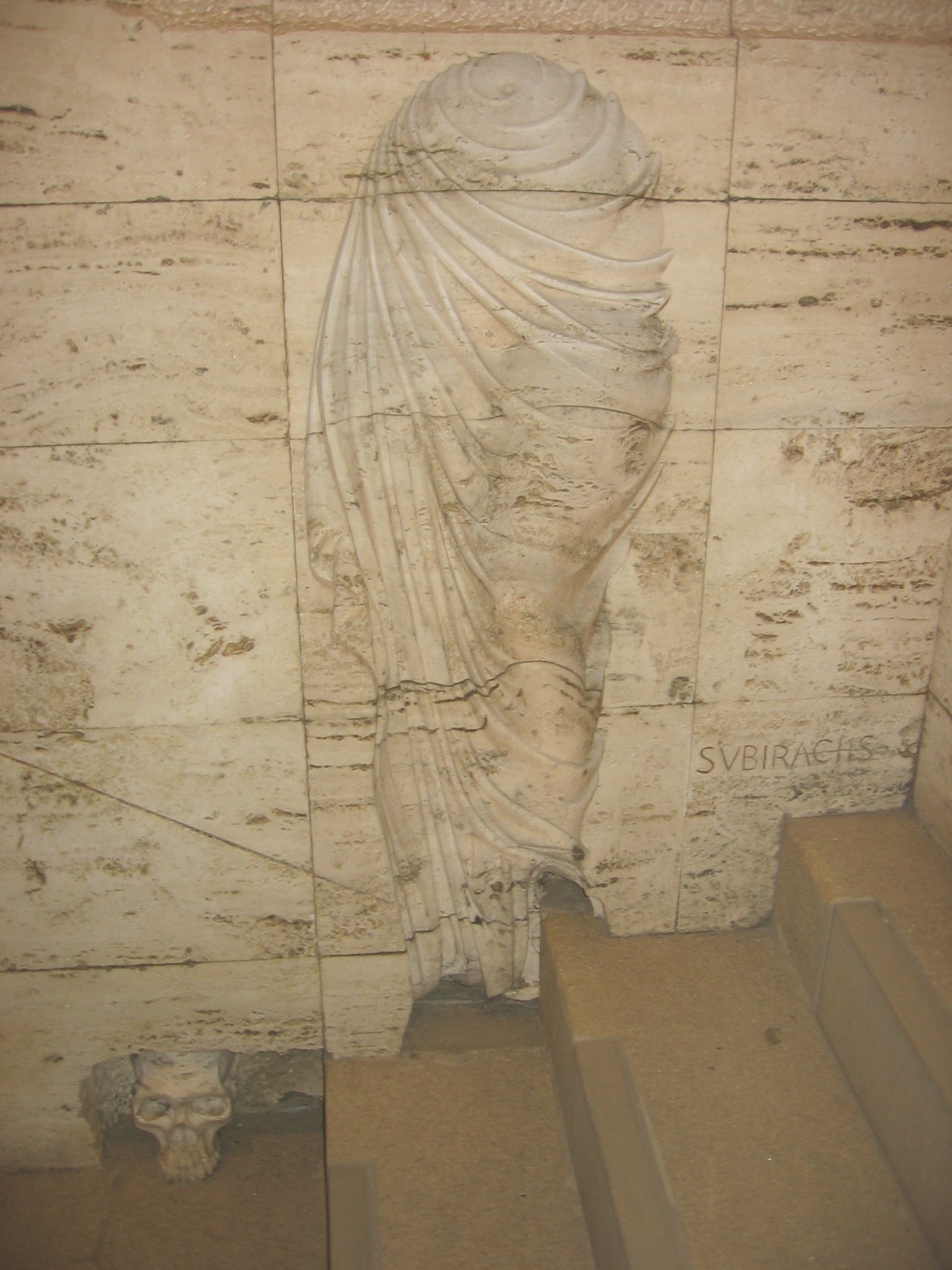
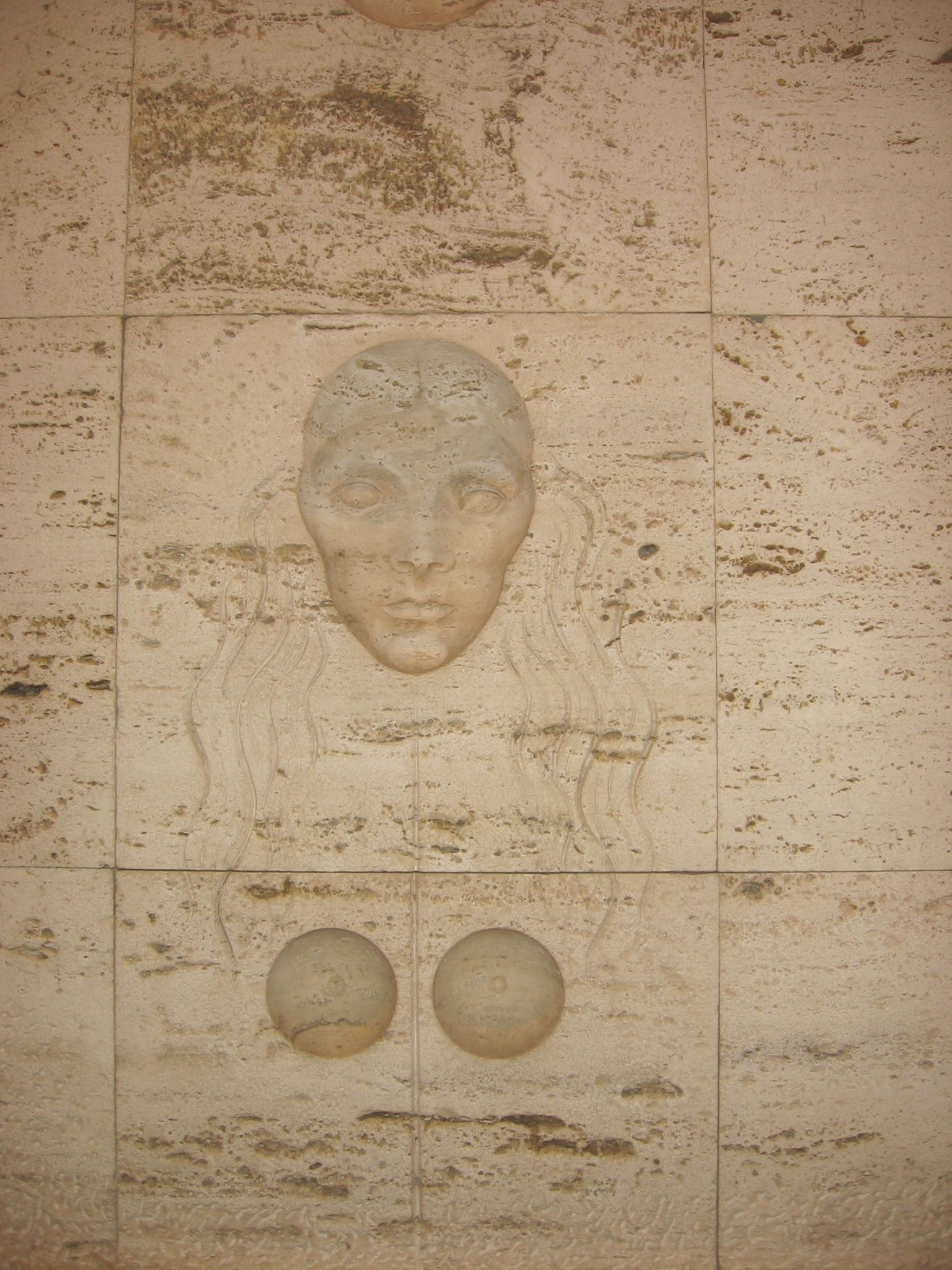
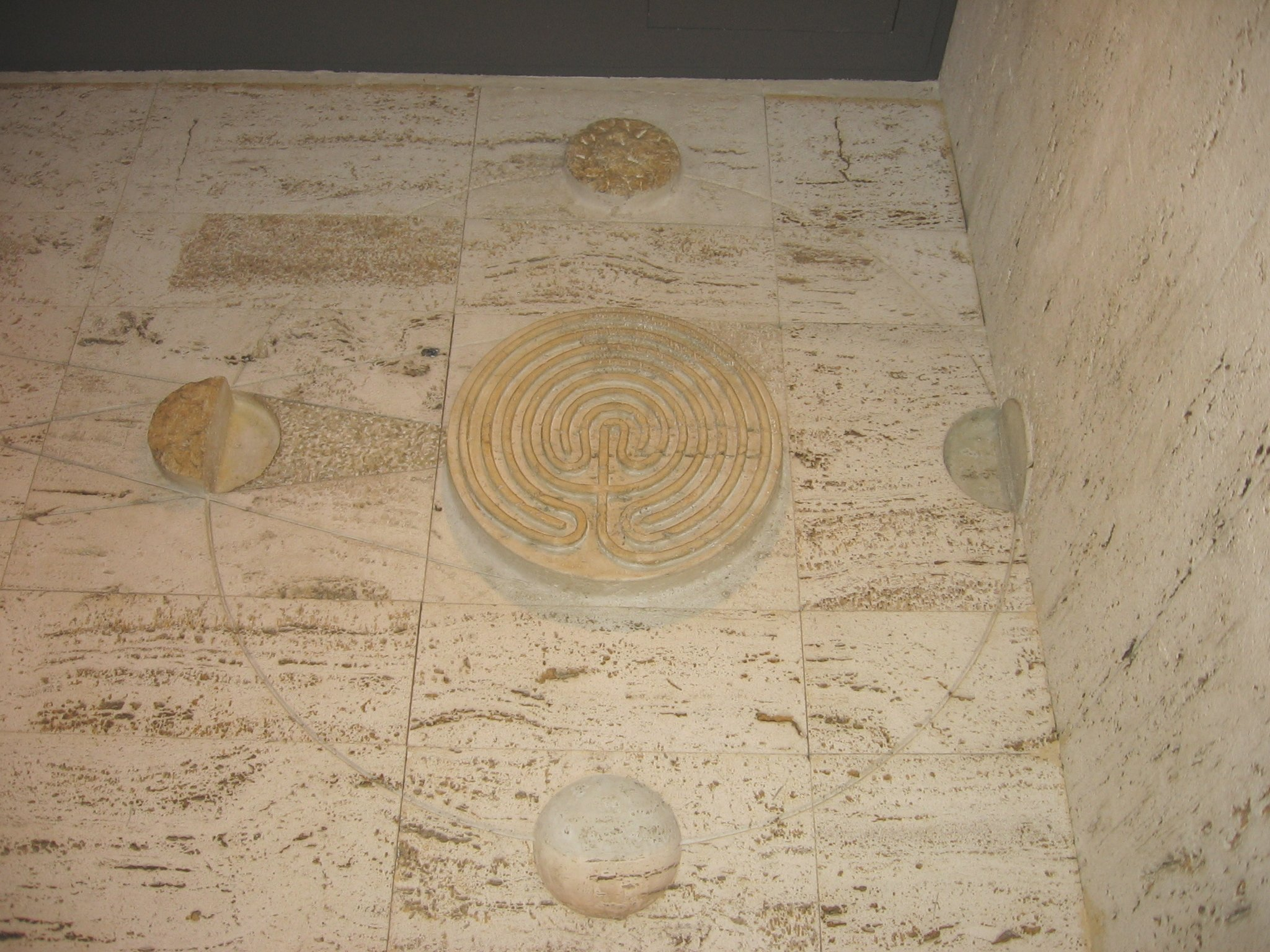
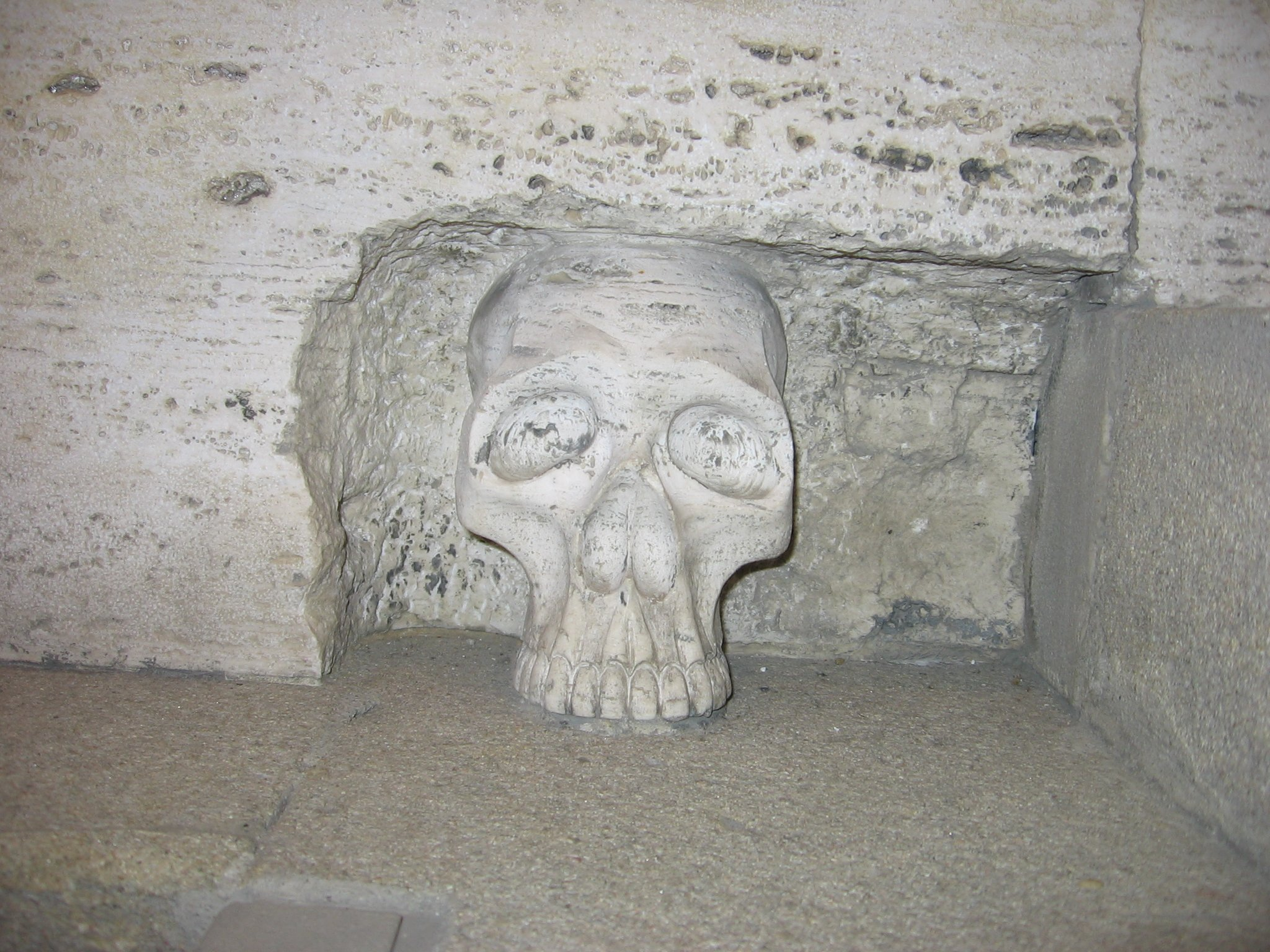

### Sagrada Familia

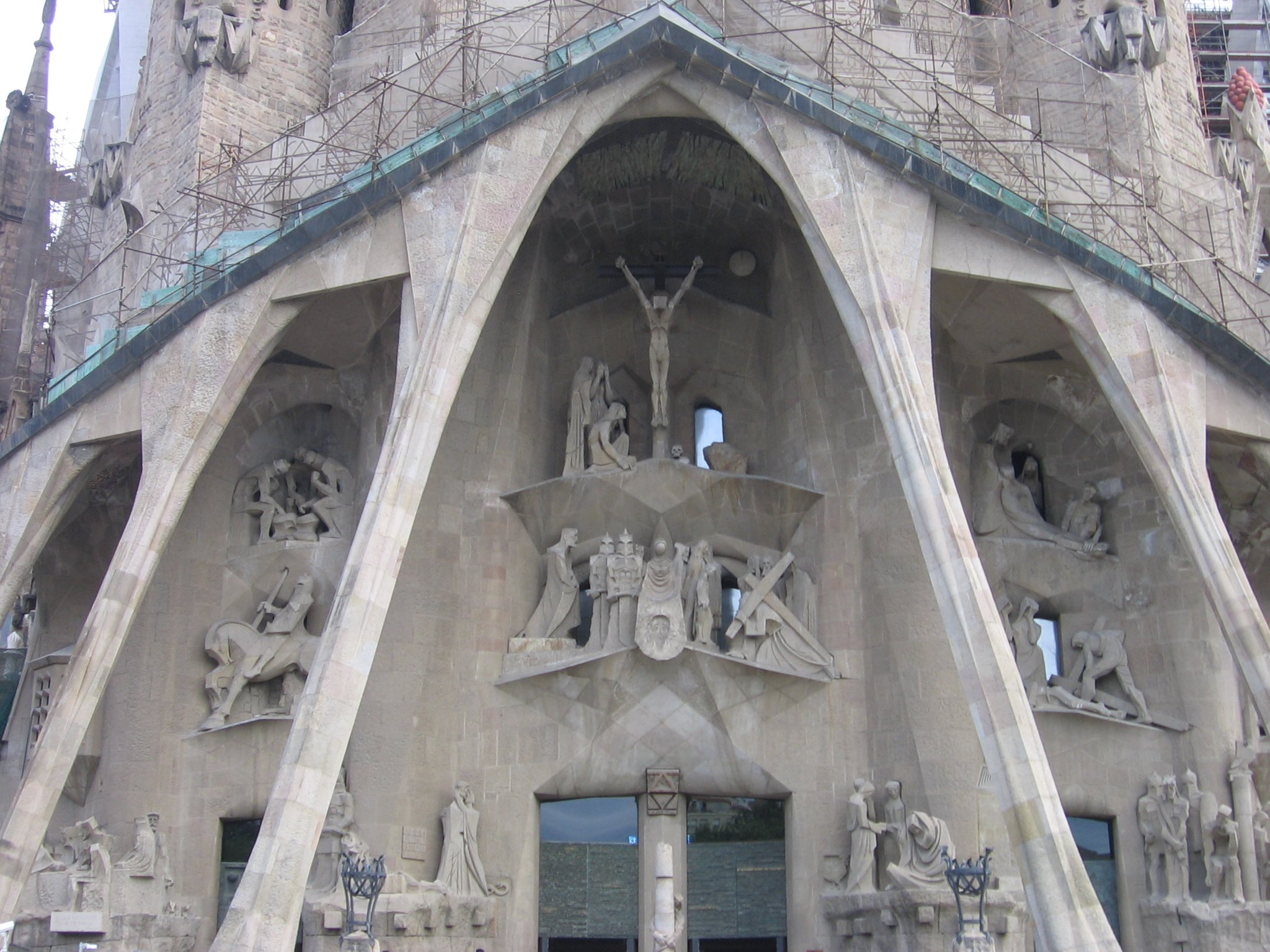
Fachada de la Pasión del Templo Expiatorio de la Sagrada Familia (1987-2009).

La opera magna de Subirachs fue la decoración escultórica de la Fachada de la Pasión del Templo Expiatorio de la Sagrada Familia de Barcelona, que realizó entre 1987 y 2009. Para esta obra vivió y trabajó por un tiempo en una modesta vivienda situada en el interior del propio templo de la Sagrada Familia, a imagen y semejanza de su ídolo, Antoni Gaudí. En la realización de esta obra contó con la colaboración de sus ayudantes Ramon Millet y Bruno Gallart.
En esta obra Subirachs recuperó su estilo expresionista de los años 1950, para enfatizar el carácter expresivo de las figuras y el patetismo del tema. Sin embargo, su obra en el templo gaudiniano fue muy criticada por su estilo contemporáneo, que rompía con el estilo en que se había desarrollado hasta entonces, de corte más realista —especialmente la Fachada del Nacimiento—. Llegó incluso a producirse en 1990 una manifestación frente a la Sagrada Familia en contra de su intervención en la misma. Sin embargo, con el tiempo parte del público barcelonés ha llegado a aceptar esta obra, que pese a todo no rompe con el espíritu que Gaudí había pensado para esta fachada:

Alguien encontrará esta puerta demasiado extravagante; pero yo querría que haga miedo, y para conseguirlo no ahorraré el claroscuro, los motivos entrantes y salientes, todo lo que resulte de más tétrico efecto. Es más, estoy dispuesto a sacrificar la misma construcción, a romper arcos y a cortar columnas para dar idea de lo cruento del Sacrificio.

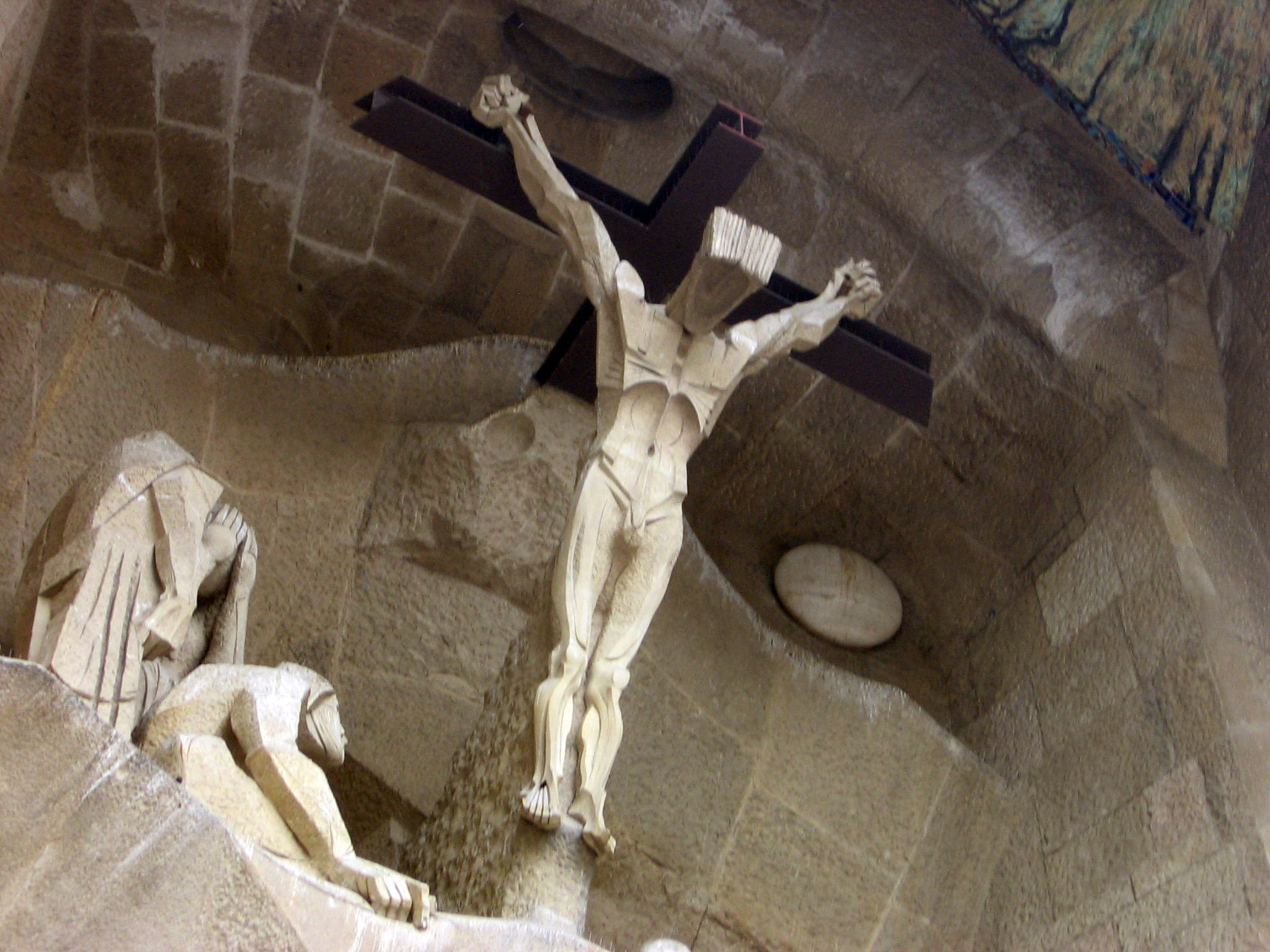
La crucifixión.

Dedicada a la Pasión de Jesús, esta fachada pretende reflejar el sufrimiento de Cristo en su crucifixión, como redención de los pecados del hombre. Por ello, Gaudí concibió una fachada más austera y simplificada, sin ornamentación, donde destacase la desnudez de la piedra, semejando un esqueleto reducido a las líneas simples de sus huesos. En ese sentido, Subirachs ideó un conjunto simple y esquemático, con formas angulosas que provocan un mayor efecto dramático. El ciclo escultórico de la Pasión está instalado en tres niveles, siguiendo un orden ascendente en forma de S, para reproducir el Calvario de Jesús:
- Nivel inferior: contiene las escenas de la última noche de Jesús antes de la crucifixión. La Última Cena presenta a Jesús con los doce apóstoles, en el momento en que Judas le traicionará. Pedro y los soldados es el momento en que Pedro corta la oreja a Malco, el criado del Sumo Sacerdote. En El beso de Judas las figuras están toscamente talladas para sugerir una visión nocturna; detrás de Judas se sitúa la serpiente que simboliza el demonio. La negación de Pedro contiene tres figuras de mujer que representan las tres veces que Pedro negó a Jesús. En Ecce Homo Jesús es presentado con la corona de espinas, custodiado por dos soldados y con la figura de un Pilato dubitativo ante lo que debe hacer. La última escena de este nivel es El juicio de Jesús, en que Pilato se lava las manos.[94]

- Nivel medio: representa el Calvario de Jesús. Aparece en primer lugar Las Tres Marías y Simón de Cirene, en que éste ayuda con la cruz a Jesús, rodeado por la Virgen, María Magdalena y María de Cleofás. La Verónica muestra el rostro de Jesús marcado en negativo en la tela de la mujer que le limpió el sudor; la figura de Verónica no tiene rostro para no interferir con la imagen de Jesús. Aquí Subirachs hace un homenaje a Gaudí, dándole su fisonomía a la figura del evangelista situado a la izquierda, así como en la forma de los cascos de los soldados, que evocan las chimeneas de la Casa Milà. Cierra el ciclo El soldado Longino, que clavó su lanza a Jesús, aunque luego se convirtió al cristianismo.[95]

- Nivel superior: figura la muerte y entierro de Jesús. Comienza el nivel con Soldados jugando a los dados las vestiduras de Jesús. La crucifixión es la escena principal del pórtico, con Jesús colgado en la cruz —que es de cuatro brazos, como las típicamente gaudinianas, pero puesta en horizontal—, que está hecha de hierro, con una I pintada en rojo en la viga central, símbolo del INRI; aparecen de nuevo las tres Marías y San Juan, y figuran también en la escena un cráneo, símbolo de la muerte (y del Gólgota), y una luna, que representa la noche. El velo rasgado es una estructura de bronce que representa el velo del Templo de Jerusalén, que se rasgó a la muerte de Jesús. Por último, en El entierro figuran José de Arimatea y Nicodemo depositando el cuerpo de Jesús en el sepulcro, junto a la Virgen María y un huevo símbolo de la resurrección; la efigie de Nicodemo es un autorretrato del escultor Subirachs.[96]

Además de estos ciclos escultóricos, Subirachs realizó también las puertas de bronce de los tres pórticos en que se divide la fachada, dedicados a la Fe, Esperanza y Caridad. El pórtico central —de la Caridad— tiene dos puertas dedicadas al Evangelio, con los textos evangélicos que narran los últimos días de Jesús, separadas por un parteluz con las letras griegas alfa y omega, como símbolo del principio y el fin. Las puertas miden 5,28 metros de alto por 2,82 de ancho, y pesan 6500 kilos. La de la izquierda presenta los pasajes relativos a la Pasión del Evangelio de Mateo, y la de la derecha del de Juan. Frente a las Puertas del Evangelio se sitúa la columna de La Flagelación, que sustituye la cruz inicialmente prevista por Gaudí; por ello, Subirachs dividió la columna en cuatro bloques, simbolizando las cuatro partes de la cruz. Tiene cinco metros de altura, y está realizada en mármol travertino.

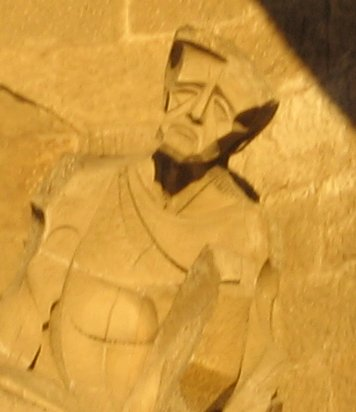
Autorretrato de Subirachs en la figura de Nicodemo, del grupo de El entierro de la Fachada de la Pasión de la Sagrada Familia.

El pórtico de la Fe presenta la Puerta de Getsemaní, de 4,41 metros de alto por 2,40 de ancho, dedicada a la oración de Jesús en el huerto de los olivos. Vemos las imágenes de Jesús orando, mientras que sus discípulos duermen, y en la parte superior izquierda aparece el cielo nocturno con la luna llena, como presagio de la muerte. En la parte inferior se encuentra un poliedro procedente del grabado La Melancolía de Alberto Durero.
El pórtico de la Esperanza presenta la Puerta de la Coronación de espinas, de 5 metros de altura y 2,40 de ancho. Aquí aparece Jesús escarnecido con la corona de espinas, el manto y la caña, como burla de su condición de rey. En otra escena, Jesús es conducido ante Herodes y Pilato, que aparecen enfrentados de forma simétrica, como vistos en un espejo. Incluye además una cita de La Divina Comedia de Dante y un poema de La pell de brau (La piel de toro) de Salvador Espriu.
En el frontón situado sobre estos tres pórticos —actualmente en construcción— se situará un friso representando a los profetas, acompañados del cordero del sacrificio de Abraham; y los patriarcas, junto al león de Judá, vencedor de la muerte. Estas figuras bíblicas han sido representadas por Subirachs con sus nombres y símbolos correspondientes en forma de arabesco, grabados en un relieve de 36 metros de largo y 5,5 de alto. La obra ya está finalizada, y solo falta colocarla en su lugar correspondiente cuando finalicen las obras del frontón.
Subirachs realizó también las figuras de los cuatro apóstoles a quienes están dedicadas las torres correspondientes a la fachada de la Pasión: Santiago el Menor, Santo Tomás, San Felipe y San Bartolomé. Están hechas en piedra de travertino de 3,25 metros de altura, y fueron colocadas entre febrero y octubre del 2000. Santiago está representado con un báculo de obispo, ya que tradicionalmente fue el primer obispo de Jerusalén; San Bartolomé aparece con un cuchillo, símbolo de su martirio, además de un pergamino, ya que fue autor de un evangelio apócrifo; Santo Tomás se muestra en actitud dubitativa, ya que tuvo que tocar a Jesús para creer en su resurrección; y San Felipe sostiene entre sus manos un libro, símbolo de la predicación que ejerció en Asia Menor.
En un nivel superior se sitúa el Espíritu Santo, una escultura para la que Subirachs se inspiró en una paloma, pero de formas casi abstractas, instalada en 2001; y finalmente la Ascensión de Jesús, en el puente que une las torres de San Bartolomé y Santo Tomás, a 60 metros de altura, obra realizada en bronce, instalada en 2005.
Además de su obra en la fachada de la Pasión, Subirachs realizó otras obras en el templo: en 2007 se instaló una escultura de San Jorge en la baranda del jubé —en el lado interior de la fachada de la Gloria—, una estatua de bronce de tres metros de altura, inspirada en el San Jorge de Donatello. Asimismo, en septiembre de 2008 se instalaron las puertas de la fachada de la Gloria, realizadas en bronce, con inscripciones del Padre Nuestro, destacando en las puertas centrales el segundo párrafo (Danos hoy nuestro pan de cada día), escrito en cincuenta idiomas distintos.
La obra escultórica de Josep Maria Subirachs en la fachada de la Pasión fue declarada el 11 de febrero de 2019 Bien Cultural de Interés Nacional, según la catalogación efectuada por la Generalidad de Cataluña, que señaló que es un «episodio excepcional en la escultura contemporánea que ha convertido a su autor en un referente esencial del arte catalán».

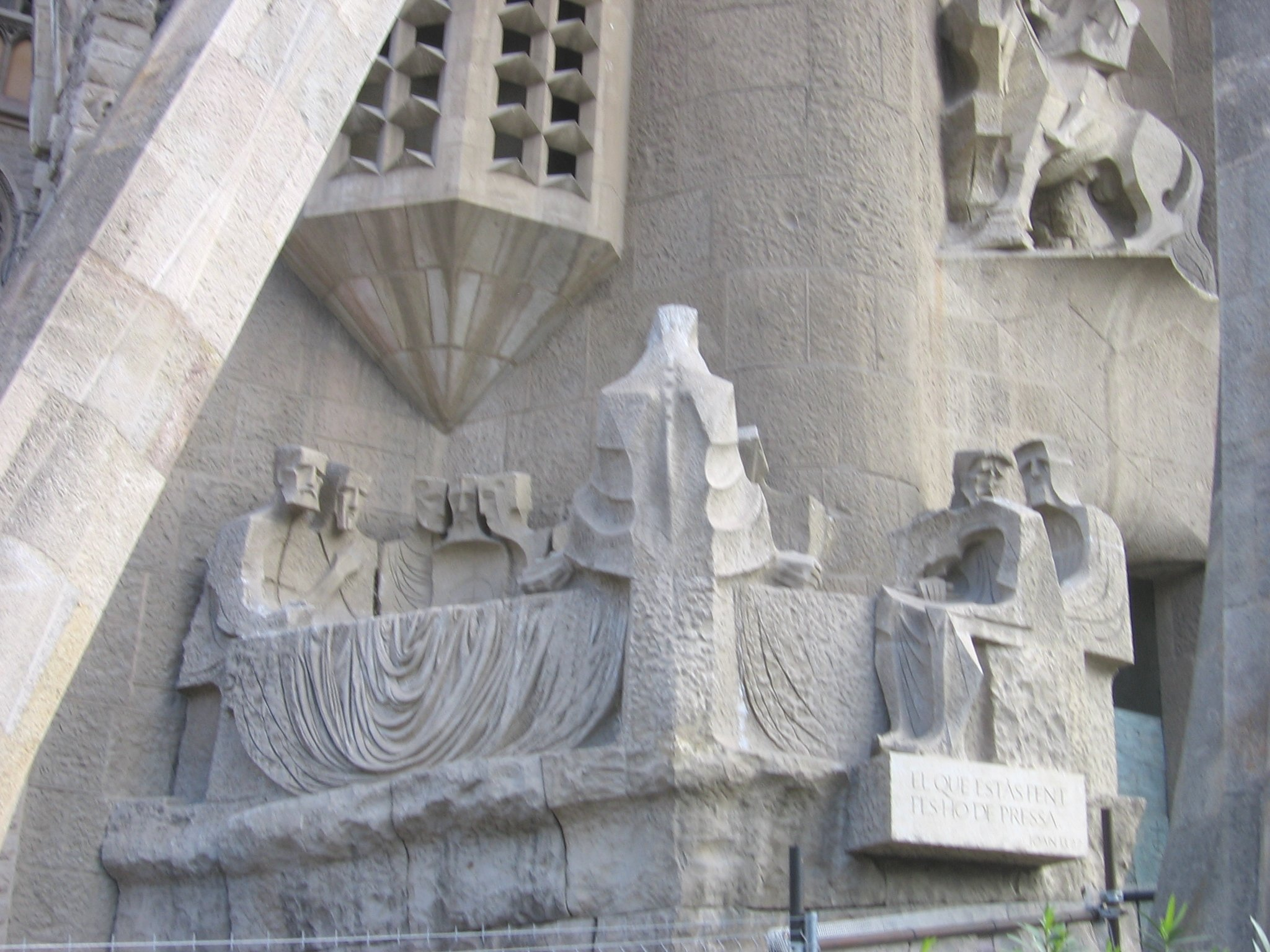
Última cena.
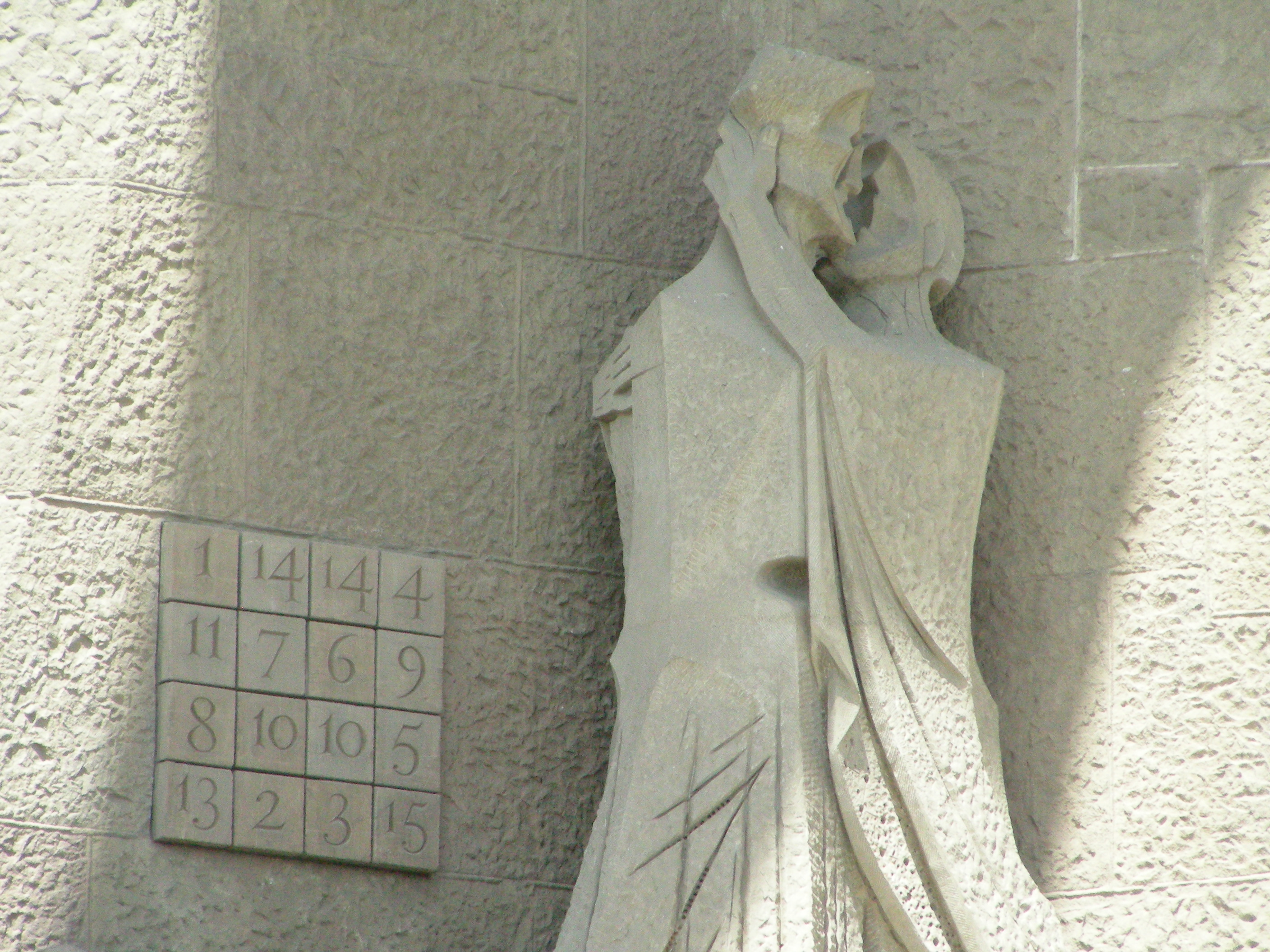
El beso de Judas.
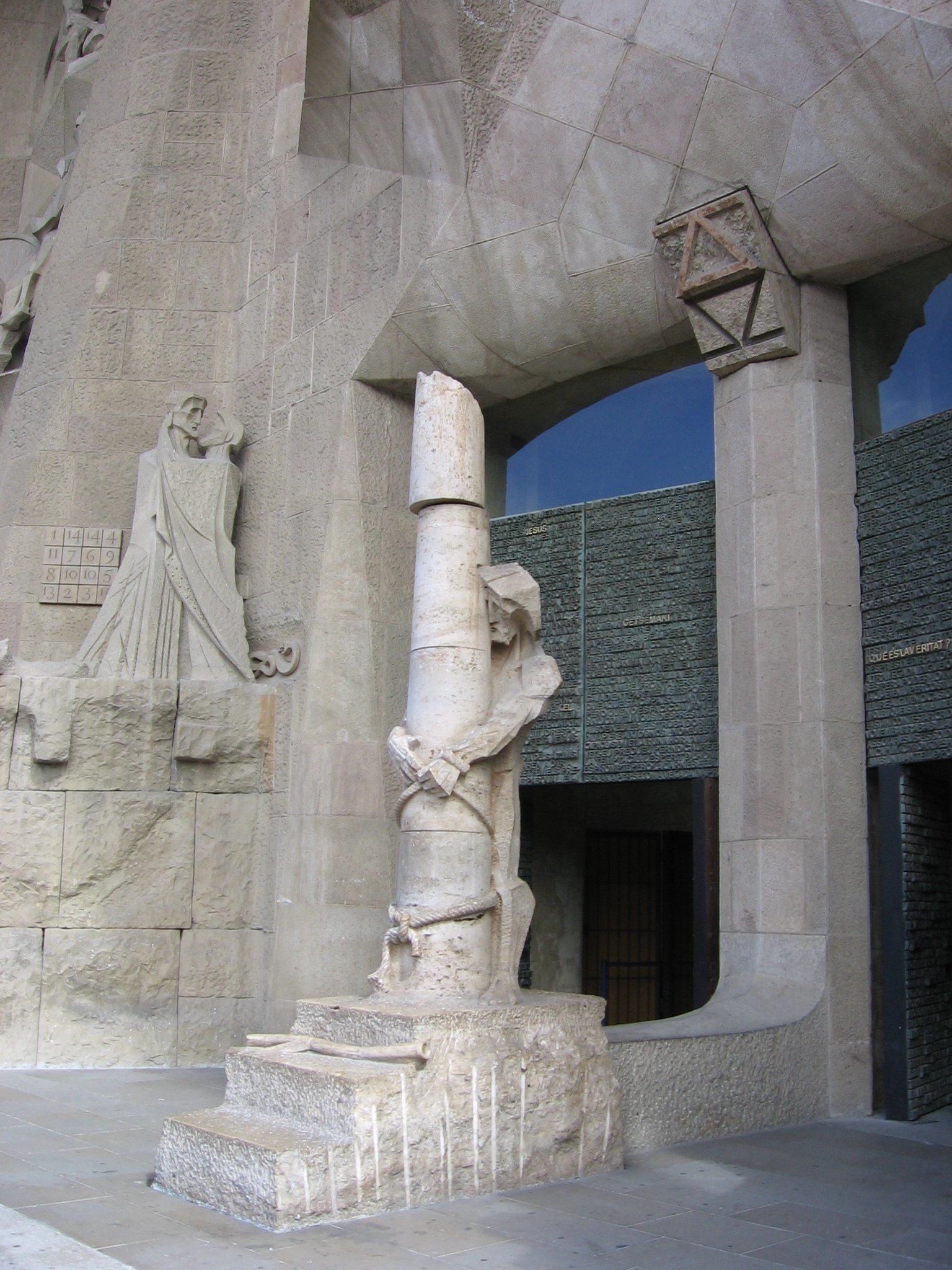
Columna de La Flagelación.
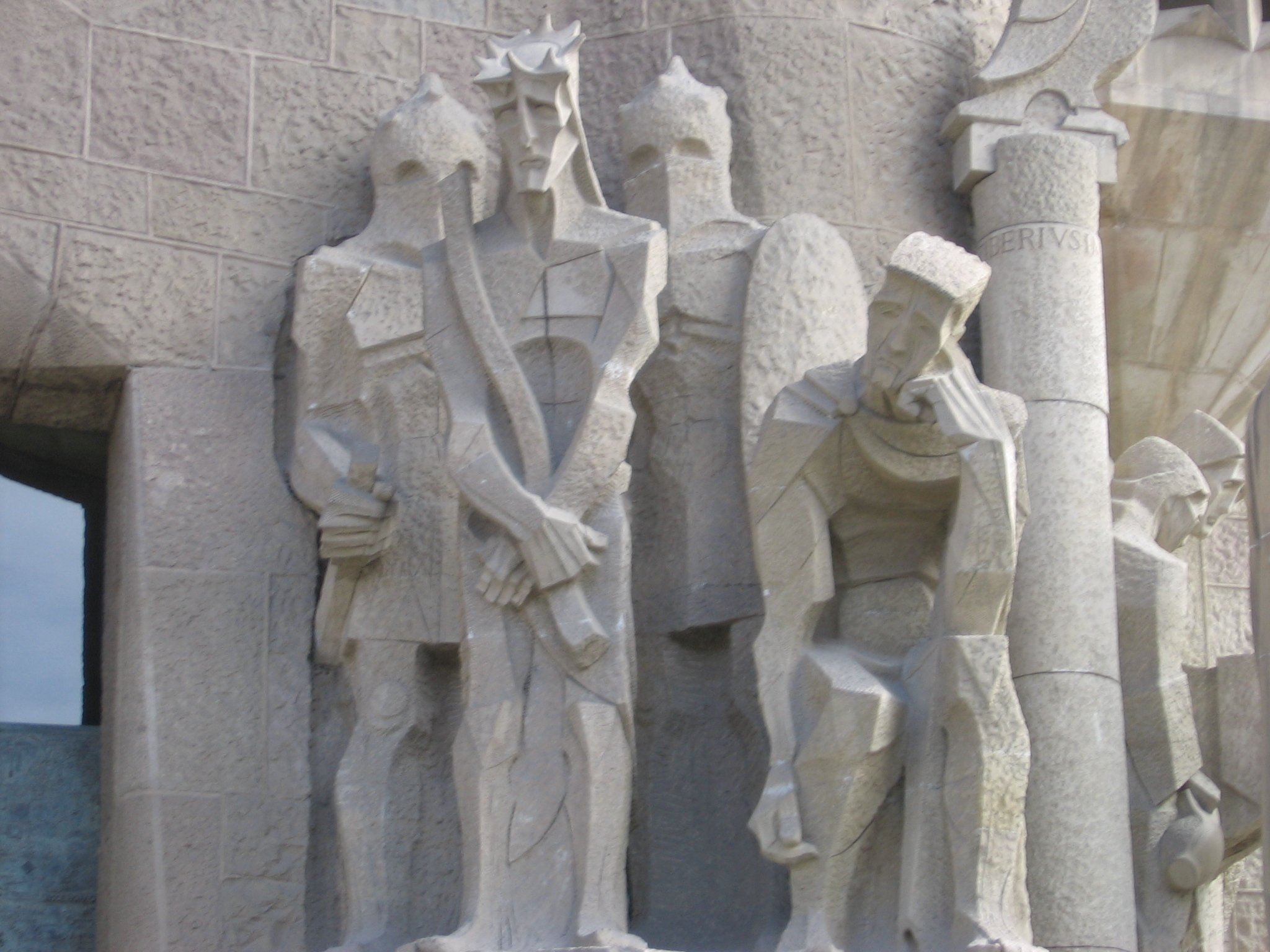
Ecce Homo.
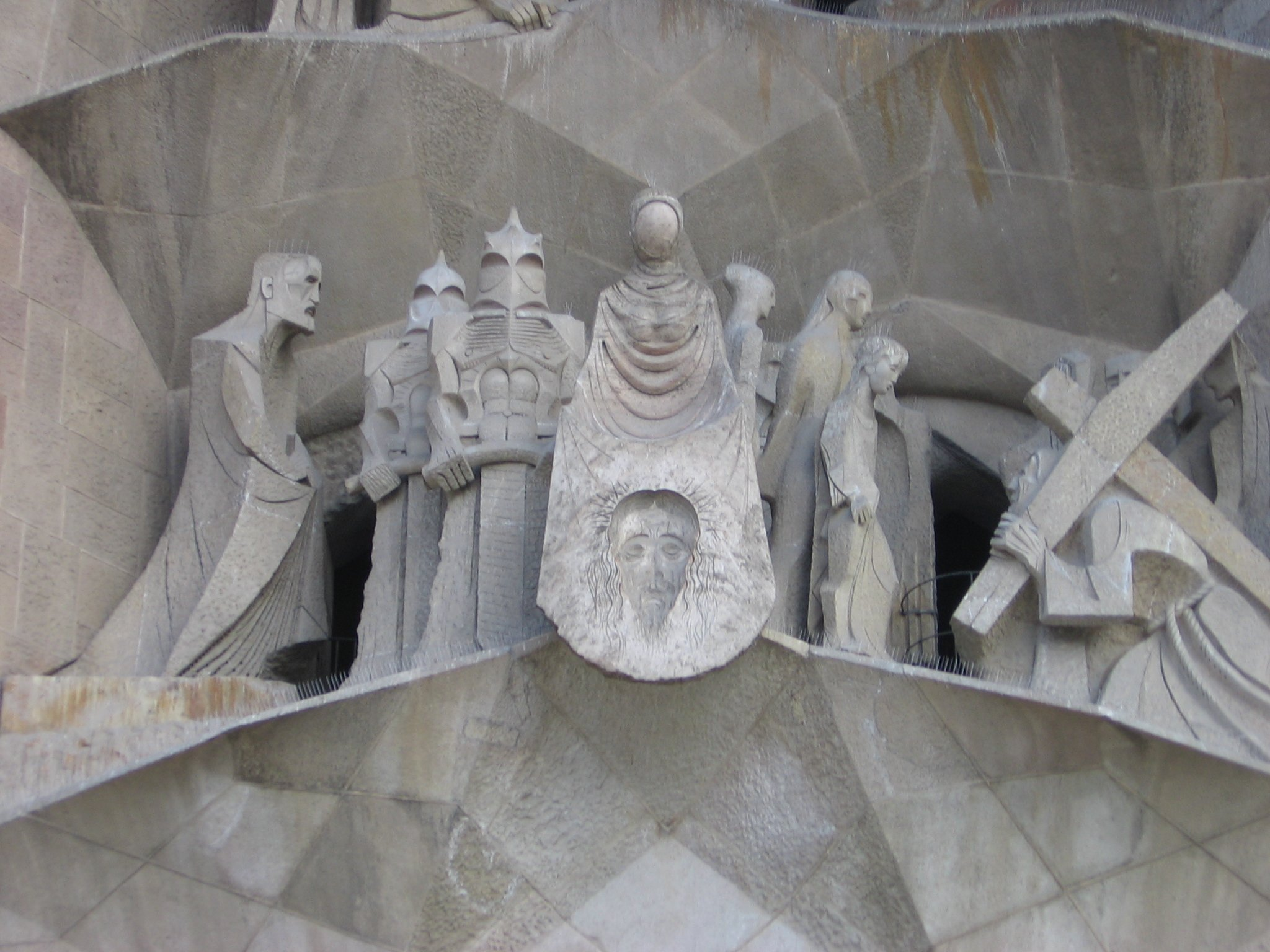
La Verónica.
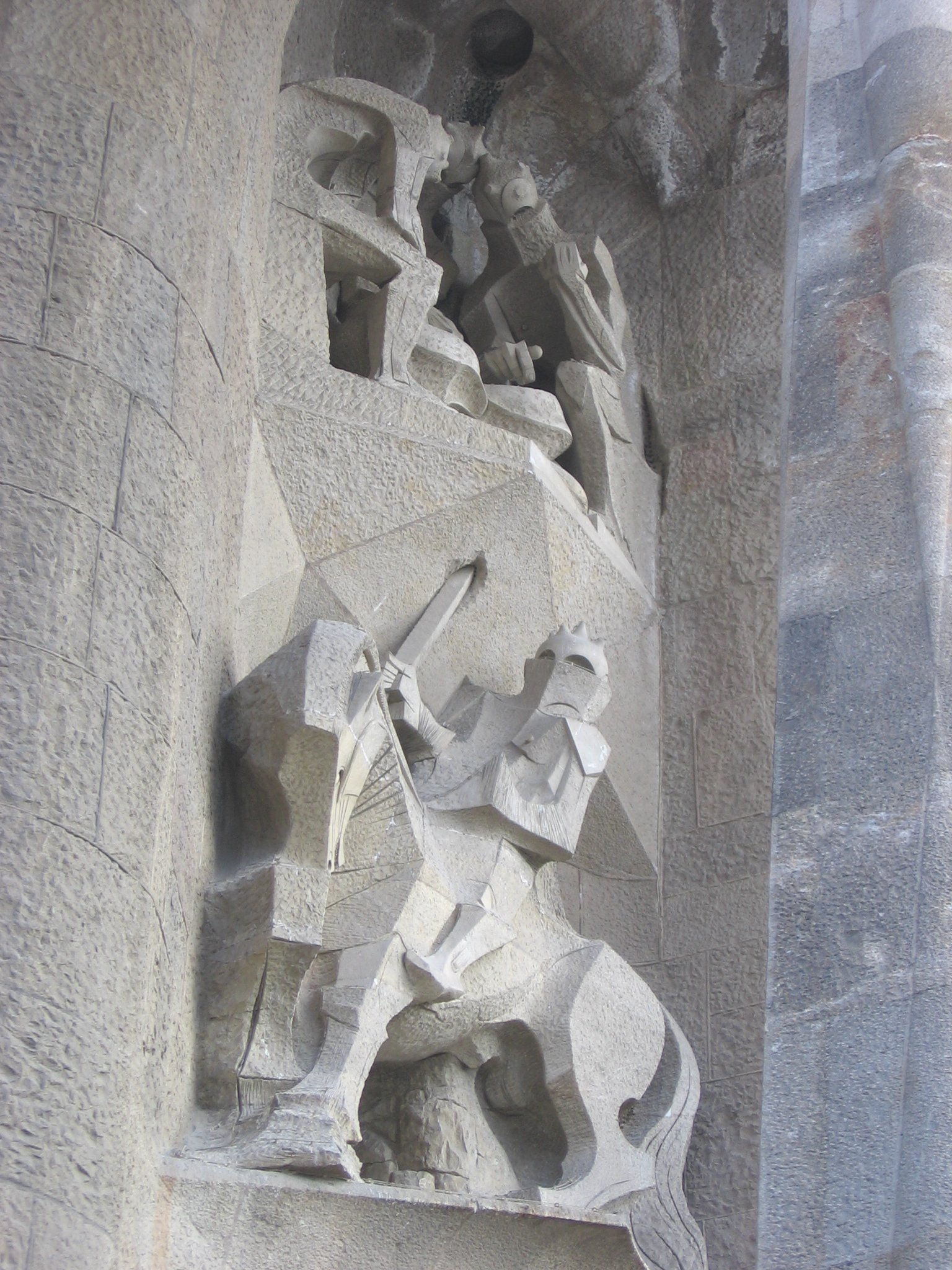
El soldado Longino.
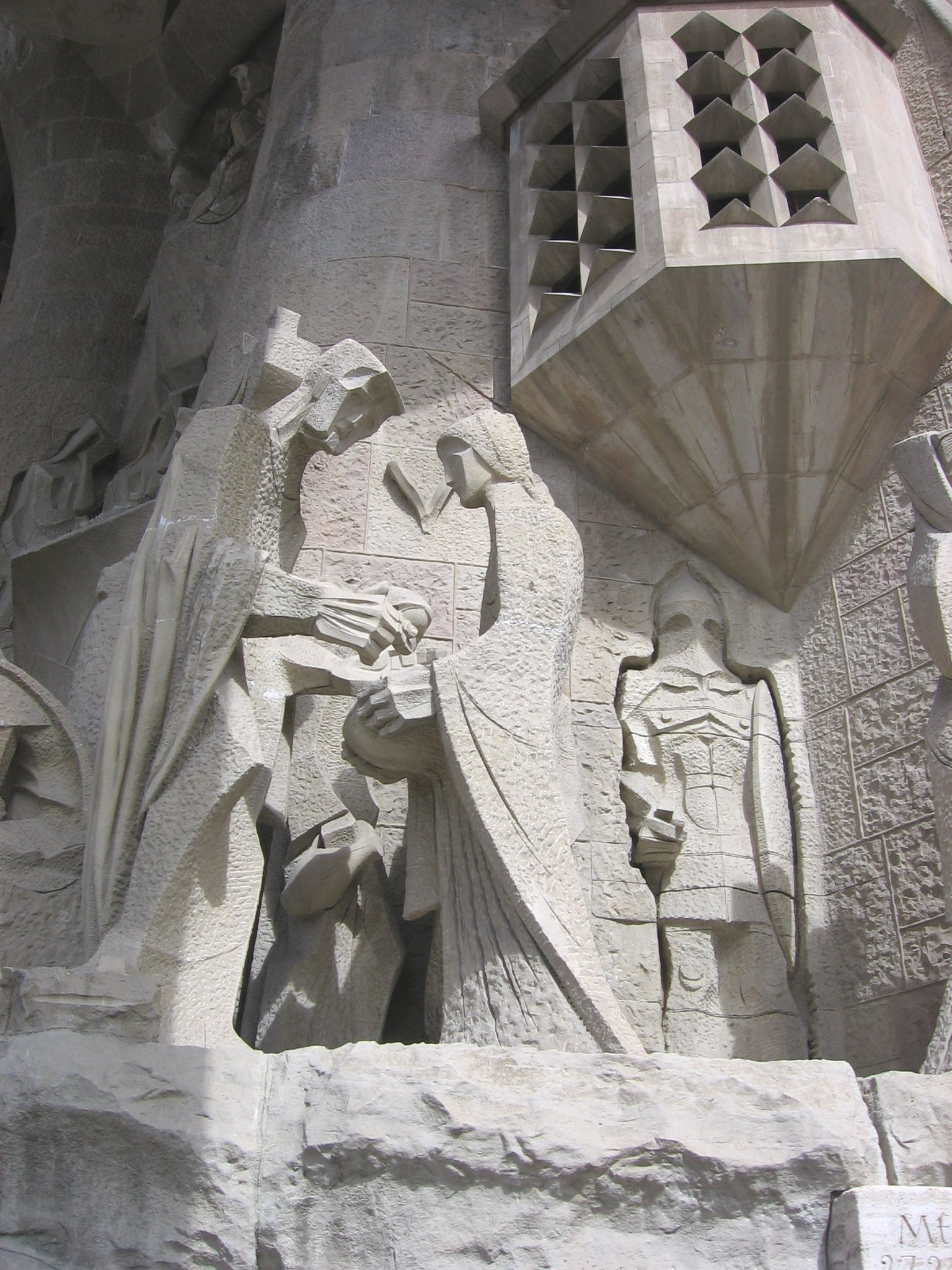
El juicio de Jesús.

### Obras principales

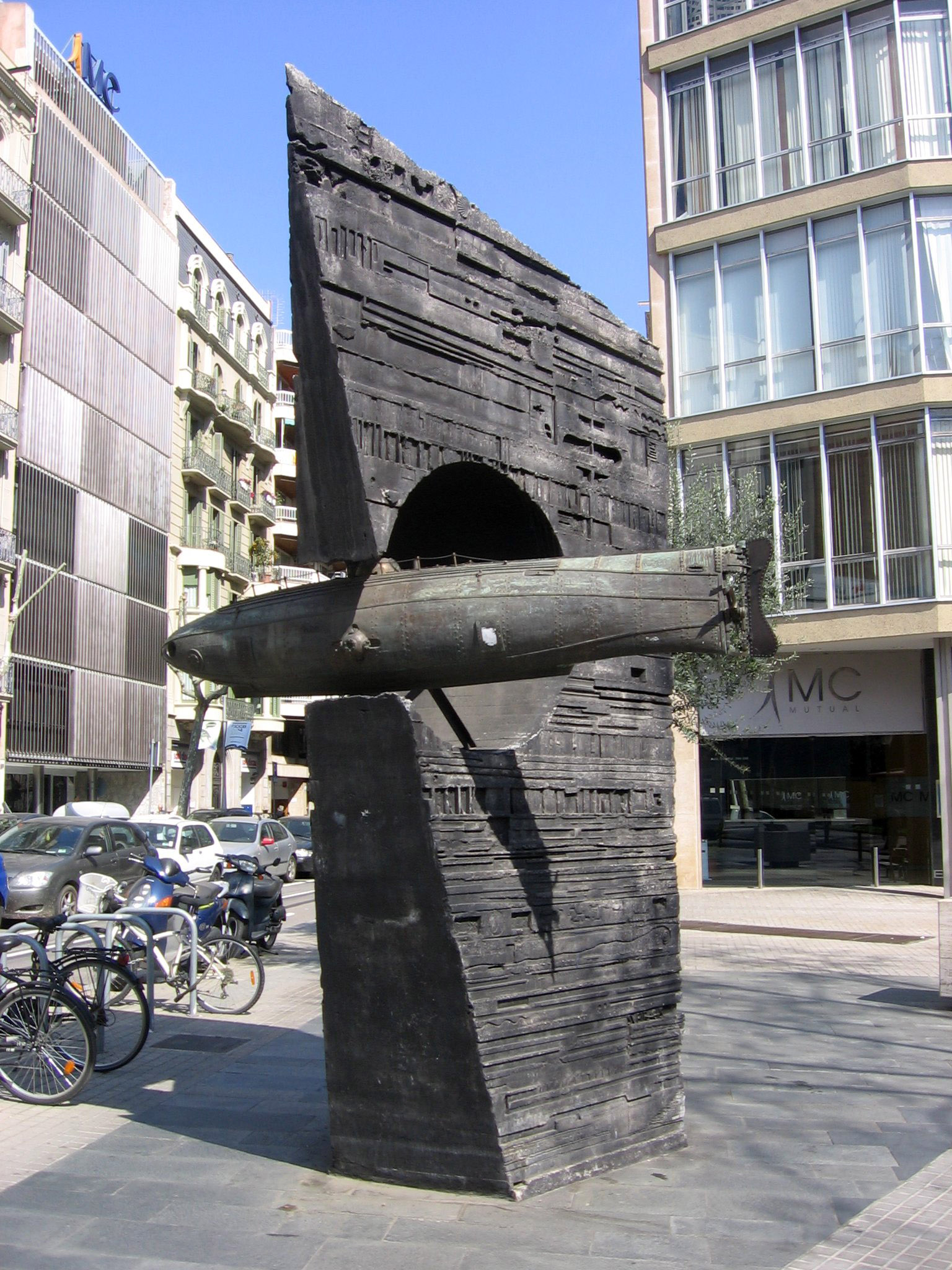
Monumento a Narciso Monturiol (1963), Barcelona.

- 1947: Cadaqués. Colección Rottier, Barcelona.
- 1953: Europa. Colección Modest Cuixart, Barcelona.
- 1953: Moisés. Colección Miguel Lerín, Barcelona.
- 1954: Maniquí-ídolo. Colección Josep Ferrer, Tarragona.
- 1957: Forma 212. Hogares Mundet, Barcelona.
- 1958: Tekel (Premio Julio González). Colección del artista.
- 1958: Ambones Ave / Eva y Santa Cena y Crucifijo, altar mayor de la iglesia de los Hogares Mundet, Barcelona (pintura mural del fondo de Joan-Josep Tharrats).
- 1959: Frisos y puertas del Santuario de la Virgen del Camino, León.
- 1959: Las Tablas de la Ley. Facultad de Derecho de Barcelona.
- 1960: Evocación marinera. Paseo Juan de Borbón, en el barrio de La Barceloneta de Barcelona.
- 1962: Cera perdida vertical. Museo Internacional, Market Center Award, Dallas.
- 1962: Cruz de San Miguel. Monasterio de Montserrat.
- 1963: Monumento a Narciso Monturiol. Barcelona.
- 1963: Monumento a las víctimas de las inundaciones del Vallés. Rubí.
- 1964: Santa Cecilia, Crucifijo y La Trinidad, altar mayor de la parroquia de Santa Cecilia, Barcelona.
- 1965: Monumento a Pompeu Fabra. Planolas.
- 1965: Monumento a las víctimas del accidente aéreo de Carmona (Sevilla).
- 1965: Fachada del Colegio de Nuestra Señora de la Paz, junto al arquitecto Fray Coello de Portugal Torrelavega (Cantabria).
- 1965: Puertas de San Pedro y San Pablo, iglesia de la Residencia Bell-lloc, La Roca del Vallés (con vidrieras de Albert Ràfols-Casamada).
- 1966: Escudos de Barcelona. Vestíbulo de la Casa de la Ciudad de Barcelona.
- 1966: La columna. Museo Middelheim de Amberes (Bélgica).
- 1967: Venus del cerro de Peñíscola. Peñíscola.
- 1967: La medida del espacio-tiempo. Edificio Mercurio de Barcelona.
- 1968: Monumento al Comercio Internacional. Dallas.
- 1968: Monumento a las Olimpiadas de México, en recuerdo de la XIX Olimpiada, Ruta de la Amistad, Ciudad de México.
- 1968-1972: Homenaje a Leonardo. Museo Estrada, Esplugas de Llobregat.
- 1969: Friso Barcelona, en la fachada del edificio Novísimo del Ayuntamiento de Barcelona.
- 1969: Homenaje a Barcelona. Parque de Montjuic de Barcelona.
- 1969: Diagonal, mural para la estación homónima del Metro de Barcelona.
- 1970: Monumento a Santo Domingo de Guzmán. Monasterio de Montserrat.
- 1971: Relieves para la fachada del Banco de Sabadell en la Rambla de Cataluña de Barcelona.
- 1971: Comunicación y computación. Fachada del edificio Macià, plaza Francesc Macià de Barcelona.
- 1972: Al otro lado del muro. Museo de Escultura al Aire Libre del paseo de la Castellana de Madrid.
- 1973: Introversión, participando en la I Exposición Internacional de Escultura en la Calle de Santa Cruz de Tenerife.
- 1973: A Príapo. Playa de Aro.
- 1975: Monumento a Hospitalet de Llobregat.
- 1975: A la Barcelona romana. El Prat de Llobregat.
- 1975: Gala Placidia. San Sadurní de Noya.
- 1975: San Jorge. Sede de la Caja de Ahorros de Cataluña, plaza Antonio Maura, Barcelona.
- 1975: Puerta de San Jorge. Palacio del Lloctinent, Barcelona.
- 1976: puerta para la sacristía de la capilla de San Jorge del Palacio de la Generalidad de Cataluña, así como el Relieve de San Jorge-Teseo en la galería que une el Palacio de la Generalidad con la Casa de los Canónigos.

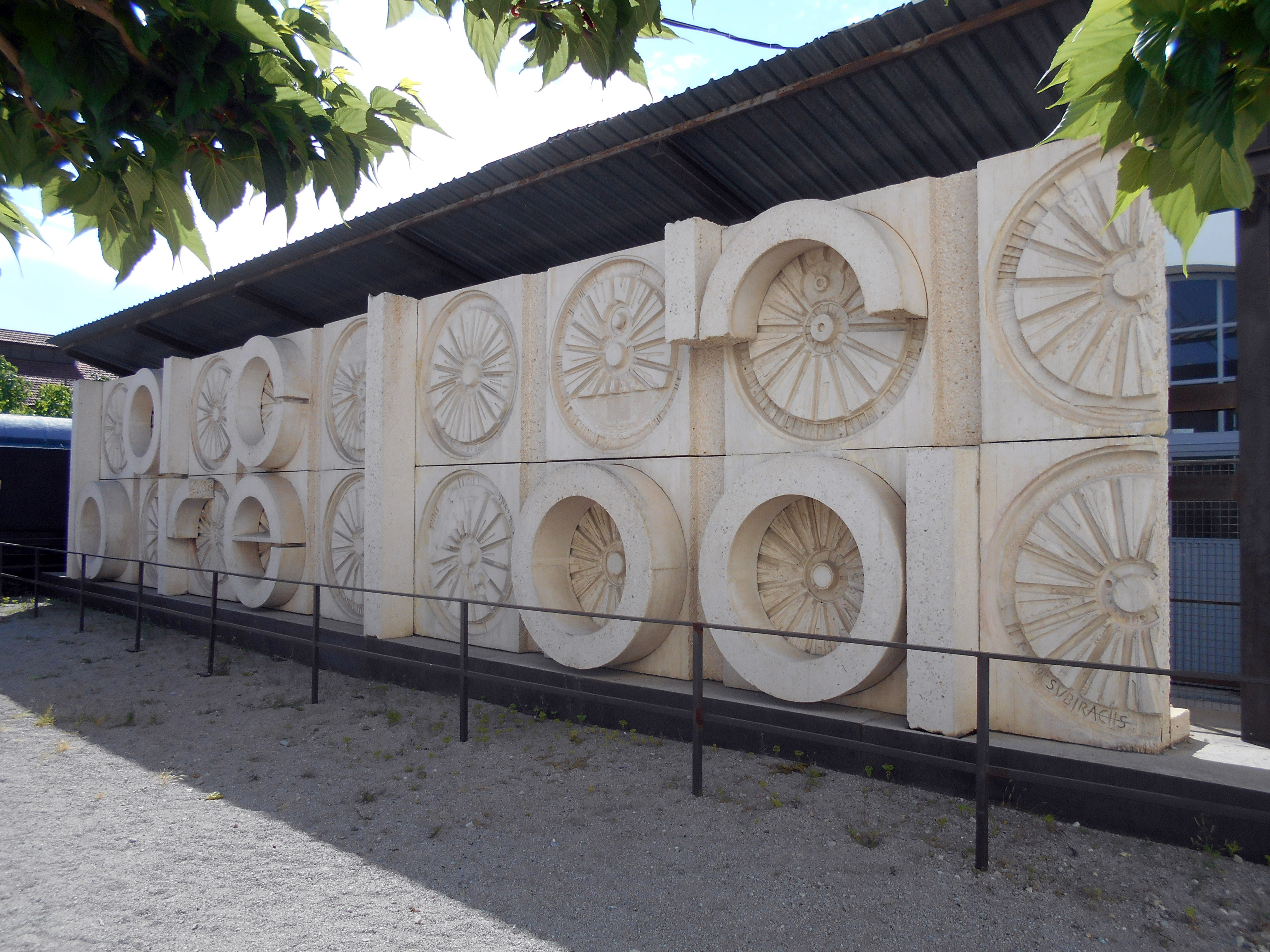
Friso de la Estación de Sants (1979), actualmente en el Museo del Ferrocarril de Cataluña.

- 1976: Monumento a Ramon Llull. Monasterio de Montserrat.
- 1977: Altar de la Capilla del Santísimo. Monasterio de Montserrat.
- 1977: Babel. Biblioteca Pública Pompeu Fabra, Mataró.
- 1977: San Francisco y Bernat Metge, Panteón de Francisco Cambó, Cementerio de Montjuic, Barcelona.
- 1979: Friso en la fachada de la Estación de Sants de Barcelona.
- 1979: Monumento a Manresa.
- 1979: Núria-Fedra, Museu de les Arts de l'Espectacle, Instituto del Teatro de Barcelona.
- 1981: Relieve, Aeropuerto de Madrid-Barajas (actualmente en el aeropuerto de Alicante-Elche).
- 1981: Homenaje a la Resistencia Catalana. Parlamento de Cataluña.
- 1982: Monumento a la Recuperación de la Generalidad de Cataluña. Cervera.
- 1982-1984: Materia-Forma. Casa de la Ciudad de Barcelona.
- 1983: Olimpo. Monumento a las Olimpiadas, en la sede del COI, Lausana (Suiza).
- 1983: Jónica. Homenaje a Kavafis. Palma de Mallorca.
- 1983: Monumento a Francesc Macià. Villanueva y Geltrú.
- 1983: La Creación (Homenaje a Miguel Ángel). Mataró.
- 1984: Monumento a Pau Casals. Vendrell (Tarragona).
- 1984: Busto del presidente Francesc Macià en el Patio de los Naranjos del Palacio de la Generalidad de Cataluña.
- 1985: Ariadna y Hermes. Monasterio de Montserrat.
- 1985: Ambón en el altar mayor del Monasterio de Poblet.
- 1986: Monumento a Salvador Espriu en Santa Coloma de Farnés y relieve dedicado al mismo poeta en el edificio antiguo de la Universidad de Barcelona.
- 1986: Monumento al Conde Borrell II. Cardona.
- 1986: Busto de la pianista Rosa Sabater en el Palacio de la Música Catalana en Barcelona.
- 1986: San Jorge. Monasterio de Montserrat.
- 1986: El arquitecto (Monumento a los constructores de la Catedral de Gerona), en la judería de esa ciudad.
- 1987-2009: Fachada de la Pasión del Templo Expiatorio de la Sagrada Familia de Barcelona.
- 1987: Los pilares del cielo, en conmemoración de los Juegos Olímpicos de Seúl.
- 1988: Monumento a Gaspar de Portolà, con Francesc Carulla. San Francisco (California). En 1994 se realizó una copia situada en el Parador Nacional de Turismo de Artiés (Valle de Arán).
- 1988: Monumento a Federico García Lorca. Cadaqués.
- 1989: Unión de Oriente y Occidente. Seúl (Corea).
- 1989: Clio. San Julián de Loria (Andorra).
- 1990: Busto del presidente Lluís Companys en el Patio de los Naranjos del Palacio de la Generalidad de Cataluña.
- 1990: Monumento al Milenario de Cataluña. Tarragona.
- 1991: Monumento a Francesc Macià. Plaza de Cataluña, Barcelona.
- 1993: Friso Iris. Plaza de Colón, Madrid.
- 1994: Cataluña. Plaza Catalunya de Sabadell.
- 1999: Busto del presidente Josep Tarradellas en el Patio de los Naranjos del Palacio de la Generalidad de Cataluña.
- 2001: Busto del presidente Josep Irla en el Patio de los Naranjos del Palacio de la Generalidad de Cataluña.
- 2002: Jónica (Homenaje al Novecentismo). Jardines del Balneario Vichy Catalán de Caldas de Malavella.
- 2002: Escultura monumental para el Parque de Esculturas de la ciudad de Gwangju, provincia de Gyeonggi (Corea del Sur).

## Exposiciones
- 1948: Casa del Libro, Barcelona.

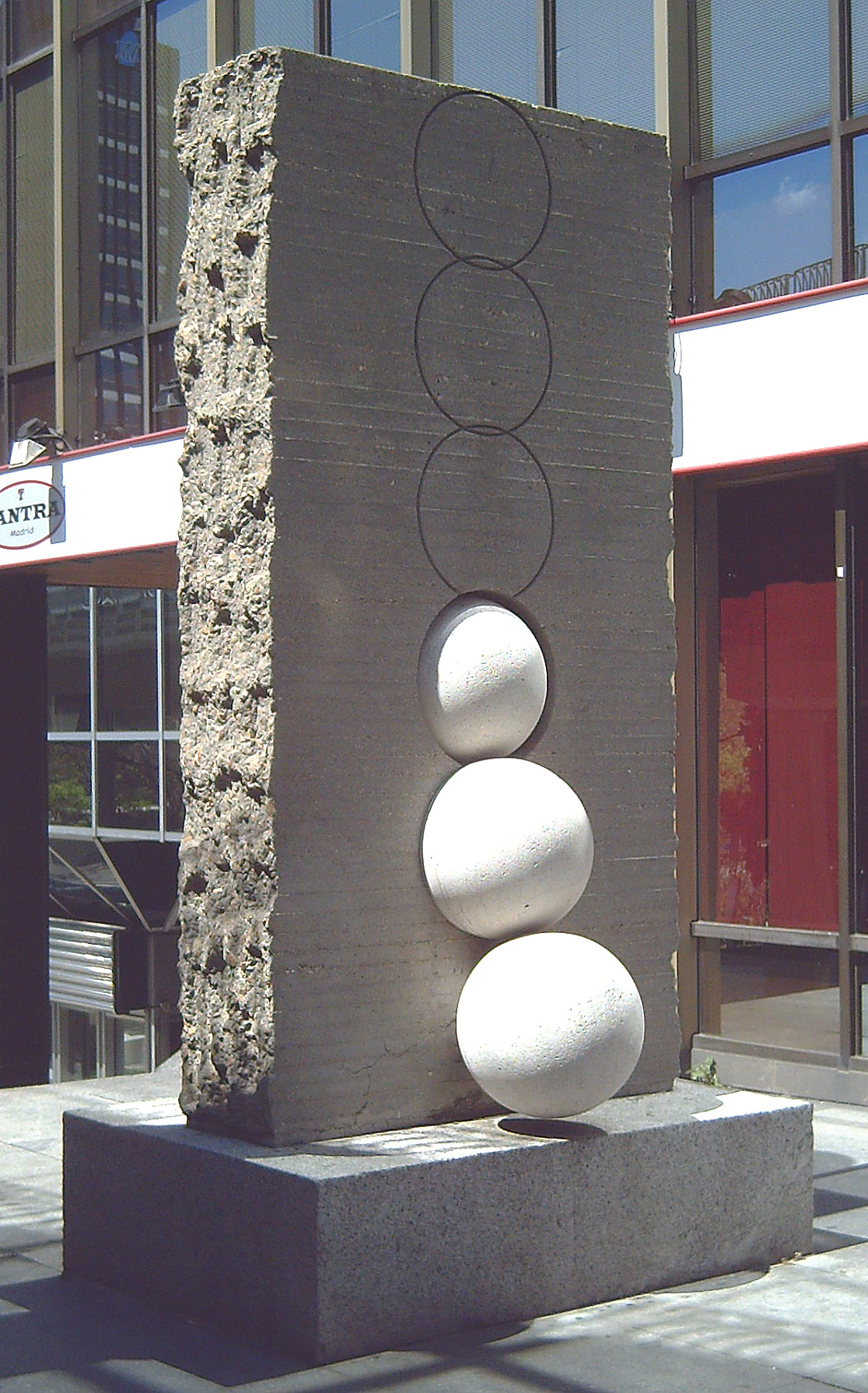
Al otro lado del muro (1972), Museo de Escultura al Aire Libre (Madrid).

- 1949: II Salón de Octubre, Barcelona.
- 1950: I Salón de Arte Independiente, Sala Caralt, Barcelona.
- 1951: I Bienal Hispanoamericana, Madrid.
- 1953: Bienal Internacional de São Paulo. II Salón de Jazz, Barcelona.
- 1954: Bienal de Amberes. Galerie Unicum, Brujas. Galerie Madeleine Baes, Knokke.
- 1955: III Bienal Internacional de Escultura, Middelheim Museum de Amberes.
- 1956: Galería Georges Giroux, Bruselas.
- 1957: II Bienal de Alejandría. Chinese National Art Museum, Taipéi.
- 1958: Galeries Laietanes, Barcelona.
- 1959: Galeries Jardín, Barcelona. Galería Biosca, Madrid. Galería 59, Aschaffenburg.
- 1960: Ateneo de Madrid. Sala Gaspar, Barcelona.
- 1961: VI Bienal Internacional de Escultura, Middelheim Museum de Amberes.
- 1962: Joachim Gallery, Chicago. Galerie Mesure, París. Sala Gaspar, Barcelona.
- 1963: VII Bienal de São Paulo. Salon de la Jeune Sculpture, Museo Rodin, París.
- 1964: Muestra Contemporany Sculptors of Spain, Feria Mundial de Nueva York.
- 1965: Sala Gaspar, Barcelona. Galería Semiha Huber, Zúrich. Galería Sur, Santander.
- 1966: Ateneo de Madrid. Galería Grises, Bilbao. Exposition Internationale de Sculpture Contemporaine, Maison Rodin, París. Bertha Schaefer Gallery, Nueva York. X Bienal Internacional de Escultura, Middelheim Museum de Amberes.
- 1967: Sala Gaspar, Barcelona.
- 1968: Galería Seiquer, Madrid. XXXIV Bienal de Venecia.
- 1969: Exposición Art espagnol d’aujourd’hui, Museo Rath, Ginebra. Muestra Contemporary Spanish Art, Galería Nacional de Canadá, Ottawa.
- 1970: Musée du Petit Palais, Ginebra.
- 1971: Galería Skira, Madrid.
- 1972: Bertha Schaefer Gallery, Nueva York.
- 1973: Galería René-Metrás, Barcelona.
- 1974: Galería Artur Ramon, Barcelona. Galería D'Eendt, Ámsterdam.
- 1975: III Bienal Internacional de la Pequeña Escultura, Budapest.
- 1976: Muestra ART 7’76, Basilea. ARTEXPO 76, Barcelona. Fundación Joan Miró, Barcelona.
- 1977: Galería Biosca, Madrid. ART 8’77, Basilea. Sala d'Exposicions de la Caixa Laietana, Mataró.
- 1978: 1ère Triennale Européenne de Sculpture, Palais Royal, París. Galería Levy, Hamburgo. Galería Sacharoff, Barcelona. ART 9’78, Basilea.
- 1979: ART 10’79, Basilea. Exposición Subirachs. Homenatge a Fortuny i a Gaudí, Centre de Lectura de Reus.
- 1980: Sala d'Art Daedalus, Barcelona.
- 1981: Galería Biosca, Madrid. ART 12’81, Basilea.
- 1982: R.K. Parker Gallery, Nueva York. ARCO’82, Madrid.
- 1983: ARCO’83, Madrid. ART EXPO’83, Nueva York. ART 14’83, Basilea.
- 1984: Exposición organizada por la Generalidad de Cataluña en París, Albi y Perpiñán.
- 1985: ARCO’85, Madrid. I Bienal de Arte del Fútbol Club Barcelona, Palacio de Pedralbes.
- 1987: Instituto Francés, Barcelona. Casa Goya, Burdeos.
- 1988: Museo Millesgärden, Estocolmo. Exposición Subirachs. Opera Grafica, Sala Tecnorama de Verona y Galleria Arte al Borgo de Palermo.
- 1990: Exposición retrospectiva en el Art Museum Ginza de Tokio.
- 1992: Casa del Monte, Madrid. Pabellón de Cataluña de la Expo de Sevilla.
- 1993: Exposición Subirachs. Œuvres Récentes, Instituto Francés de Barcelona. Museo de Arte Moderno de Tarragona.
- 1994: Pia Almoina, Barcelona. Centro Jujol - Can Negre, San Juan Despí.
- 1995: Galería Biosca, Madrid. Círculo Artístico de San Lucas, Barcelona.
- 1997: Antología en la Tour Fromage, Valle de Aosta (Italia). XII Bienal Internacional del Deporte en las Bellas Artes, Reales Atarazanas de Barcelona.
- 2000: 50 Anys d'Obres de Subirachs, Museu Municipal de Tosa de Mar. Subirachs. Skulpturen, Zeichnungen und Grafik, Galería Opernring Margaretha Schwerer, Viena.
- 2001: Subirachs. Idea, matèria, forma, Museu de Mataró.
- 2002: De Gaudí a Tàpies. Maestros Catalanes del siglo XX, Museo de Bellas Artes de Sevilla.
- 2003: Retrospectiva Subirachs. Volums, textures, símbols, Palacio Moja de Barcelona.
- 2004: Subirachs. 50 ans de dessins, Maison de la Catalogne, París.
- 2005: Museo del Lago Occidental, Hangzhou (China).
- 2007: Subirachs a Montserrat, Museo de Montserrat.
- 2008: Espace d'Art Contemporain Puigmartí, Bourg-Madame (Francia).
- 2010: Subirachs. Analogías, dualidades, oposiciones, Lonja de Zaragoza.

## Distinciones

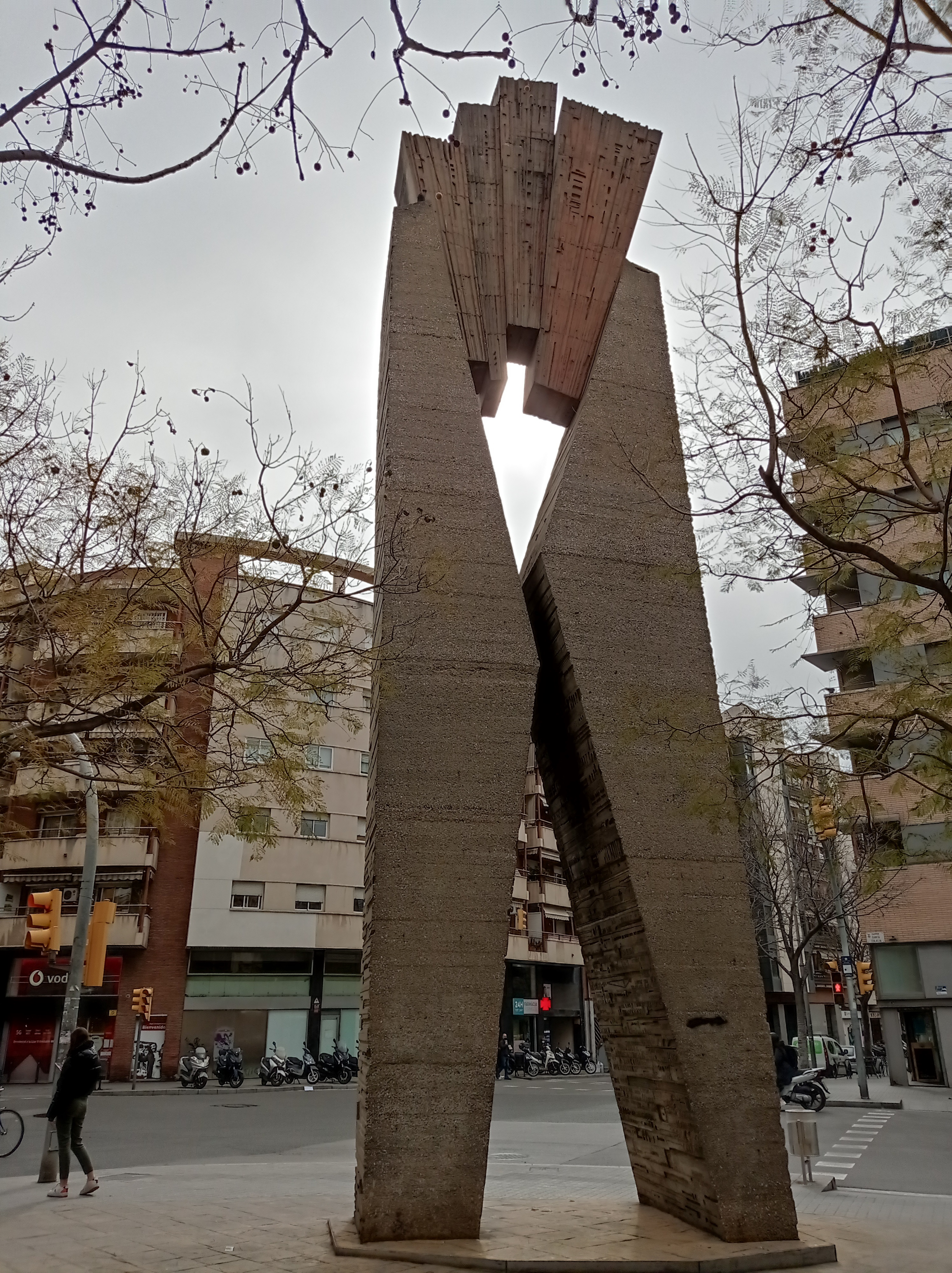
Escudo de l'Hospitalet (1974).

- Primer premio de escultura en el II Salón del Jazz de Barcelona (1953).
- Medalla de bronce en la II Bienal de Alejandría, Egipto (1957).
- Gran Premio Sant Jordi de la Diputación de Barcelona (1958).
- Premio Julio González de la Cambra Barcelonesa d'Art (1958).
- I Premio Internacional de Dibujo Ynglada-Guillot (1966).
- I Premio Internacional Sant Martí d'Or (1971).
- Premio de la Crítica de Barcelona a la mejor exposición del año 1973 (1974).
- Corresponding Member de la Hispanic Society of America de Nueva York (1976).
- Académico de la Real Academia de Bellas Artes de Sant Jordi de Barcelona (1980).
- Creu de Sant Jordi de la Generalidad de Cataluña (1982).
- Caballero de la Orden de las Artes y las Letras de Francia (1986).
- Personnalité de l'Année 1987, distinción internacional otorgada por su aportación al mundo de las Artes en París.
- Premio Sparo de la Agrupació Catalana d'Entitats Artístiques (1988).
- Académico de la Real Academia de Bellas Artes de San Fernando de Madrid (1989).
- Premio Correo de las Artes al «mejor artista en la especialidad de escultura», Madrid (1993).
- Medalla de Oro del Fons Internacional de Pintura de Barcelona (1996).
- Nombrado «Artista catalán vivo más importante del siglo XX» según encuesta realizada por el diario La Vanguardia, Catalunya Ràdio y Enciclopèdia Catalana (1997).
- Medalla de Oro al Mérito en las Bellas Artes otorgada por el Ministerio de Educación y Cultura (1998).
- Premio Protagonistas 2002 de Arte, del programa de radio Onda Cero.
- Medalla de Oro al Mérito Artístico del Ayuntamiento de Barcelona (2011).

En 2005 le fue dedicado el asteroide (134124) Subirachs.